# Trajan
Vous lisez un « article de qualité » labellisé en 2014.
Trajan, né sous le nom de Marcus Ulpius Traianus le 18 septembre 53 à Italica, en Bétique (actuellement l'Andalousie, en Espagne) à dix kilomètres de l'actuelle Séville, et mort le 8 ou 9 août 117 à Selinus, en Cilicie (sud de l'Anatolie), est empereur romain de fin janvier 98 à août 117. À sa mort, il porte le nom et les surnoms d'Imperator Caesar Divi Nervae Filius Nerva Traianus Optimus Augustus Germanicus Dacicus Parthicus.
Trajan est issu de la gens des Ulpii, installée en Hispania Bétique dans la ville d'Italica, fondée en 206 av. J.-C. par des colonisateurs romains. Il est resté dans l’historiographie comme le « meilleur des empereurs romains » (optimus princeps). Après le règne de Domitien et la fin de la dynastie des Flaviens, le court règne de Nerva et surtout celui de Trajan marquent le fondement de la dynastie dite des « Antonins ».
Trajan prend de l'importance sous le règne de l'empereur Domitien, dont les dernières années sont marquées par les persécutions et les exécutions de sénateurs romains. En septembre 96, après l'assassinat de Domitien, empereur sans enfant, par des membres de sa cour, Nerva, un ancien consul, monte sur le trône, mais se révèle impopulaire auprès de l'armée. Après une brève et tumultueuse année au pouvoir, une révolte des membres de la garde prétorienne affaiblit son pouvoir et le contraint à répliquer en adoptant le populaire général Trajan comme son héritier et successeur. Nerva, âgé et sans enfant, décède fin janvier 98 et son fils adoptif lui succède sans incident.
On considère généralement que c’est sous son règne que l’Empire romain connaît sa plus grande extension avec les conquêtes éphémères de l’Arménie et de la Mésopotamie, et celle plus pérenne de la Dacie ainsi qu'avec l'annexion du royaume nabatéen de Pétra qui donne naissance à la province d'Arabie Pétrée. Sa conquête de la Dacie enrichit considérablement l'Empire, la nouvelle province possédant plusieurs mines de métaux de grande valeur. En revanche, sa conquête des territoires parthes reste inachevée et fragile à la suite d'une grande révolte judéo-parthe. Il laisse à sa mort une situation économique globale peu florissante ; la partie orientale de l’Empire en particulier est exsangue.
En parallèle de cette politique expansionniste, Trajan mène de grands travaux de construction et engage une politique de mesures sociales d'une ampleur inédite. Il est surtout connu pour son vaste programme de construction publique qui a remodelé la ville de Rome et laissé plusieurs monuments durables tels que les thermes, le forum et les marchés de Trajan, ainsi que la colonne Trajane. Il renforce aussi le rôle prépondérant de l’Italie dans l’Empire et poursuit la romanisation des provinces.
Trajan est divinisé par le Sénat et ses cendres sont inhumées au pied de la colonne Trajane. Son fils adoptif et petit-neveu Hadrien lui succède, malgré quelques troubles lors de la passation de pouvoir. Hadrien ne poursuit pas la politique expansionniste de Trajan, renonce à tous les territoires nouvellement conquis sur les Parthes et réoriente la politique intérieure en mettant les provinces au premier plan.

## Biographie

### Avant l'accession à l'Empire

#### Origines

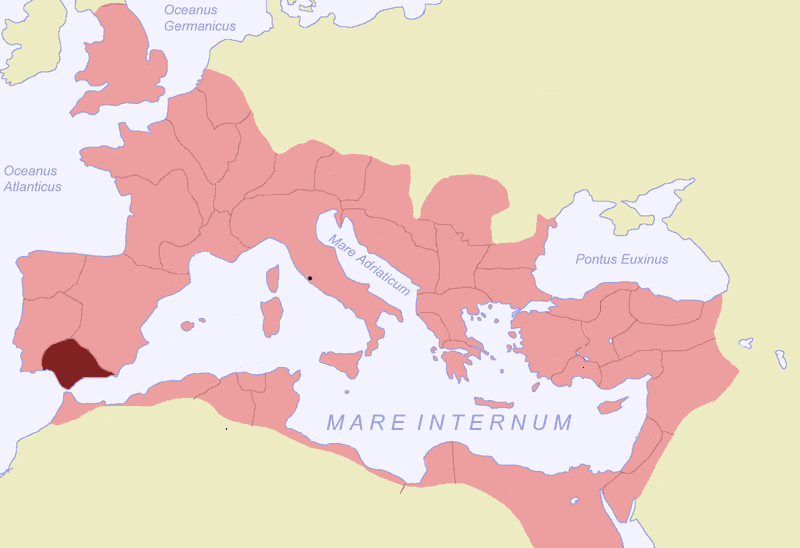
La Bétique dans l'Empire romain.

Trajan est fréquemment désigné comme étant le premier empereur d'origine provinciale, mais à tort : en effet, Marcus Ulpius Traianus, est l’un des descendants d’un groupe de colons italiens installés à Italica, dans la province d’Hispanie, la future Bétique, située au sud de la péninsule Ibérique,.
Les ancêtres de Trajan, les Ulpii, sont originaires de Todi en Ombrie. La cité d'Italica a été fondée en 206 av. J.-C. par un mélange de vétérans et de soldats romains et alliés italiens blessés ou malades de l'armée de Scipion l'Africain. Il est probable que le premier Ulpius installé en Bétique provienne de cette armée, bien qu'il soit aussi possible qu'il soit arrivé plus tardivement, en tant que civil, à la fin du Ier siècle. À l'époque impériale, Italica est encore très majoritairement peuplée de familles italiennes.

#### Lieu et date de naissance
Hormis Eutrope, qui écrit au IVe siècle, tous les autres auteurs antiques disent seulement que Trajan est originaire d'Hispanie, que sa famille vient d'Italica, sans pour autant affirmer qu'il est né sur place.
Le jour de sa naissance est le quatorzième jour avant les calendes d'octobre, c'est-à-dire le 18 septembre. L'année de sa naissance est par contre plus discutée, certains auteurs avancent l'an 56, se basant sur sa carrière sénatoriale, mais la grande majorité des historiens modernes considère dorénavant que Trajan est né en l'an 53.

#### Ascendance et famille

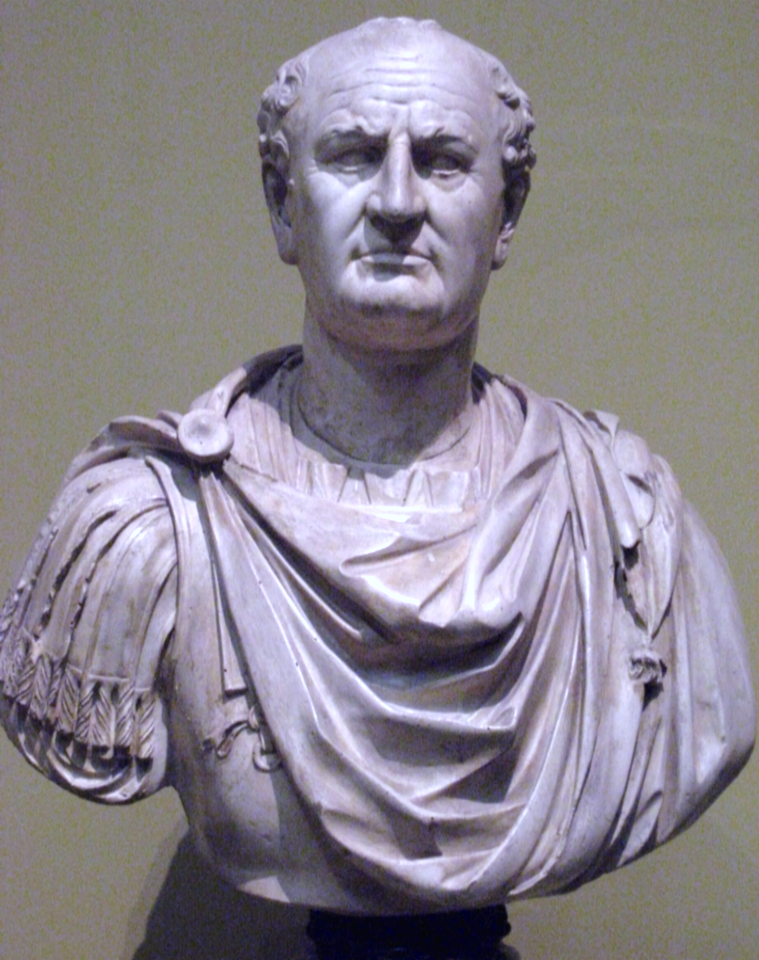
Buste de l'empereur Vespasien (69 - 79).

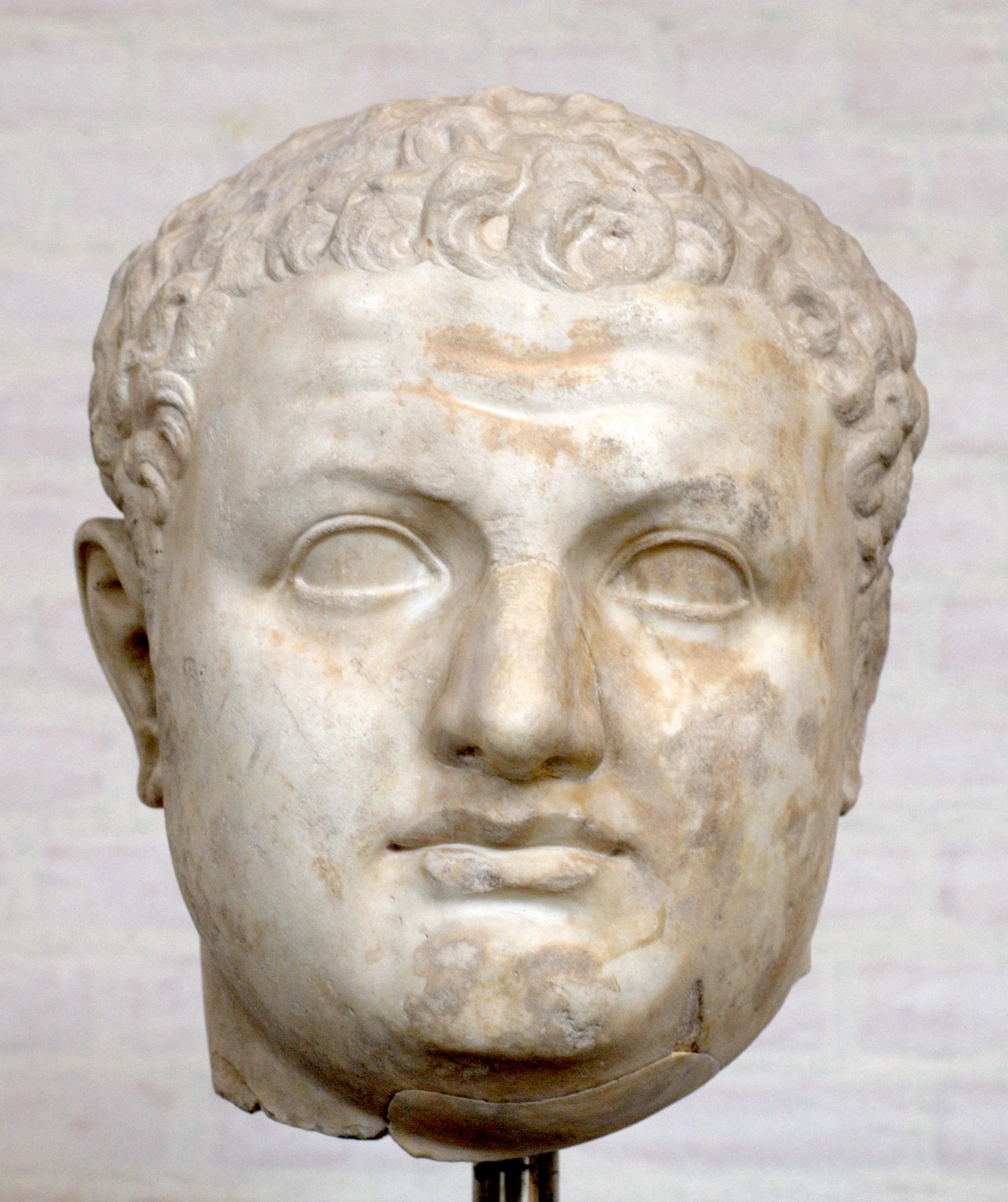
Tête colossale de l'empereur Titus (79 - 81).

Son père, Marcus Ulpius Traianus, est un sénateur de premier plan, préteur vers 59/60, légat de la legio X Fretensis durant la révolte juive en Judée en 67, probablement après avoir été proconsul en Bétique. Ulpius Traianus est peut-être un des premiers citoyens non établi en Italie à accéder au rang de sénateur romain et à gouverner sa province d'origine. En Judée, il sert aux côtés de Titus sous les ordres de Vespasien. Il est nommé consul suffect en 70, ou en 72,.
Ulpius Traianus est ensuite élevé au rang de patricien en 73/74 lors de la censure conjointe de l’empereur Vespasien et de son fils Titus. À partir de 73 et jusque vers 76-78, Vespasien lui témoigne une grande confiance en lui confiant le poste de gouverneur impérial (légat d'Auguste propréteur) de Syrie pendant environ trois à cinq ans, le mettant à la tête de la principale force militaire en Orient. Entre l’automne 73 et 74, le père de Trajan lutte avec succès contre les Parthes,, repoussant aisément une incursion de leur roi Vologèse.
Pour ses actions, il reçoit les ornements, distinction rare et exceptionnelle pour l'époque. Il enchaîne ensuite en étant proconsul d'Asie et est fait sodalis Flavialis, c'est-à-dire membre du collège religieux attaché au culte des empereurs divinisés Vespasien puis Titus. Il décède probablement avant l'an 98.
Grâce à son consulat, son appartenance à la classe supérieure et son rang de vir triumphalis, il offre à son fils un chemin tout tracé vers une carrière sénatoriale.
On connaît peu la mère de Trajan. Elle fait peut-être partie de la famille des Marcii, au vu du nom de sa fille et des liens de Trajan avec cette famille, et est probablement issue d’une famille sénatoriale italienne de rang consulaire à l’époque de Tibère. De son mariage avec Marcus Ulpius Traianus est issue, outre Trajan, Ulpia Marciana, née avant 50. Elle épouse un Matidius, probablement Caius Salonius Matidius Patruinus, vers 63. Ce dernier est préteur et membre du collège religieux des Frères Arvales avant de décéder en 78.
De cette union naît Salonina Matidia. Cette dernière est mariée au moins deux fois, une première fois avec un Mindius, dont elle a une fille, Matidia, et la deuxième fois avec Lucius Vibius Sabinus, consulaire suffect, et c'est de ce mariage que naît Vibia Sabina, future épouse d'Hadrien.
Par son père, Trajan a aussi une tante, Ulpia, qui épouse un certain Publius Aelius Hadrianus Marullinus. Ils ont pour fils Publius Aelius Hadrianus Afer et donc pour petit-fils Hadrien.
En 86, Afer, le père d'Hadrien, décède. Trajan, qui est son cousin, est nommé conjointement avec Publius Acilius Attianus, un chevalier romain né à Italica, tuteurs d'Hadrien,,  alors âgé de dix ans, et de sa sœur aînée Aelia Domitia Paulina. Cette dernière épouse vers 90 le futur triple consulaire Lucius Iulius Ursus Servianus,.

#### Jeunesse et mariage
On sait peu de choses sur l’enfance et l’adolescence de Trajan. Il reçoit une éducation digne qui comprend, au-delà de l’apprentissage de la lecture et de l’écriture du grec et du latin, la grammaire et la rhétorique.
Vers 75/76, il épouse Pompeia Plotina dite Plotine. Elle est née et a grandi à Escacena del Campo, en Bétique, sous le règne de l'empereur romain Néron. Elle est la fille de Lucius Pompeius et Plotia, qui ont de nombreuses relations politiques. Plotine est décrite par les auteurs antiques comme une femme cultivée, intelligente et modeste,,, de grande vertu et pieuse. Elle est aussi réputée pour son intérêt pour la philosophie, et l'école épicurienne d'Athènes est sous sa protection,.

Famille de Trajan
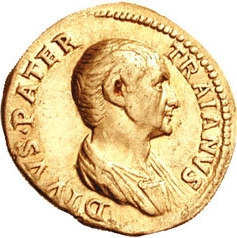
Portrait d’Ulpius Traianus père de Trajan, Aureus vers 115.
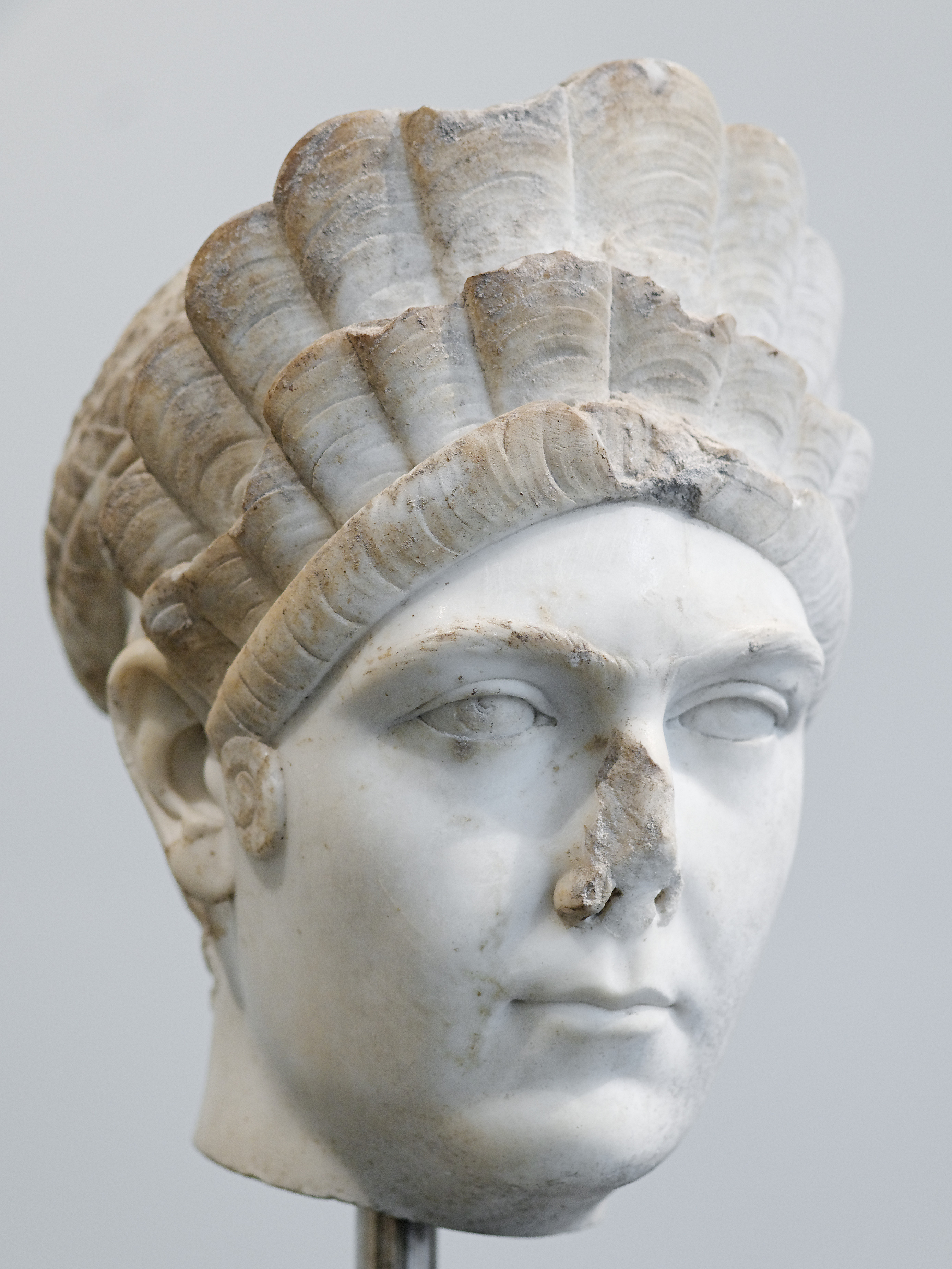
Buste d’Ulpia Marciana, sœur de Trajan, Metropolitan Museum of Art.
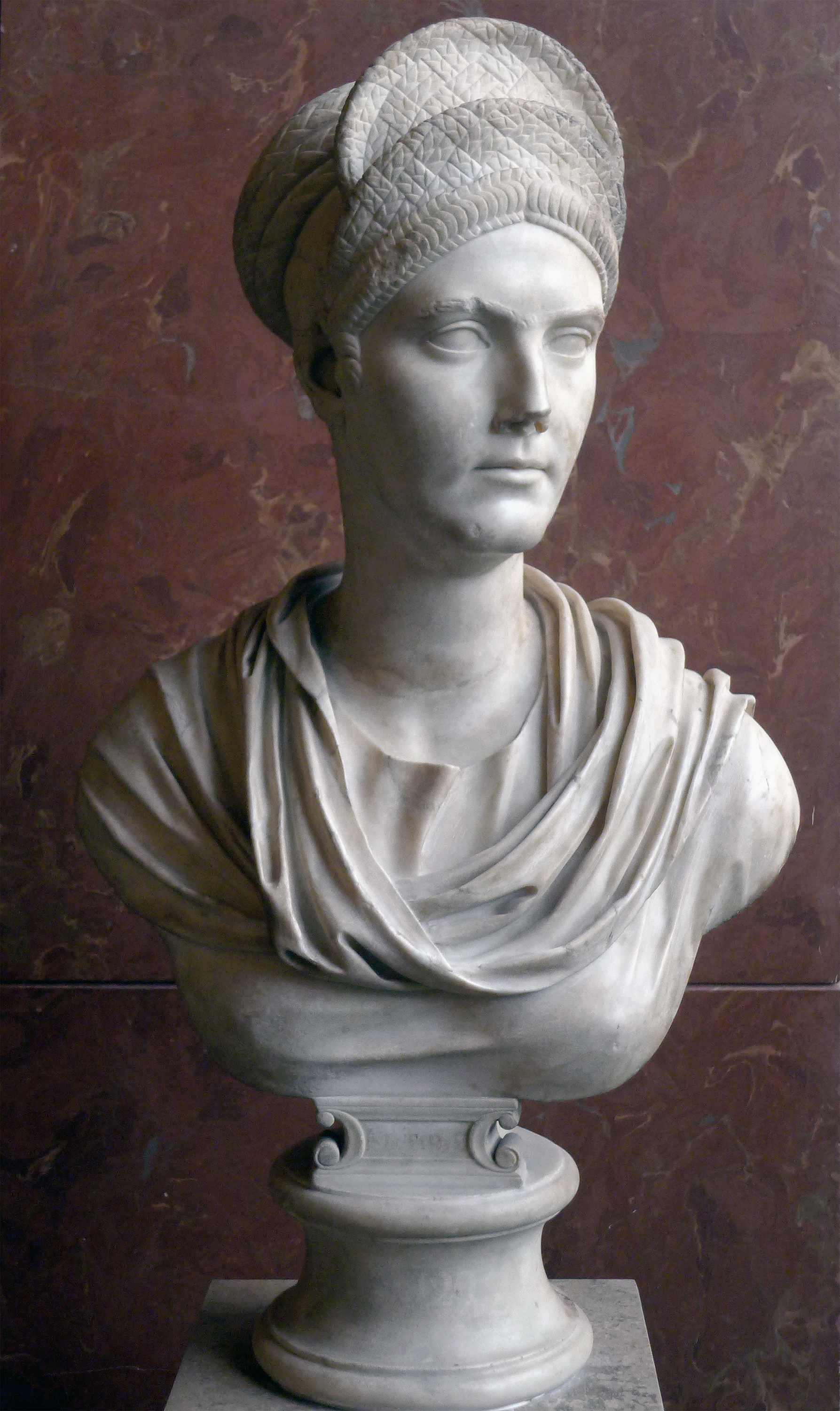
Buste de Salonina Matidia, nièce de Trajan, Musée du Louvre.
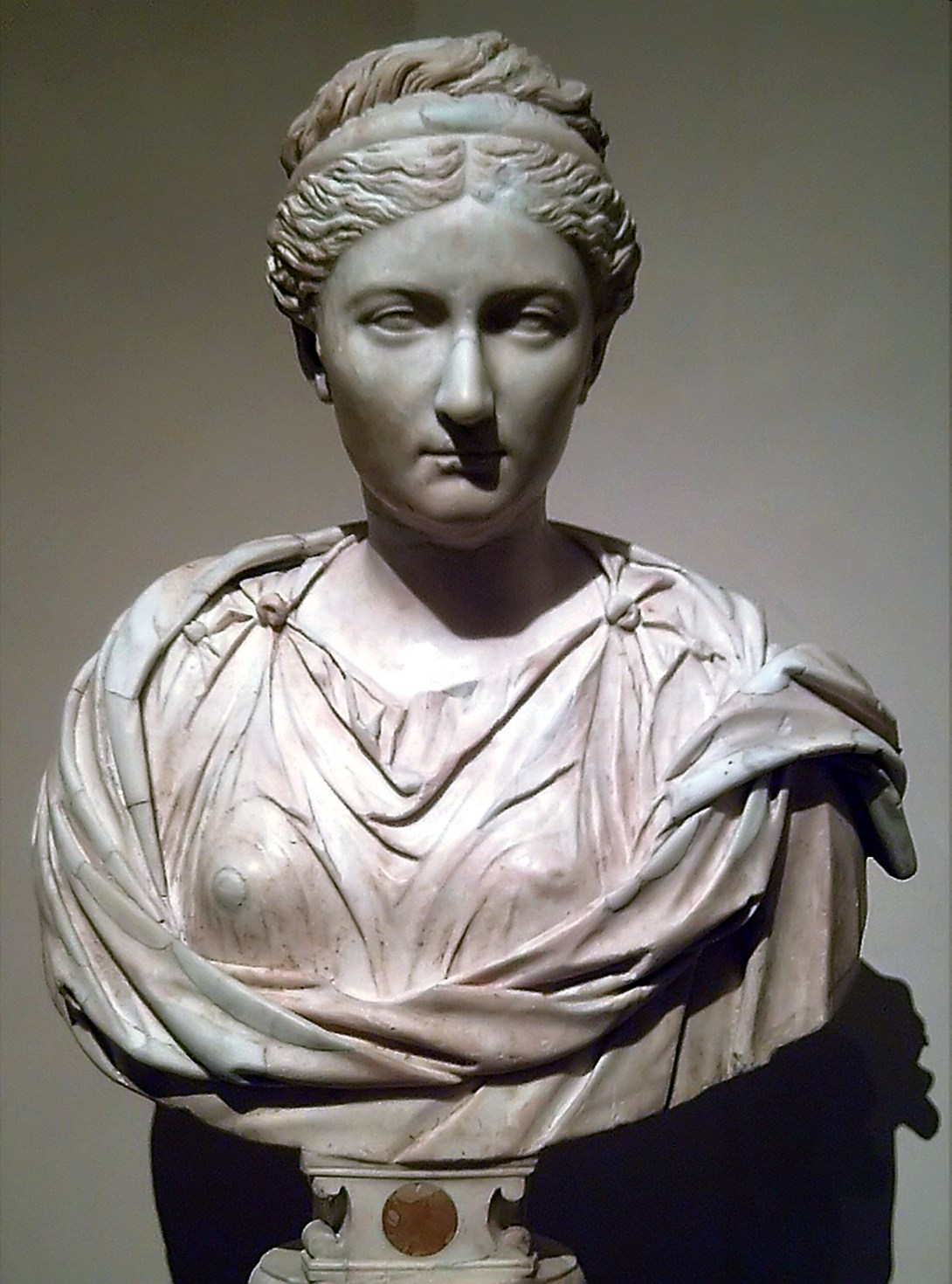
Buste de Vibia Sabina, petite-nièce de Trajan, Musée du Prado.
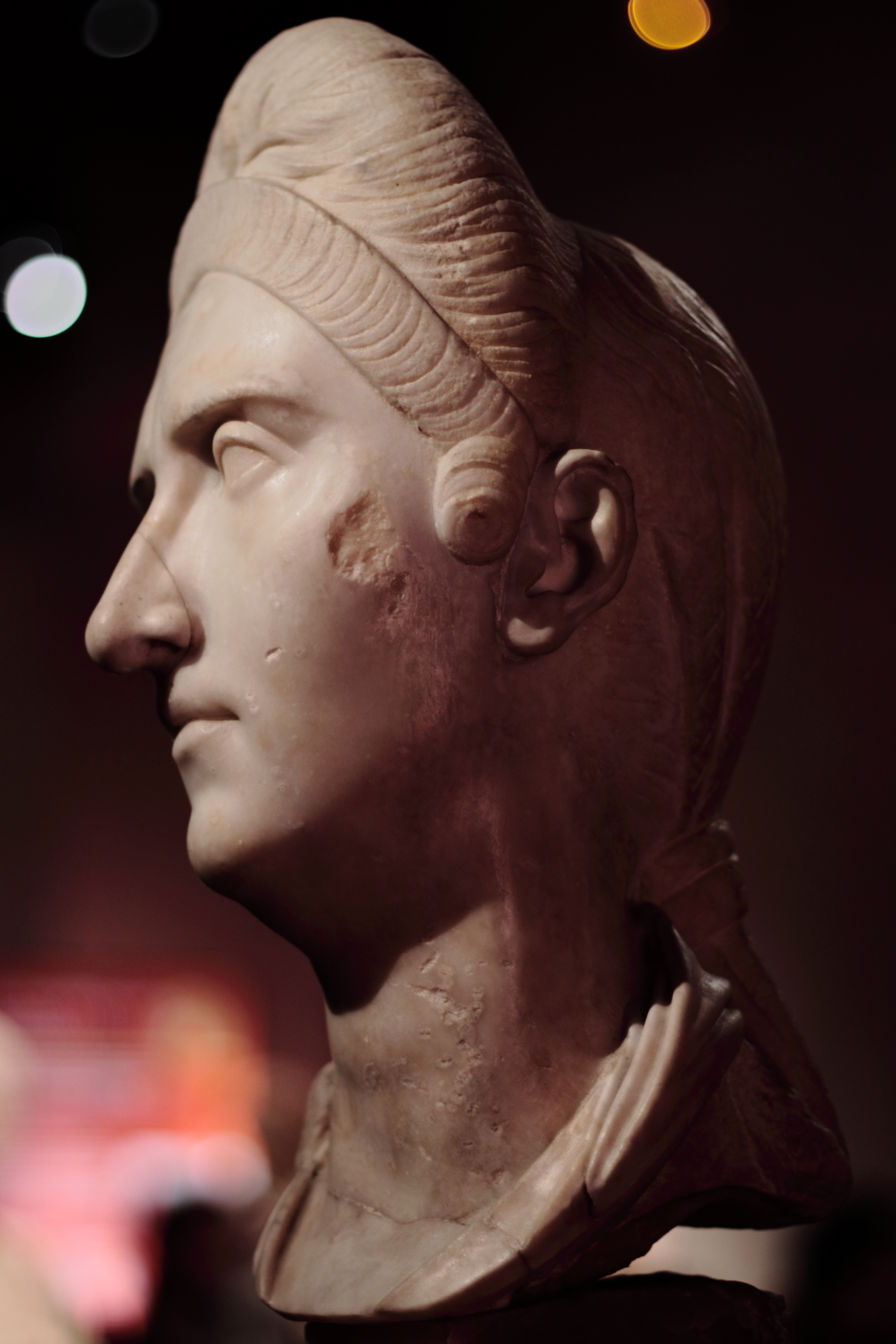
Buste de Pompeia Plotina, épouse de Trajan, Musées du Capitole.

#### Carrière sénatoriale
On dispose de peu d’informations sur le début de la carrière sénatoriale de Trajan avant 89. Il a probablement été, de 73 à 75, tribun militaire aux côtés de son père en Syrie,. Sous Vespasien en 78, ou sous Titus en 81, Trajan est nommé comme questeur du trésor sénatorial. Il aurait par la suite accompagné son père comme légat dans la province d’Asie à la tête de laquelle ce dernier est nommé proconsul en 79/80 ou 80/81. Il servirait près de dix années en tant que tribun militaire, ce qui montre son intérêt pour une carrière militaire.

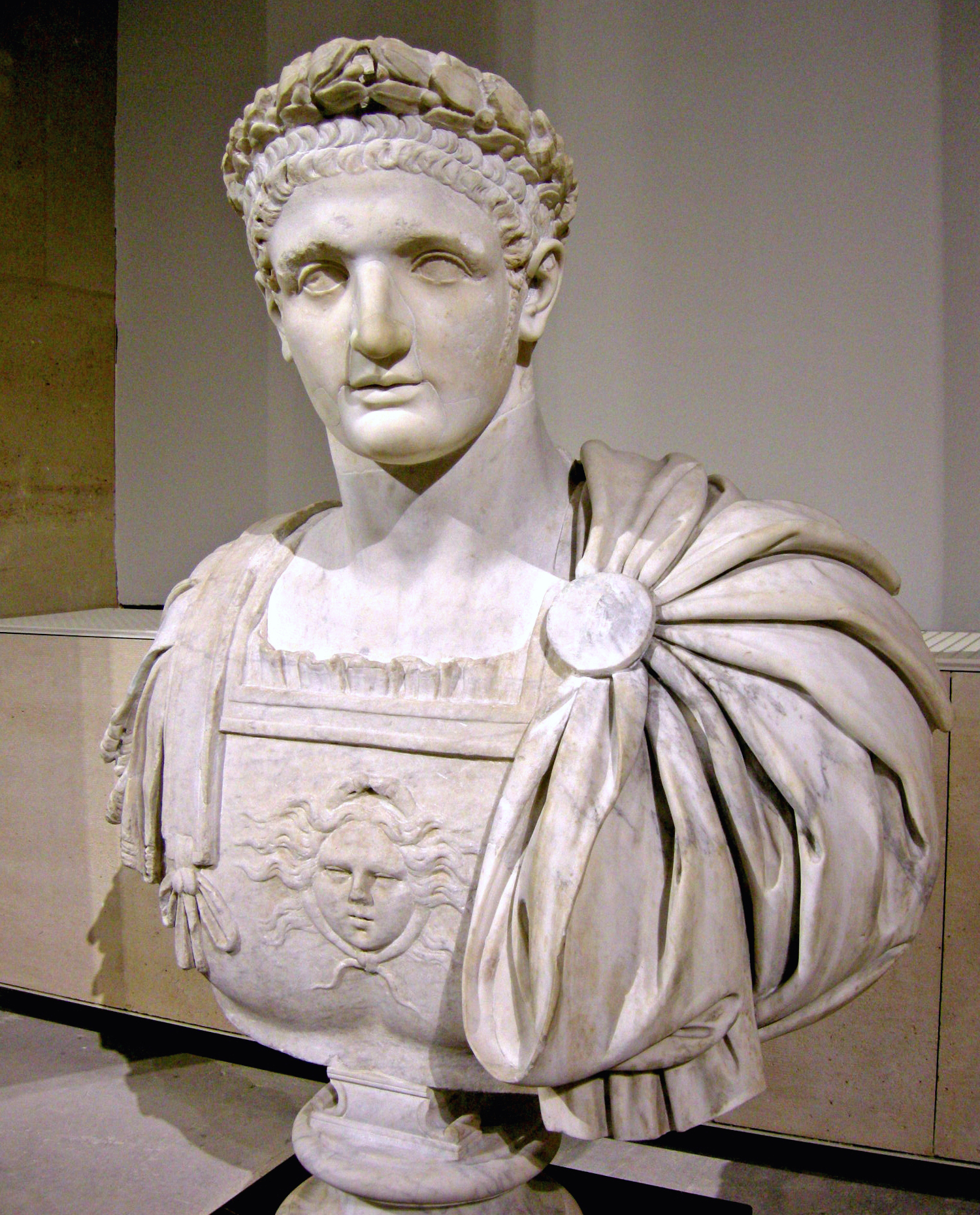
Buste de l’empereur Domitien (81 - 96).

Trajan accède à la préture au début du règne de Domitien, probablement en 84 ou 86/87. Alors qu’il est habituel pour un patricien de briguer le consulat dans les deux ou trois années qui suivent, Trajan en est peut-être empêché à cause de différends avec Domitien. À la place, en 88, il commande la legio VII Gemina qui stationne dans le nord de l’Hispanie. En tant que commandant de légion, Domitien lui ordonne durant l’hiver 88-89 d’écraser la rébellion de Lucius Antonius Saturninus à Mogontiacum (Mayence), en Germanie supérieure. Le soulèvement de Saturninus est néanmoins réprimé par Aulus Bucius Maximus avant que Trajan n’intervienne,.
En récompense pour son attitude loyale, il occupe en 91, avec Manius Acilius Glabrio, le consulat éponyme,, soit relativement tardivement pour un patricien.

#### Fin des Flaviens
Les sources sur la carrière de Trajan entre son consulat de 91 et l'année 97 sont obscures et incomplètes, provenant surtout du Panégyrique de Trajan de Pline le Jeune, qui n'est ni fiable, ni clair et même contradictoire,. Ainsi, nous ignorons ce que devient Trajan sur cette période jusqu'à son gouvernorat de Germanie supérieure en 97.
La perte d’une légion romaine dans la guerre contre les Sarmates Iazyges déclenche une crise politique interne. Domitien, en tant que Princeps, assume maintenant clairement sa position autocratique face à l’élite romaine. Entre 90 et 95, de nombreuses mesures sont prises pour punir l’adultère, le crime de lèse-majesté et la haute trahison.
Après août 93, une vague de persécutions élimine les personnes soupçonnées d’être opposées au régime. Aux conspirations, nombreuses, Domitien répond également par les exécutions. Cependant, le nombre de sénateurs exécutés (quatorze noms connus) demeure beaucoup plus faible que sous le règne de Claude. On assiste surtout à un grand nombre de disgrâces et d'exils,,,.
Domitien se révèle bientôt imprévisible comme quand, en 95, il fait exécuter son cousin Titus Flavius Clemens. Même les membres de sa propre famille ne se sentent plus en sécurité. La peur de tant de personnes est la cause d’un nouveau complot qui conduit, le 18 septembre 96, à l’assassinat de Domitien,. Il est difficile de savoir dans quelle mesure les sénateurs sont impliqués, la conspiration n’ayant été directement menée que par des personnes de l’entourage proche de l’empereur, quelques-uns de ses affranchis et peut-être sa femme Domitia Longina, avec le soutien, actif ou non, des deux préfets du prétoire. La mort de Domitien met fin à la dynastie des Flaviens,.

#### Règne de Nerva

##### Un nouvel empereur fragilisé

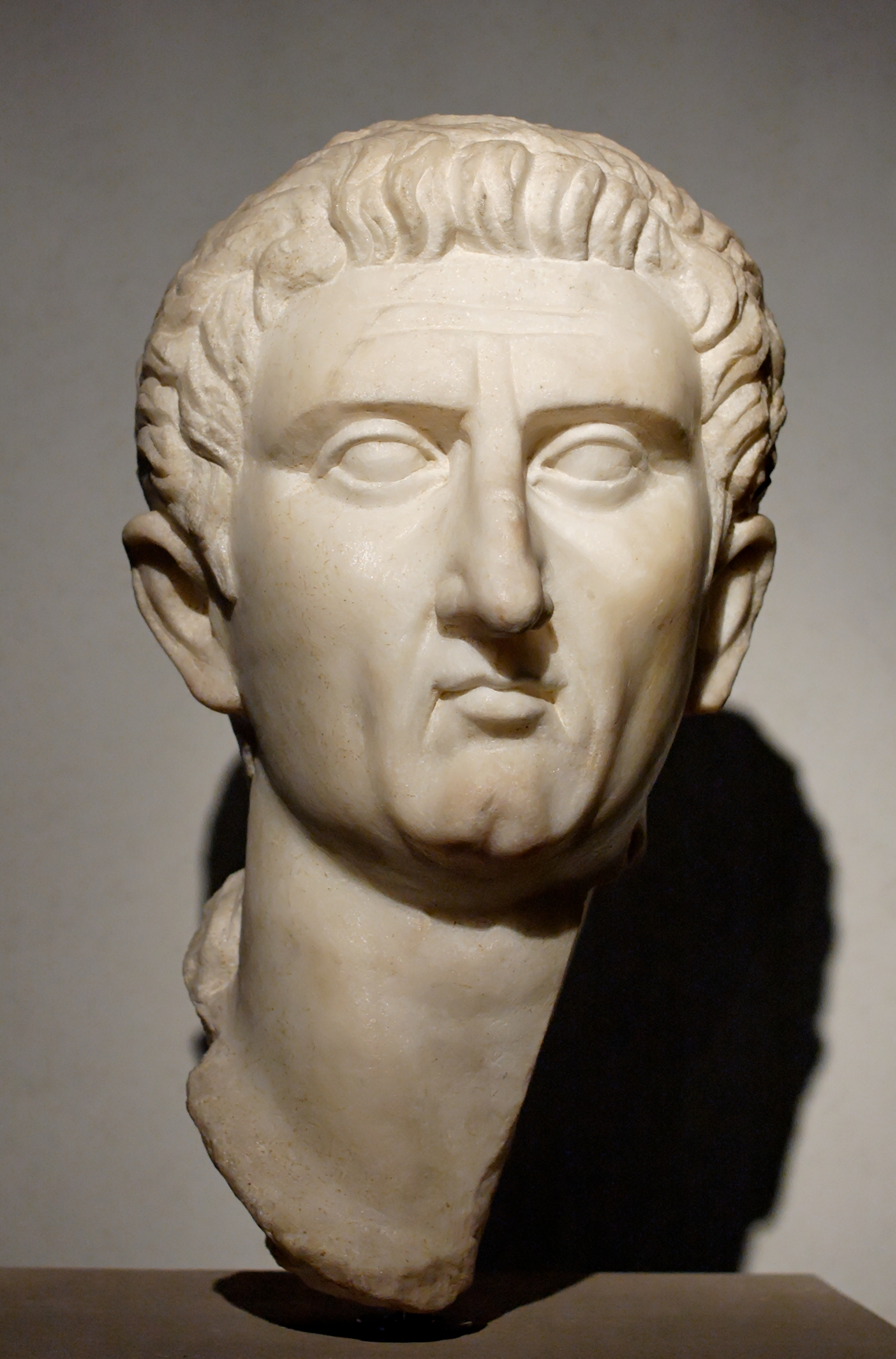
Buste de l’empereur Nerva (96 - 98).

En septembre 96, c’est un sénateur qui monte sur le trône : Nerva, 65 ans, le princeps senatus, qui a une carrière sénatoriale exemplaire et paraît l'antithèse de Domitien. En dépit de ses réalisations politiques, son règne révèle de nombreuses faiblesses typiques d’un règne de transition,. La question de la succession demeure alors ouverte mais une guerre civile marquant la fin de la dynastie des Flaviens est évitée, contrairement à ce qui s'est passé à la fin de la dynastie Julio-claudienne.
Nerva n’a pas d’enfant et, compte tenu de son âge, il est certain qu’il ne compte pas démarrer une nouvelle dynastie. Il ne doit son règne qu’aux conspirateurs qui ont assassiné Domitien bien qu’il ne soit probablement pas l’un des leurs. Nerva n’est pas aussi populaire auprès des soldats que l’était Domitien,. Il n’a jamais, durant sa carrière, commandé de légion ni même, a priori, gouverné une province, et il n'a donc pas le renom militaire nécessaire aux yeux de l'armée. De plus, le Sénat n’accepte pas le nouvel empereur sans controverse,. Le mécontentement de l’armée et de la garde prétorienne et le faible soutien du Sénat rendent la position de Nerva fragile. Un complot contre lui est mis au jour dès le début de l'année 97. En Pannonie, le philosophe Dion de Pruse calme un début de révolte. En Germanie supérieure, des mouvements hostiles ont lieu, des camps incendiés, une légion dissoute, mais Trajan, gouverneur de la province, rétablit l'ordre au nom du nouvel empereur.
Environ un an après son accession au pouvoir, Nerva rappelle Casperius Aelianus, ancien préfet du prétoire sous Domitien encore très populaire parmi les prétoriens. Il avait occupé ce poste jusque vers 94 avant de se retirer ou d'être victime d'une disgrâce. C’est un choix malheureux pour l'empereur. Aelianus réclame avec ses soldats la tête des assassins de Domitien et assiège le palais impérial pour capturer les responsables de la mort du dernier des Flaviens, qui n'ont pas été condamnés par le nouvel empereur. Il réussit à faire exécuter les meurtriers, dont certains officiers prétoriens, malgré l'opposition de l'empereur, affaiblissant la position de Nerva. L'empereur est même forcé de prononcer un discours public de remerciement pour cette initiative.

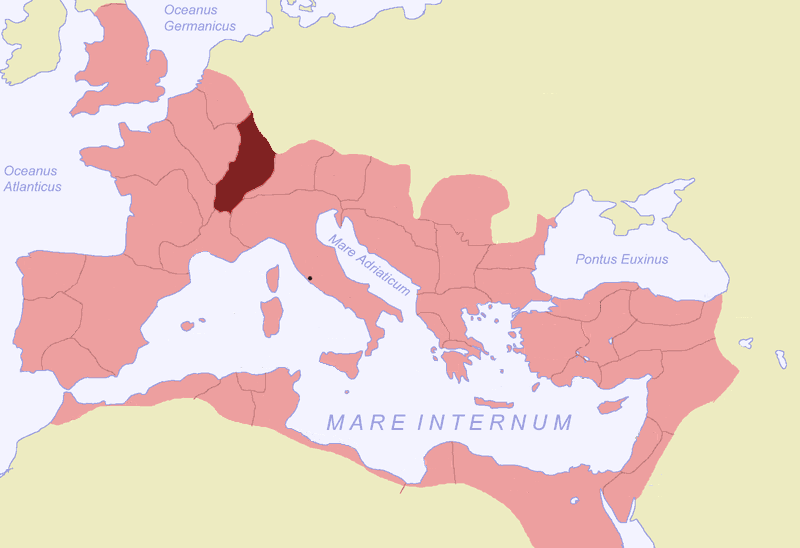
La Germanie supérieure dans l'Empire romain.

C’est à ce moment que commence la véritable lutte pour le pouvoir. Au Sénat, des factions apparaissent qui souhaitent que Nerva désigne un successeur. Une première soutient Marcus Cornelius Nigrinus, général de Domitien très décoré et gouverneur de Syrie, ce qui le place à la tête de l’armée la plus puissante d’Orient. Une deuxième incline en faveur de Trajan, qui occupe alors le poste de gouverneur impérial de Germanie supérieure. Il s’agit peut-être d’éviter une usurpation de Nigrinius, qui peut paraître imminente, car trois légions et de nombreuses unités auxiliaires sont stationnées en Germanie supérieure sous les ordres de Trajan, soit environ 35 000 hommes. Le gouverneur de cette région, plus proche de l’Italie, pourrait utiliser cette grande armée contre l’empereur en place ou pour assurer sa protection.
Dans la confusion de la fin d'année 97, alors que les deux factions se livrent à une lutte apparente, Trajan reste dans sa province. Parmi ses soutiens, on trouve notamment les sénateurs Lucius Iulius Ursus Servianus, Lucius Licinius Sura, Cnaeus Domitius Curvius Tullus, Sextus Iulius Frontinus et Titus Vestricius Spurinna,,.

##### Trajan proclamé«César»

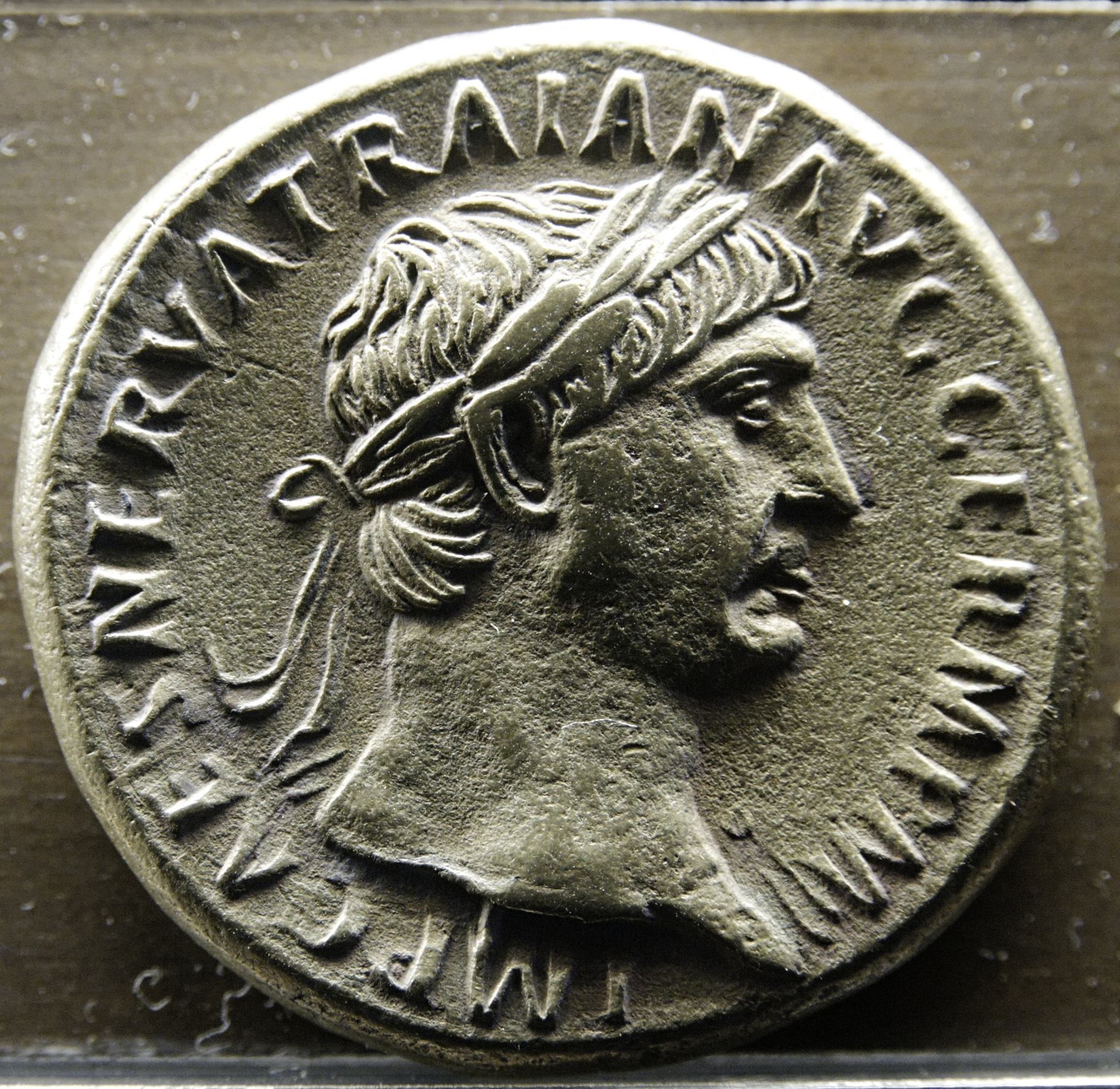
Monnaie de Trajan : IMP CAES NERVA TRAIAN AUG GERM PM, Musée des Beaux-Arts de Lyon.

Nerva prend les devants, monte au Capitole, et adopte alors solennellement Trajan le 28 octobre 97 en ces termes selon Dion Cassius : « Puisse la chose être heureuse et favorable pour le Sénat et le Peuple romain, ainsi que pour moi-même ! J'adopte Marcus Ulpius Nerva Traianus »,. Il est probable que cette décision soit celle de Nerva seul, mais il est possible qu'il ait été guidé dans son choix par Lucius Licinius Sura, qui encourage Trajan à s'emparer du pouvoir impérial pour éviter une crise. De plus, Cornelius Nigrinus est lui issu d'une famille indigène hispanique, équestre, et qui ne possède pas le prestige de celle de Trajan, dû notamment aux mérites du père de ce dernier.
En octobre 97, ce dernier reçoit la nouvelle lui apprenant qu’il est adopté et de fait associé au pouvoir, de sorte que toute opposition à Nerva s’efface. Les prétoriens se souviennent aussi des événements de 69 et savent qu'ils ne peuvent affronter avec succès les légions. Pris de court, ils doivent s'incliner. Trajan est reconnu comme successeur de Nerva, le Sénat ratifie en accordant à Trajan le titre de « César », la puissance tribunitienne et l’imperium maius, ainsi que le consulat pour l'an 98. Trajan prend le surnom de Germanicus. L’année 98 commence donc avec le consulat conjoint de Trajan et Nerva. Il est probable que Trajan n'ait jamais rencontré Nerva, les sources historiques n'indiquent pas qu’il y ait eu une rencontre entre les deux hommes. Il est dans tous les cas certain que durant le règne de Nerva, Trajan resta en Germanie et ne vint jamais le rejoindre à Rome.
Quand la nouvelle de la mort de l’empereur Nerva se répand le 28 janvier 98, Trajan est à Cologne,. Ce serait Hadrien, son petit neveu et futur empereur, qui aurait été le premier à lui transmettre le message.
Trajan, alors très populaire au sein de l’armée et apprécié de la majorité du Sénat, continue d'écarter les adversaires de l’époque de Nerva. Nigrinius est épargné, son gouvernorat en Syrie lui a été néanmoins retiré de sorte qu’il perd tout soutien de l’armée, et ce dès l'adoption de Trajan fin 97. Il se retire dans sa région natale, en Hispanie, pour y finir ses jours. Trajan fait mander le préfet du prétoire Casperius Aelianus sur le Rhin, et ce dernier est soit exécuté, soit forcé de se retirer.

### Principat

#### Premières années de règne

##### Inspection des frontières septentrionales
Trajan fait en sorte que Nerva soit divinisé sur décision du Sénat. Il fait porter ses restes dans le mausolée d'Auguste.
Malgré la mort de son prédécesseur, Trajan demeure en Germanie et ne revient à Rome que près de deux ans plus tard. Une absence si longue du princeps à Rome est inhabituelle et chacun s’attend à une guerre imminente contre les Germains. Trajan nomme pour lui succéder à la tête de la province de Germanie supérieure Lucius Iulius Ursus Servianus et confie la Germanie inférieure à Lucius Licinius Sura, deux hommes de confiance qui deviennent deux piliers du nouveau régime.

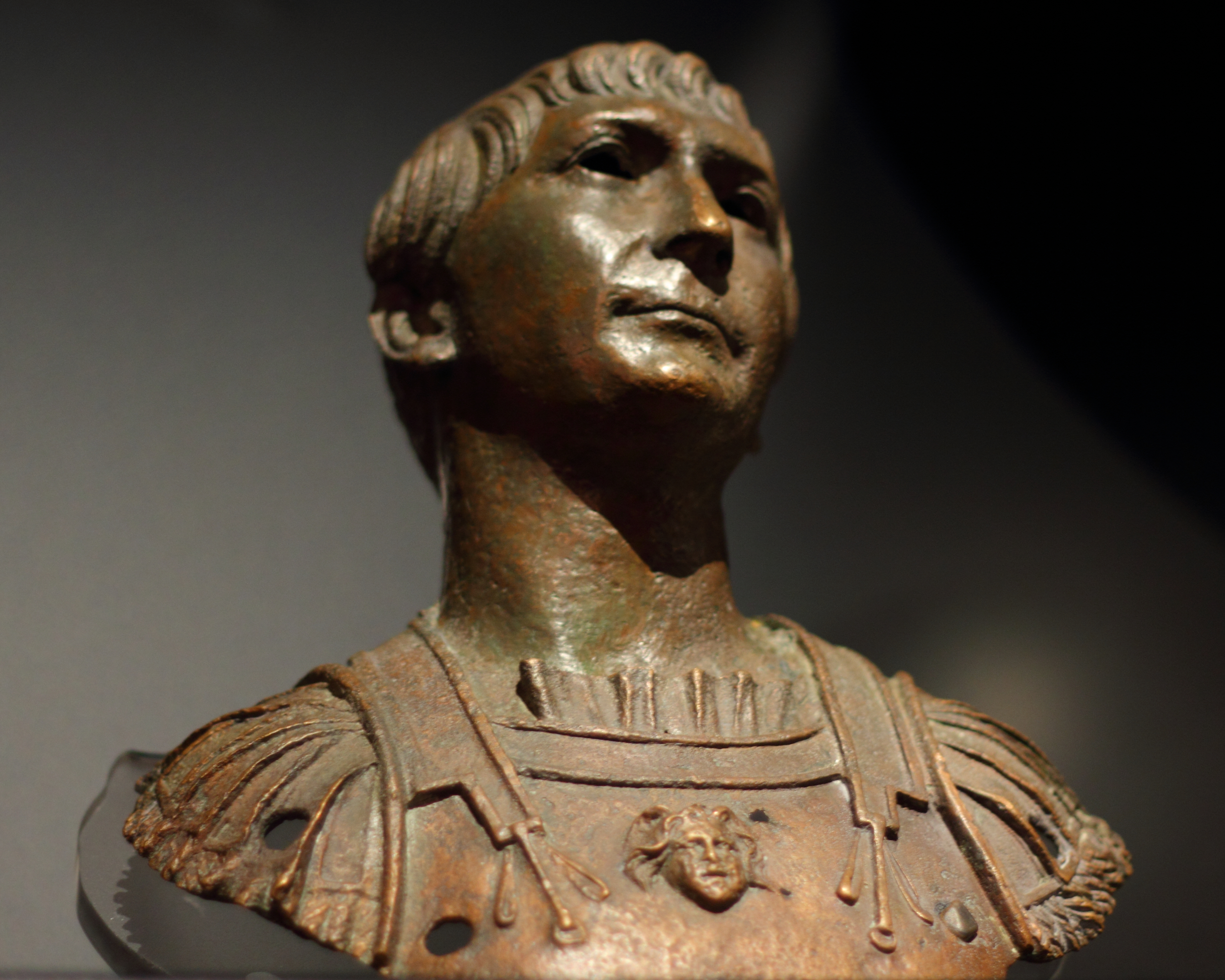
Portrait en buste cuirassé de Trajan, sculpture de bronze, Musée August-Kestner, Hanovre.

Trajan passe l’année 98 en inspection le long du Rhin et du Danube. Les deux premières années de son règne lui servent à consolider la paix le long des frontières septentrionales de l’Empire. Le territoire frontalier est aménagé avec la construction de voies sur la rive droite du Rhin permettant le développement de ces provinces et l’agrandissement des zones de défense. Une voie reliant Mayence à Baden-Baden et Offenbourg sur le Rhin est achevée ainsi qu’une autre reliant Mayence, Cologne et Nimègue.
Durant l’hiver 98-99, Trajan inspecte les provinces danubiennes et prend des mesures pour élargir et consolider les défenses frontalières, poursuivant ainsi la politique de Domitien. C’est à ce moment que débute la mise en place du limes entre le Neckar et Odenwald. Cette mission d’inspection a permis à Trajan de s’assurer la fidélité des troupes frontalières et des provinciaux. Il a souvent été dit que le véritable but de ces déplacements est de préparer la guerre contre les Daces mais rien dans les sources antiques ne permet de le confirmer. L'empereur étendit l'influence romaine jusqu'au Weser en Rhétie. Trajan renforça la sécurité des champs Décumates en poursuivant la construction d'un retranchement commencé par Domitien.

##### Retour à Rome
À l’automne 99, Trajan revient à Rome.
Même si son absence de deux ans a servi à assurer la paix sur les frontières septentrionales et n’a pas été due à une guerre contre les Germains, le retour de Trajan est célébré comme pour une victoire. Il a cependant lieu sans faste. Il s’installe à Rome modestement, sans démonstration de son pouvoir. Les sénateurs l’accueillent simplement par un baiser.
En son absence en 99, Aulus Cornelius Palma Frontonianus et Quintus Sosius Senecio sont consuls éponymes, le deuxième étant un des plus proches conseillers de Trajan et une des figures publiques les plus en vue sous son règne. L'empereur a placé Sextus Attius Suburanus Aemilianus à la préfecture du prétoire. Pour son retour, en 100, Trajan s'octroie le consulat aux côtés de Sextus Iulius Frontinus, qui atteint alors le consulat pour la troisième fois à l'instar de l’empereur lui-même.

##### Rapports avec le Sénat
Le règne de Trajan, pensé en contraste avec celui de Domitien, est marqué par une coopération avec les sénateurs et une bienveillance envers eux.
Dans ses premières lettres adressées au Sénat depuis la Germanie, Trajan promet qu’aucun sénateur ne pourra être exécuté sans procès devant la Curie. L’une de ses premières mesures est d’annoncer, par l’intermédiaire des pièces de monnaie frappées dès le début de son règne, qu’il a reçu son pouvoir du Sénat.,. Il fait revenir d'exil un grand nombre de sénateurs et chevaliers et leur rend leurs biens confisqués sous Domitien, un processus commencé par Nerva. Contrairement à Domitien, Trajan n’est jamais accusé de s’enrichir personnellement aux dépens des citoyens, notamment des sénateurs. Il n’use pas non plus de procès de lèse-majesté, même contre les sénateurs. Il confie des postes haut placés à des chevaliers et sénateurs qui se sont opposés à Domitien.
Trajan fait preuve de modération quand il décline une première fois le titre de Pater patriae offert par le Sénat. Il ne l’accepte finalement qu’à l’automne 98. Il rompt également avec la pratique des Flaviens consistant à occuper de nombreuses fois le consulat. Durant son principat, il n'est consul que quatre fois, en 100, 101, 103 et 112, dont trois fois au début de son règne. Il n'hésite pas à octroyer le consulat éponyme à des sénateurs l'ayant déjà exercé à plusieurs reprises,, tels que Sextus Iulius Frontinus, consul pour la troisième fois en 100 et Lucius Licinius Sura en 107, ainsi que d'autres qui, sous son principat, exercent le consulat pour la deuxième fois, en tant qu'éponymes.
Grâce à ces signaux, qui lui permettent de se définir comme l’égal du Sénat, Trajan souligne la position idéologique des sénateurs, au centre de l’État, et renforce sa propre position en tant que primus inter pares. Malgré tout, Pline, bien qu’impressionné de pouvoir désigner l’empereur comme « un des nôtres », reste lucide en écrivant : « le Prince n’est pas soumis aux lois, ce sont les lois qui lui sont subordonnées ».

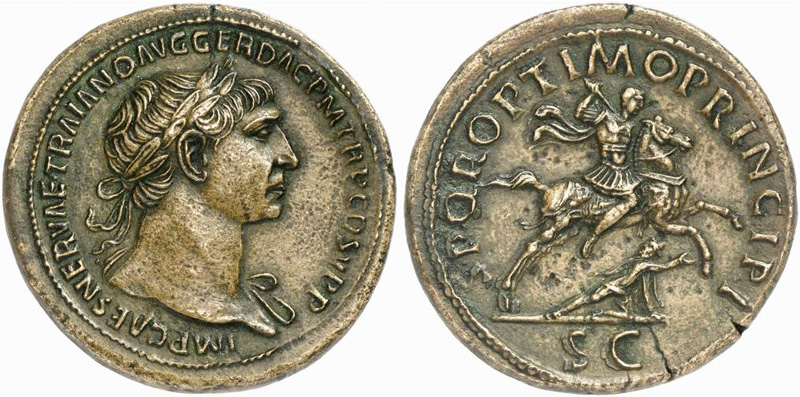
Sesterce de 105, avec Trajan à cheval terrassant un guerrier dace.

Depuis que Trajan a succédé à Nerva sans être son fils, ni son descendant biologique, l’idée d’Optimus Princeps est apparue. La notion de « choix du meilleur » — parmi les candidats à la succession — au moyen du principe de l’adoption après consensus du Sénat, se propage après coup, notamment via Pline le Jeune et son Panégyrique de Trajan,.
Malgré tout, la domination de Trajan sur le Sénat et son pouvoir réel demeurent inchangés. L’empereur seul assure la direction de l’Empire, comme le reconnaît justement Pline le Jeune : « tout dépend de la volonté d’un seul homme »,.
Trajan plaît aussi au peuple de Rome, grâce à des distributions généreuses, puis à l'organisation de jeux et de triomphes magnifiques,. Fronton loue l'habilité de Trajan pour gagner les faveurs des pauvres, autant que des riches Romains, par de grands spectacles publics. Trajan séduit aussi les provinciaux, passant pour l'un des leurs. Enfin, il renoue avec les philosophes, longtemps brouillés avec les empereurs, tels que Néron ou les Flaviens. Dion de Pruse est notamment l'un de ses conseillers,.
Cette politique représente un éloignement volontaire du règne de Domitien, perçu comme tyrannique. Trajan est acclamé pour ces nouvelles dispositions, mais également pour son respect des anciennes vertus. Avant le 1er septembre 100, Trajan reçoit du Sénat et du peuple romain le titre honorifique d’Optimus Princeps, en référence à Jupiter, dieu Optimus Maximus et sage, alors que Domitien se plaçait sous la protection de Minerve, déesse de la guerre. Plus tard, on le nomme « meilleur et plus noble des princes », titre qui apparaît sur les pièces de monnaie à partir de 103. Selon l'historien Christophe Burgeon, Trajan n'inséra formellement le titre d'Optimus Princeps dans sa titulature officielle qu'en 114.

#### Guerres daciques

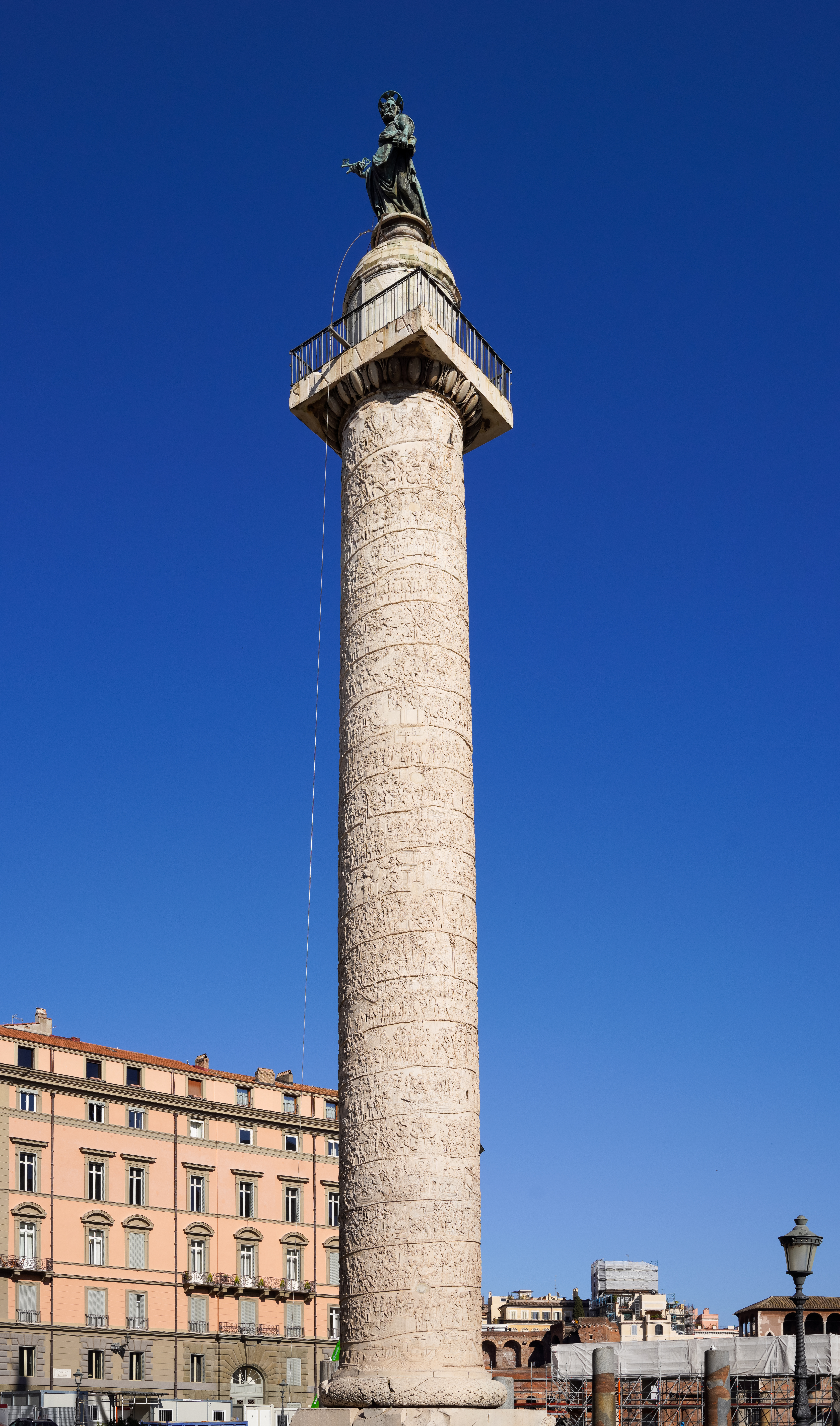
La colonne Trajane, érigée en 113 pour immortaliser les campagnes contre les Daces.

##### Contexte historique
La paix signée par Domitien avec Décébale en l'an 89 à la suite de la guerre dacique de Domitien, avec le versement de subsides et l'aide d'ingénieurs romains, est une situation humiliante pour l'Empire, tout comme la reconnaissance d'un seul et unique roi des Daces, qui permet l'union de tout un royaume à la frontière des provinces romaines. L’empereur Trajan a également besoin d’un succès militaire pour asseoir sa légitimité.
L’occupation des montagnes de Dacie entraînerait la désorganisation et donc l’affaiblissement des peuples du bassin des Carpates, ce qui permettrait un développement pacifique des provinces frontalières de Mésie et de Thrace. Les riches gisements en or et en divers minerais de la Dacie sont peut-être un argument supplémentaire incitant à la conquête de la région. Mais cet aspect ne doit pas être surestimé : il semble qu'il n'ait pas été le principal objectif de Trajan. Ce dernier estime d’abord comme son devoir de punir Décébale, roi des Daces, qu’il tient pour responsable des résultats désastreux des campagnes de Domitien en 85 et 86,.

##### Première guerre

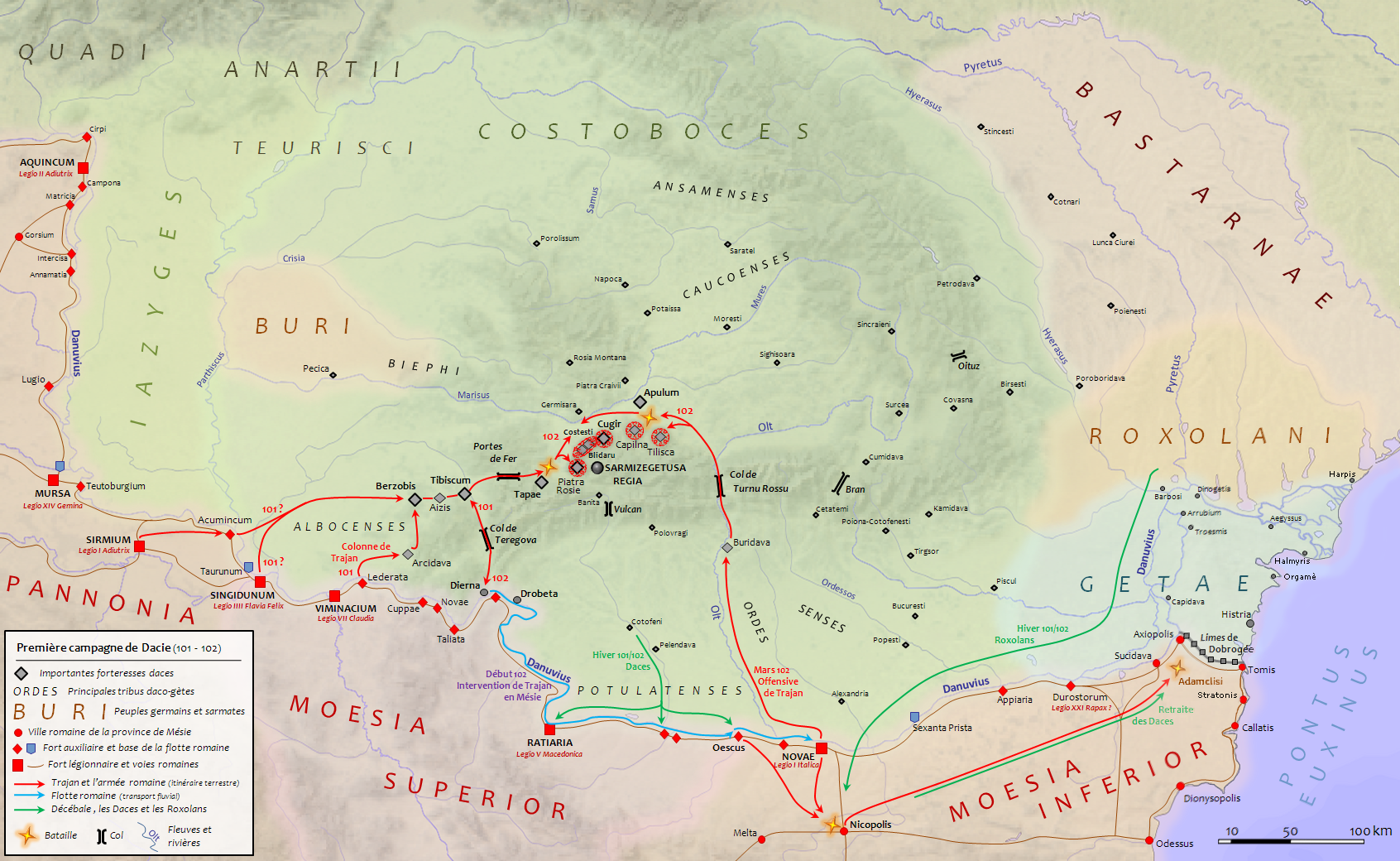
La première expédition de Trajan en Dacie, en 101 et 102.

Le 25 mars 101, Trajan quitte Rome à la tête de la garde prétorienne, accompagné de son préfet du prétoire Tiberius Claudius Livianus ainsi que d’un certain nombre de compagnons parmi lesquels Lucius Licinius Sura, Quintus Sosius Senecio, Lusius Quietus, Cnaeus Pompeius Longinus et Publius Aelius Hadrianus, et se dirige vers la province de Mésie supérieure. Pour soutenir l’expédition, Trajan nomme de nouveaux gouverneurs dans les provinces limitrophes : Caius Cilnius Proculus en Mésie supérieure, Manius Laberius Maximus en Mésie inférieure et Lucius Iulius Ursus Servianus en Pannonie. Il réunit une armée composée des légions danubiennes ainsi que d’unités auxiliaires et de vexillations d’autres légions. Au total, ce sont environ 150 000 hommes qui sont déployés par l’Empire, dont 75 à 80 000 légionnaires et 70 à 75 000 auxiliaires,,.

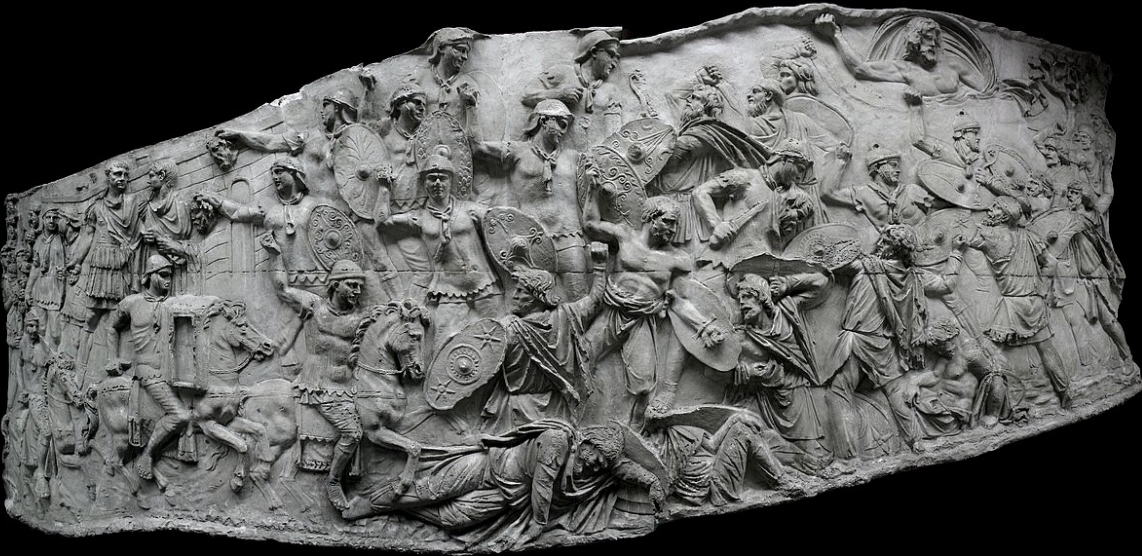
La bataille de Tapae sur les reliefs de la colonne Trajane.

Après avoir traversé le Danube, l’armée romaine progresse en territoire dace sans rencontrer une grande résistance. Les Daces espèrent ainsi forcer les Romains à quitter leurs lignes de communications et d’approvisionnement et les isoler dans les montagnes. Jusqu’à Tapae, unique bataille de cette première campagne, Décébale évite tout affrontement armé. L’armée romaine engage alors le combat contre l’armée dace dans la bataille de Tapae. Celle-ci, comme le montrent les reliefs de la colonne, tourne en faveur des Romains, après des combats acharnés. Il ne s’agit pas pour autant d’un combat décisif, les Daces pouvant encore se replier dans les bastions des monts d’Orastie, bloquant ainsi la route menant à Sarmizegetusa Regia. L'arrivée de l'hiver marque l'arrêt des manœuvres. Trajan fait hiverner ses troupes en territoire ennemi et établit des garnisons autour de Sarmizegetusa, empêchant son ravitaillement.
En récompense de leurs services dans la première année de campagne, Lucius Licinius Sura et Lucius Iulius Ursus Servianus retournent à Rome pour devenir consuls éponymes. Quintus Sosius Senecio remplace Caius Cilnius Proculus en Mésie.

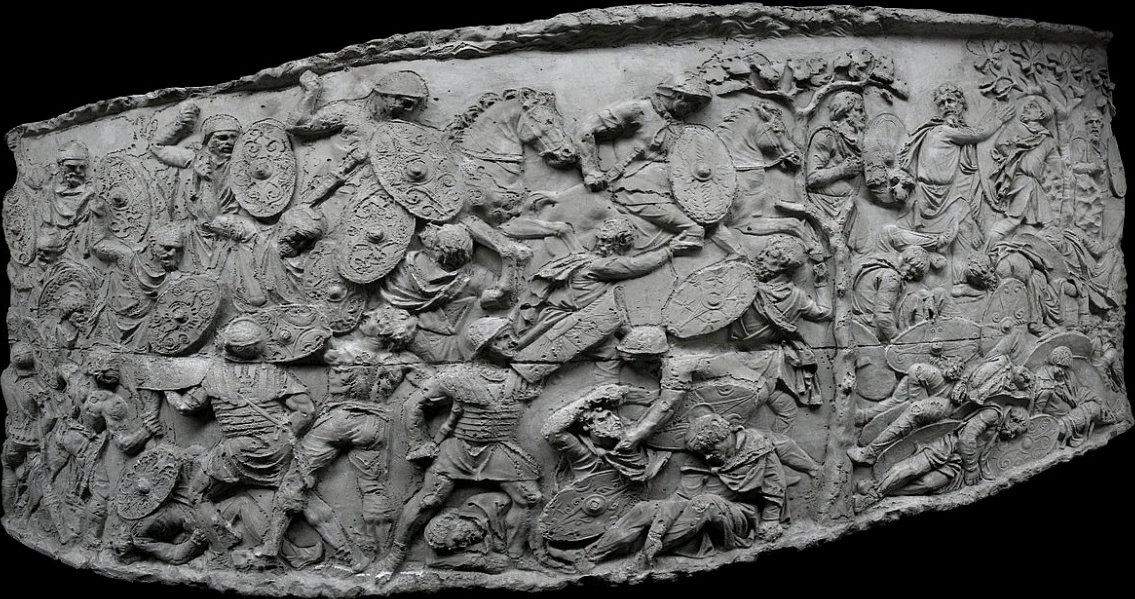
La bataille d'Adamclisi sur les reliefs de la colonne Trajane.

Au cours de l’hiver 101-102, Décébale, encerclé à l’ouest par les légions, décide de passer à l’offensive en ouvrant un nouveau front afin de diviser les forces romaines et libérer Sarmizegetusa. Le roi décide d’attaquer la Mésie inférieure, soutenu par les Sarmates Roxolans,,. Les deux armées, dace et sarmate, traversent le Danube et remportent quelques succès militaires. Le général Manius Laberius Maximus, gouverneur de la province, parvient néanmoins à les tenir à distance. Trajan quitte les monts d’Orastie, tout en y laissant une garnison suffisante pour supporter le harcèlement ennemi, et, grâce aux routes et à la flotte danubienne, intervient rapidement. Les forces daces et roxolanes sont arrêtées, peut-être l’une après l’autre, près de l’endroit où sera fondée la ville de Nicopolis ad Istrum par Trajan pour honorer la victoire,, peut-être après avoir vainement assiégé le fort légionnaire de Novae. Les Daces sont ensuite sévèrement défaits à la bataille d'Adamclisi, en Dobroudja,.

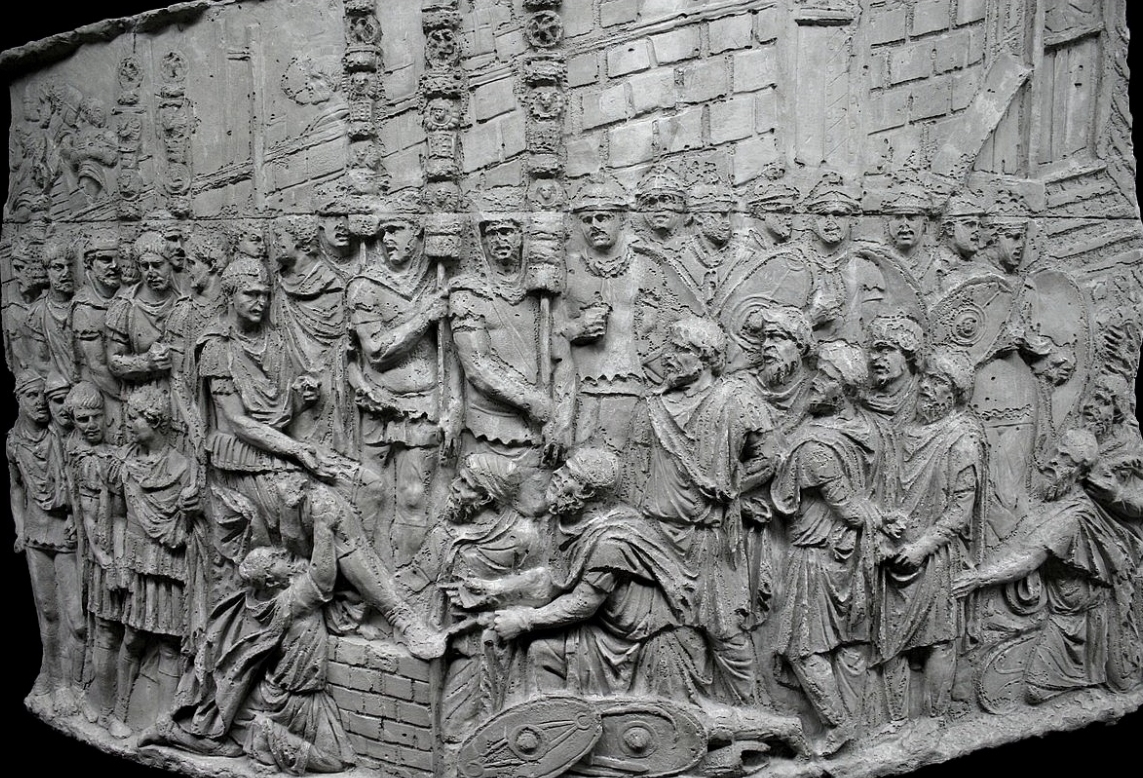
La soumission de Décébale, prosterné devant Trajan, sur les reliefs de la colonne Trajane.

Vers le mois de mars 102, Trajan reprend alors l’offensive et avance de nouveau vers le royaume de Dacie, sur plusieurs fronts. La première colonne traverse le Danube au niveau du limes Oescus-Novae et continue le long de la vallée de l’Ost jusqu’au col suffisamment large et accessible de Turnu Rosu. Les deux autres colonnes progressent selon des itinéraires parallèles, et le point de jonction des trois colonnes se situe à une vingtaine de kilomètres au nord-ouest de Sarmizegetusa, prenant la capitale dace à revers. Décébale, affaibli par sa défaite à Adamclisi et déstabilisé par la progression simultanée de l’armée romaine sur trois fronts dans un vaste mouvement de tenaille, voyant les forteresses daces tomber une à une et l’ennemi s’approcher de la capitale, décide de négocier une première fois la paix, mais c'est un échec et la guerre continue. Décébale, acculé à la paix, capitule, espérant éviter le massacre de la population de la capitale,.
Les conditions de paix imposées par Trajan marquent la fin de la première guerre dacique. Malgré les succès remportés, il est clair que la grande victoire romaine attendue n’a pas eu lieu, en raison de l’affaiblissement des troupes romaines qui a empêché Trajan de pousser plus loin son avantage. Malgré des conditions de paix qui semblent très dures, Décébale préserve son pouvoir, maintient l'unité de son royaume ainsi que la majeure partie de son territoire,. On ignore si l'objectif de Trajan est alors d'essayer de transformer le royaume dace en état client ou s'il pense déjà à une deuxième campagne décisive. À son arrivée à Rome à la fin du mois de décembre 102, Trajan célèbre un triomphe et prend le titre de « Dacicus »,.

##### Entre les deux guerres

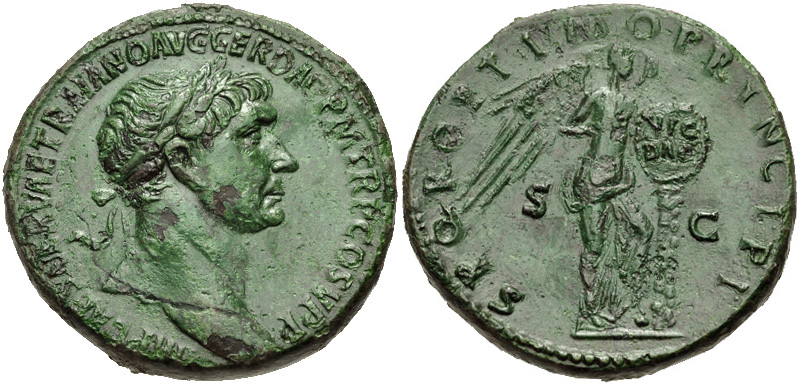
Sesterce de 103, avec DAC pour Dacicus.

À la suite de ce premier traité, les Romains fortifient leurs positions dans les territoires occupés. Une autre réalisation importante est la construction du pont de Trajan enjambant le Danube à Drobeta sous la direction d’Apollodore de Damas, entre 103 et 105, un chef-d’œuvre de l’architecture antique,, permettant de relier aisément Sirmium au Banat nouvellement annexé. Trajan s'emploie aussi sur le long du Danube moyen, sur la frontière panonienne, se méfiant des Marcomans, des Quades et des Iazyges qui n'ont pourtant pas soutenu les Daces mais restent menaçants.
Les préparatifs de guerre des Romains n’étant pas passés inaperçus, Décébale fait relever les forteresses détruites, reconstruit les fortifications autour de la capitale, forme une nouvelle armée. Il cherche à nouer de nouvelles alliances.

##### Seconde guerre

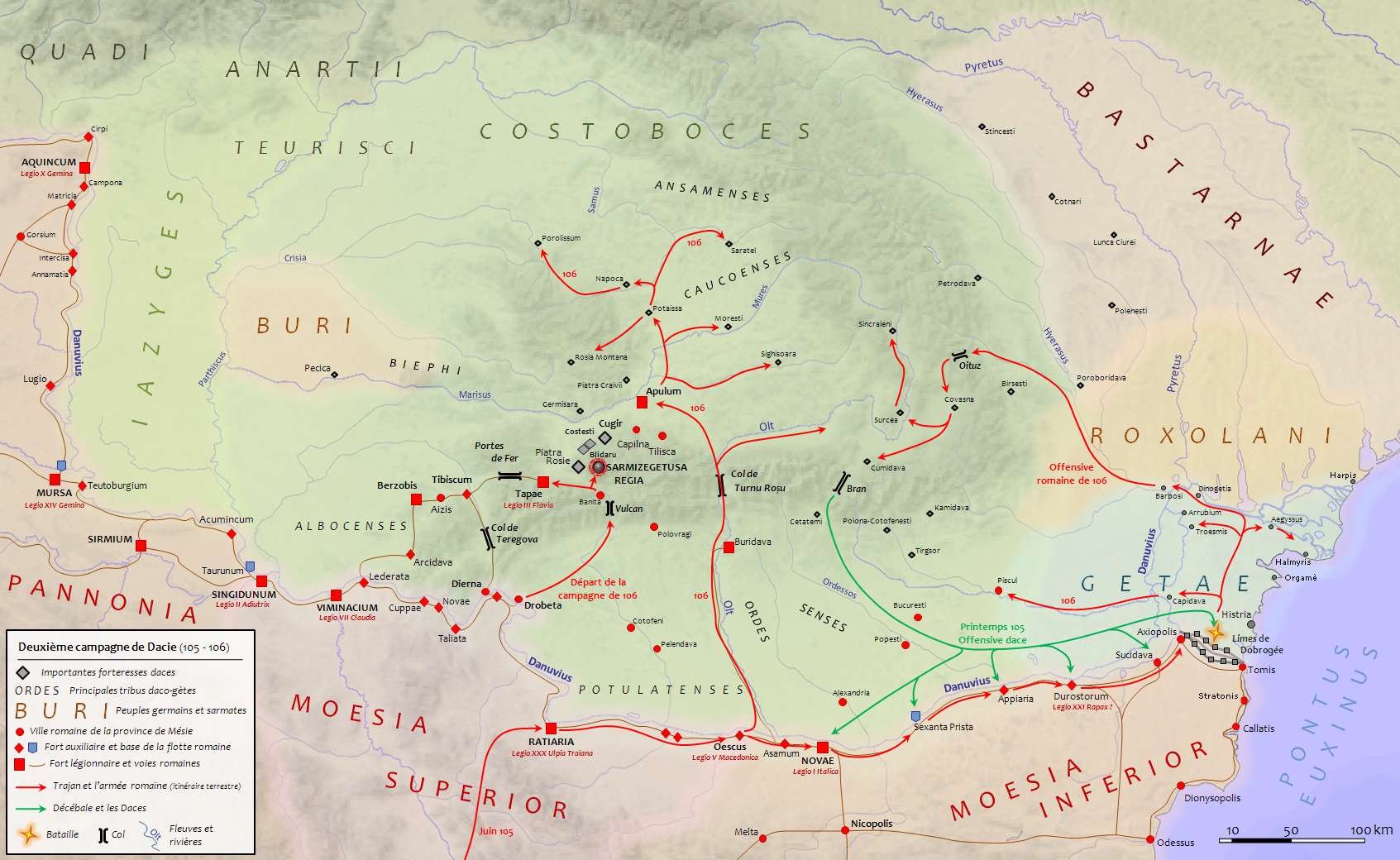
La deuxième expédition de Trajan en Dacie, en 105 et 106.

En 105, les Romains subissent l'attaque des Daces. Décébale reprend le Banat, alors sous contrôle romain,, puis attaque la Mésie romaine. Le fait que Décébale ne semble vouloir respecter aucune condition du traité de paix rend légitime une deuxième guerre. Le Sénat déclare alors la guerre pour la deuxième fois au royaume de Dacie.
Trajan repart pour la Dacie en juin 105,. Il réunit une armée plus importante que lors de la première guerre, quatorze légions et de nombreuses unités auxiliaires,, dont deux nouvelles légions : la II Traiana Fortis et la XXX Ulpia Victrix. Cela représente environ 175 à 200 000 hommes qui sont déployés par l’Empire, pour moitié des légionnaires, pour moitié des troupes auxiliaires. Il s'agit de près de la moitié des effectifs militaires de l’Empire. Lucius Licinius Sura accompagne à nouveau l'empereur en tant que conseiller, ainsi que Lusius Quietus et ses Maures, et les généraux de l’empereur sont Quintus Sosius Senecio et Caius Iulius Quadratus Bassus.

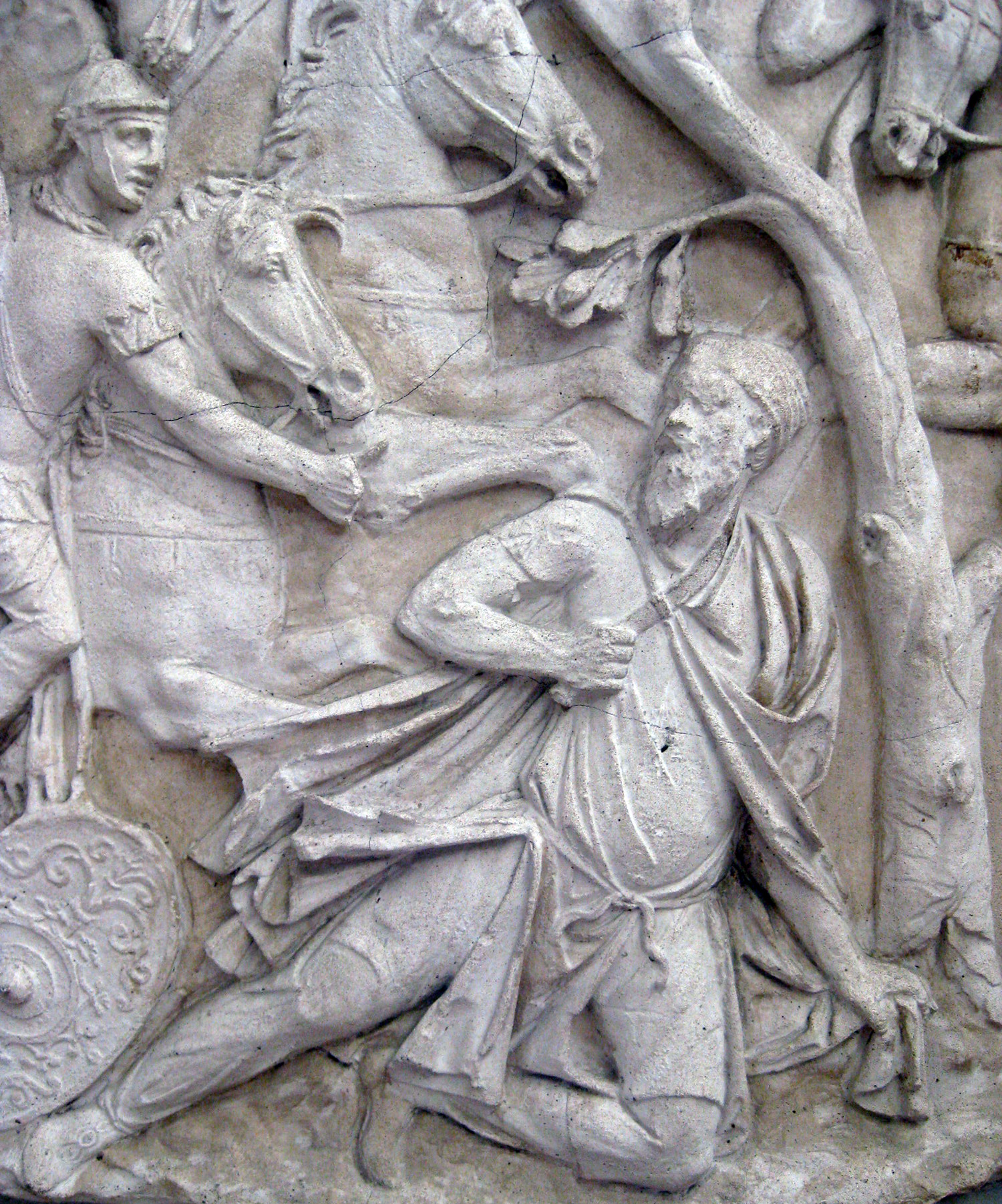
Le suicide de Décébale représentée sur la colonne Trajane.

L'empereur, en arrivant sur les rives du Danube, fait sans doute face à une situation difficile. Les incursions daces ont dévasté la province de Mésie inférieure. Selon les reliefs de la Colonne Trajane, Décébale serait même parvenu à prendre possession de plusieurs forts auxiliaires. De nombreux forts romains en Valachie sont occupés ou assiégés par les Daces, tout comme ceux construits le long du Danube. Le travail de reconquête dure tout l’été de 105, repoussant l’invasion du territoire dace à l’année suivante. Trajan vient renforcer les troupes du gouverneur de Mésie inférieure, Lucius Fabius Iustus, et repousse les Daces.
Pour l'année 106, Trajan réunit son armée et traverse le Danube sur le grand pont de Drobeta. Les alliés de Décébale, les Bures, les Roxolans et les Bastarnes, à l’annonce des préparatifs de guerre de Trajan, abandonnent le roi dace. Celui-ci, attaqué sur plusieurs fronts oppose une résistance désespérée et acharnée qui fait de nombreuses victimes. Décébale refuse de capituler et est contraint de quitter Sarmizegetusa. Finalement, après un long et sanglant siège, la capitale cède sous les coups des armées romaines qui se sont réunies depuis la fin de l’été. Toutes les forteresses des monts d’Orastie sont tombées. Trajan décide de ne pas accorder des conditions de paix semblables à la précédente paix. La soumission définitive de la Dacie est nécessaire et pour cela, il faut construire des routes, des forts et isoler l’ennemi sans lui concéder aucun avantage. Décébale cherche d’abord à trouver refuge dans le nord, dans les montagnes des Carpates, mais, une fois encerclé, se suicide,,.
C’est la fin de la guerre. Pendant plusieurs mois, l’armée romaine est encore engagée dans des actes de répression qui permettent de calmer l’agitation de la population locale. La monnaie de l’année célèbre la « Dacia capta ».

##### Annexion de la Dacie

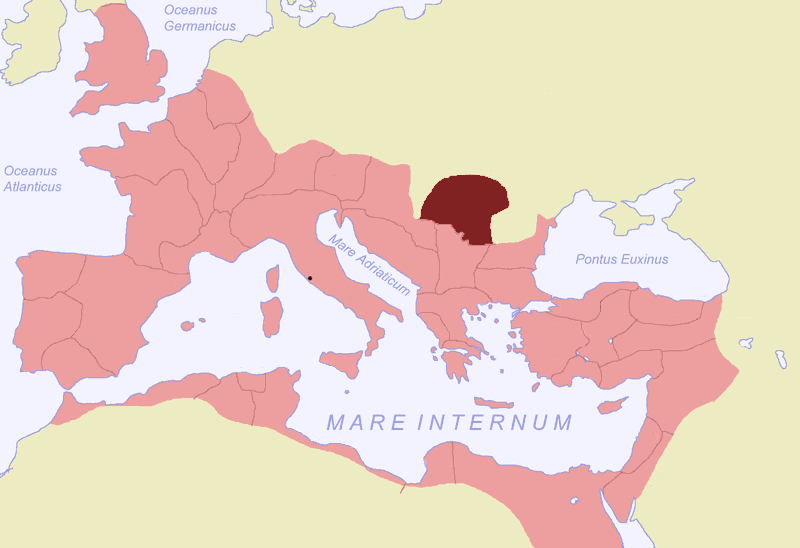
La province de Dacie dans l'Empire romain.

Buste de Trajan découvert sur le site de la villa romaine de Chiragan, conservé au musée Saint-Raymond de Toulouse

Le cœur du royaume dace, l’Olténie et le Banat, est intégré dans une nouvelle province romaine, la province de Dacie,, qui se limite à la bordure de l'arc des Carpates, à la Transylvanie et aux massifs occidentaux,.Selon Eutrope : 

« il fit une province romaine des terres trans-danubiennes, occupées aujourd'hui par les Taïphales, les Victophales et les Thervinges, et qui ont un circuit d'un million de pas »

 c'est-à-dire le périmètre des frontières de Dacie. Le royaume dace ne disparaît donc pas totalement, quelques régions demeurent libres. La ville nouvellement fondée de Colonia Ulpia Traiana Augusta Sarmizegetusa Dacica devient la capitale de la nouvelle province. Elle est très rapidement reliée à Apulum et Porolissum où stationnent d'importantes garnisons romaines. Une grande partie des plaines de Valachie et la Moldavie est intégrée à la province de Mésie inférieure qui est agrandie,,. La création de la province de Dacie en 106 est très probablement accompagnée par la réorganisation militaire du cours du Danube. C'est à cette occasion que la province voisine de Pannonie est divisée en deux : d'une part la Pannonie supérieure et d'autre part la Pannonie inférieure.
Récemment, des découvertes archéologiques ont remis en cause le mythe de l'extermination, de la déportation ou du bannissement des Daces par les Romains,. Néanmoins, on ne peut nier les importants bouleversements démographiques qui ont eu lieu,. Bien qu’une grande partie de la population et de l’élite daces ait finalement abandonné Décébale au profit de l’armée romaine, l’ancienne aristocratie est éliminée. Les populations des villes daces du cœur du royaume, région montagneuse et difficile à surveiller, sont déplacées vers les plaines. Les villes sont détruites et les Romains fondent à la place de nombreuses colonies, plus petites, dans lesquelles s'installent des colons romains issus de provinces avoisinantes. De même, toutes les résidences royales sont détruites. Le phénomène le plus impressionnant reste la disparition presque complète de l’ancienne religion dace. Selon Criton, médecin de Trajan, ce sont près de 500 000 prisonniers daces qui sont ramenés à Rome pour participer aux spectacles donnés lors de la célébration du triomphe de Trajan mais cette estimation semble avoir été exagérée d'un facteur dix et les Romains auraient en réalité fait 50 000 prisonniers,. Une grande partie des hommes aptes au travail et qui ne font pas partie des prisonniers de guerre sont enrôlés dans l’armée romaine, une procédure qui permet de diminuer le risque de révolte et d’augmenter les effectifs de l’armée.
L'annexion du royaume dace semble précipitée et contraire aux habitudes romaines qui traditionnellement la font précéder par l'établissement d'un royaume client. Il s'agit peut-être de stabiliser au plus vite la frontière face à la menace barbare qui pèse sur la région du moyen Danube mais il s'agit peut-être aussi pour Trajan de prendre rapidement le contrôle des riches mines d'or et d'argent que compte le territoire, ainsi que des trésors du roi. Quoi qu'il en soit, cette nouvelle province apporte à l'empereur d'importantes ressources qui sont vite épuisées dans la préparation des campagnes contre les Parthes et dans des constructions grandioses célébrant la victoire de Trajan comme les reliefs des arcs de triomphe de Bénévent et d’Ancône, ceux du forum de Trajan à Rome ou comme le Tropaeum Traiani érigé à Adamclisi en 109.
D'après les sources antiques, la conquête de la Dacie a en effet permis de rassembler un butin impressionnant, s'élevant à près de 50 000 prisonniers de guerre, 165 tonnes d’or et 331 tonnes d’argent. Trajan semble avoir tiré de son butin environ 2 700 millions de sesterces. S'étant vu accordé l’honneur d’un grand triomphe, il utilise une partie du butin pour donner de grands spectacles de gladiateurs, près de 5 000 duels ont lieu, et des courses de chars dans le Circus Maximus. Les spectacles sont étalés sur plus de cent jours, entre 108 et 109. Il finance également e manubiis (littéralement « grâce au produit du butin ») la construction d'un nouveau forum et confie la direction des travaux à l’architecte Apollodore de Damas. C'est dans ce forum qu'est érigée la célèbre colonne Trajane sur laquelle figure une frise longue de deux cents mètres qui s’enroule en spirale autour du fût et qui raconte les exploits militaires de Trajan et de ses généraux.

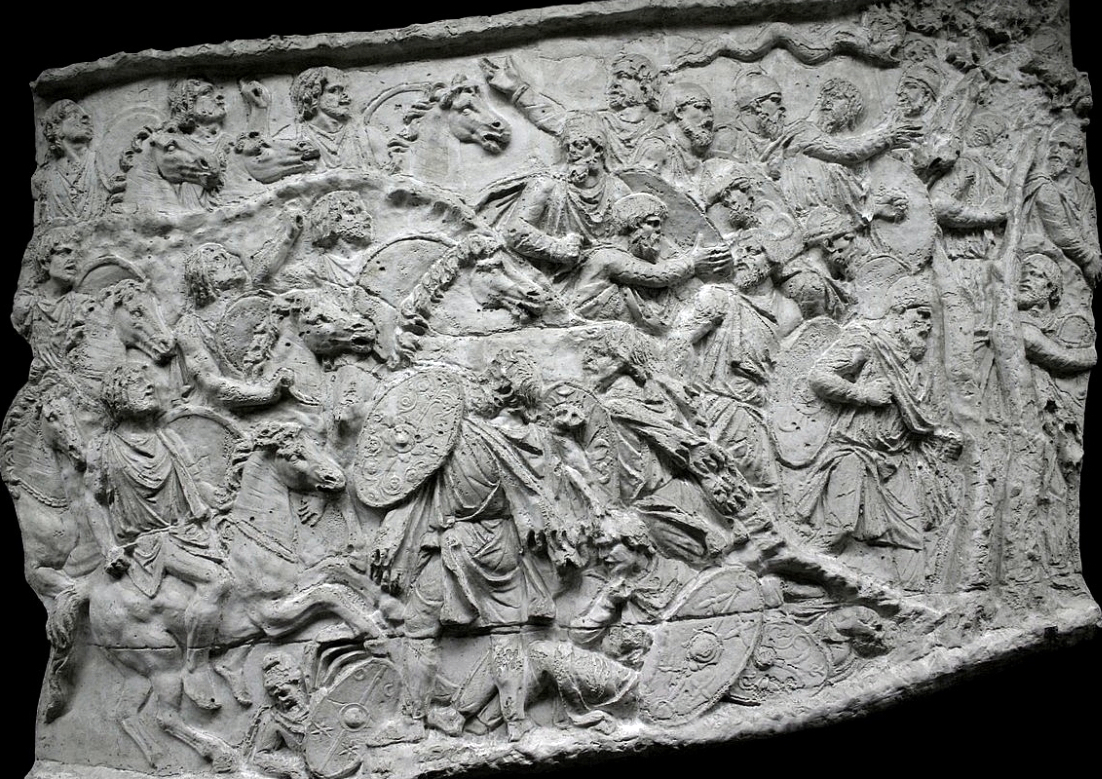
La cavalerie maure de Lusius Quietus sur les reliefs de la colonne Trajane.

Trajan récompense ses plus fidèles lieutenants qui ont joué un rôle de premier plan lors des guerres daciques comme Lucius Licinius Sura qui se voit accorder l’extraordinaire honneur d’un troisième consulat en 107 et Quintus Sosius Senecio qui obtient son deuxième consulat éponyme en 107 et à qui on octroie les décorations militaires doubles (dona militaria). Il reçoit aussi les insignes triomphaux et est honoré de son vivant d'une statue de bronze dans le forum d'Auguste. Caius Iulius Quadratus Bassus est également récompensé et reçoit les ornements triomphaux ainsi que Lusius Quietus qui est élevé à la préture, lui permettant ainsi d'accéder au Sénat, pour son action déterminante à la tête de la cavalerie auxiliaire maure.

##### Déplacement du noyau militaire du Rhin au Danube
La conquête de la Dacie modifie profondément les données stratégiques de l’Empire romain, la plus forte concentration de légions romaines passant du noyau rhénan aux rives danubiennes et à la Dacie romaine. En effet, il n'y a plus que quatre légions dans les provinces de Germanie contre huit au Ier siècle, alors que les provinces danubiennes en ont dorénavant onze : trois en Pannonie supérieure, une en Pannonie inférieure, deux dans chacune des provinces de Mésie et trois en Dacie.

#### Annexion de l'Arabie Pétrée

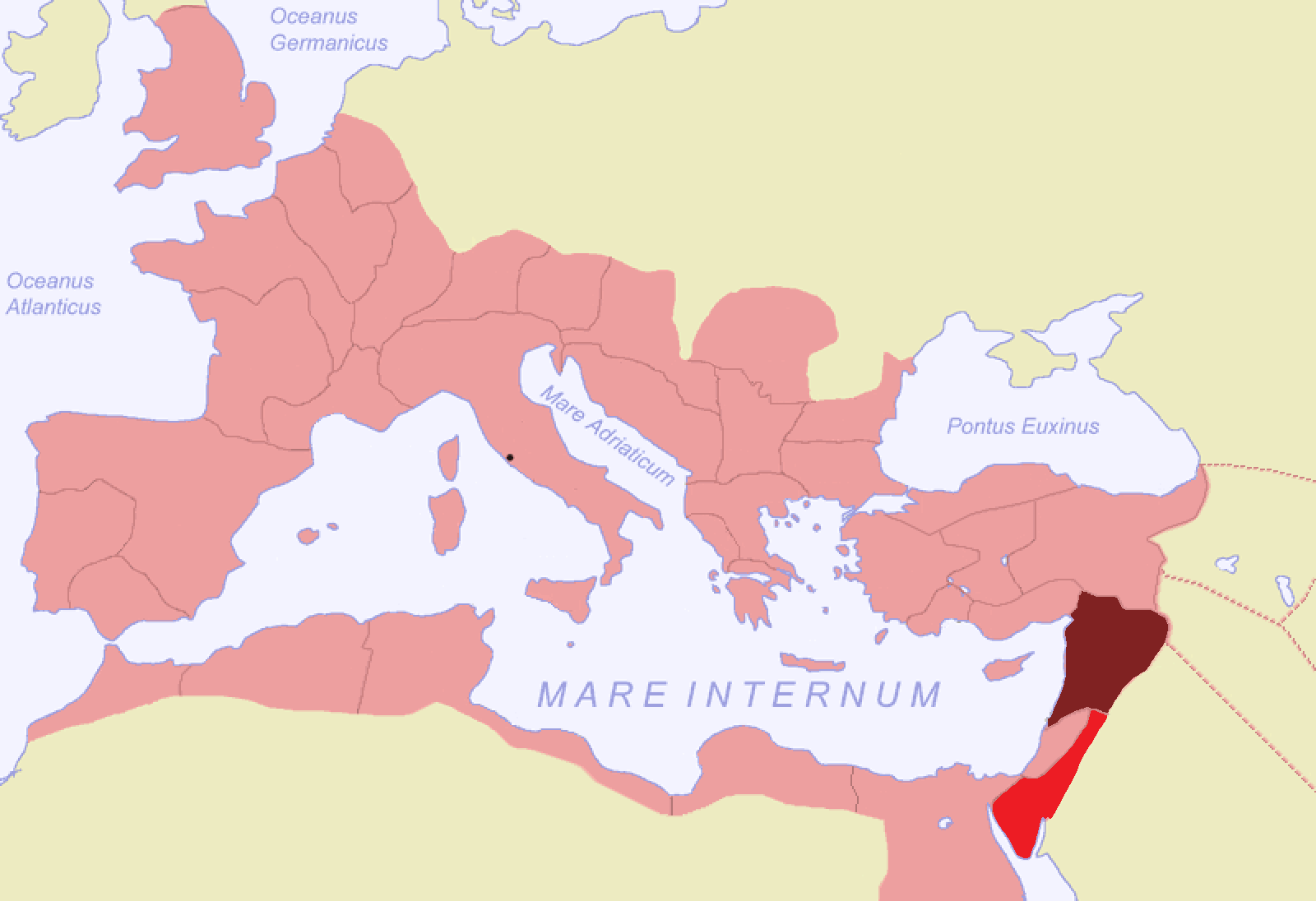
En foncé, la Syrie. En rouge, la province romaine d'Arabie Pétrée créée en 106.

En 106, alors qu'il mène campagne en Dacie, Trajan ordonne au gouverneur impérial de Syrie, Aulus Cornelius Palma Frontonianus, d'annexer le royaume nabatéen de Pétra, sans doute après la mort du roi Rabbel II. Ce royaume est alors l'un des derniers territoires protégés par Rome mais non intégrés à l'Empire, avec l'État client d'Osroène autour d'Édesse, quelques territoires dans le Caucase et le cas épineux du royaume d'Arménie.
Il n'y a apparemment aucun combat, mais l'annexion fait peut-être suite à une campagne militaire à la tête des légions de Syrie et d'Égypte commencée en 105 qui n'a, semble-t-il, rencontrée aucune résistance,,. Dion Cassius et Ammien Marcellin, qui écrivent respectivement près d'un siècle et plus de deux siècles après les faits, indiquent que la conquête du royaume s'est faite avec résistance. Toutefois, les pièces de monnaie contemporaines frappées à la suite de l'annexion parlent d'une acquisition (Arabia adquisita : « l’Arabie acquise »), et non d'une conquête militaire. De plus, Arabicus n'a pas été ajouté à la titulature impériale de Trajan, ce qui semble indiquer qu'il s'agit donc d'une annexion pacifique,.
Cette annexion permet de renforcer la frontière orientale de l’Empire en vue d'une campagne contre les Parthes, de rendre sûre la liaison commerciale entre l'Égypte, la Judée et la Syrie et de mettre fin au monopole des bédouins caravaniers comme intermédiaires sur le commerce de la mer Rouge,,. Trajan fait de Bosra la capitale de la nouvelle province impériale d'Arabie Pétrée (provincia Arabia), qui est créée le 22 mars 106, et formée du royaume conquis et de la décapole déjà romaine.
Probablement pour l'annexion du royaume nabatéen, Cornelius Palma est honoré des ornements triomphaux, et, de son vivant, d'une statue de bronze dans le forum d'Auguste,, à l'instar de Quintus Sosius Senecio, pour son rôle décisif dans les guerres daciques, et de Lucius Publilius Celsus, pour des raisons inconnues.

#### Politique intérieure

##### Restauration du territoire italien

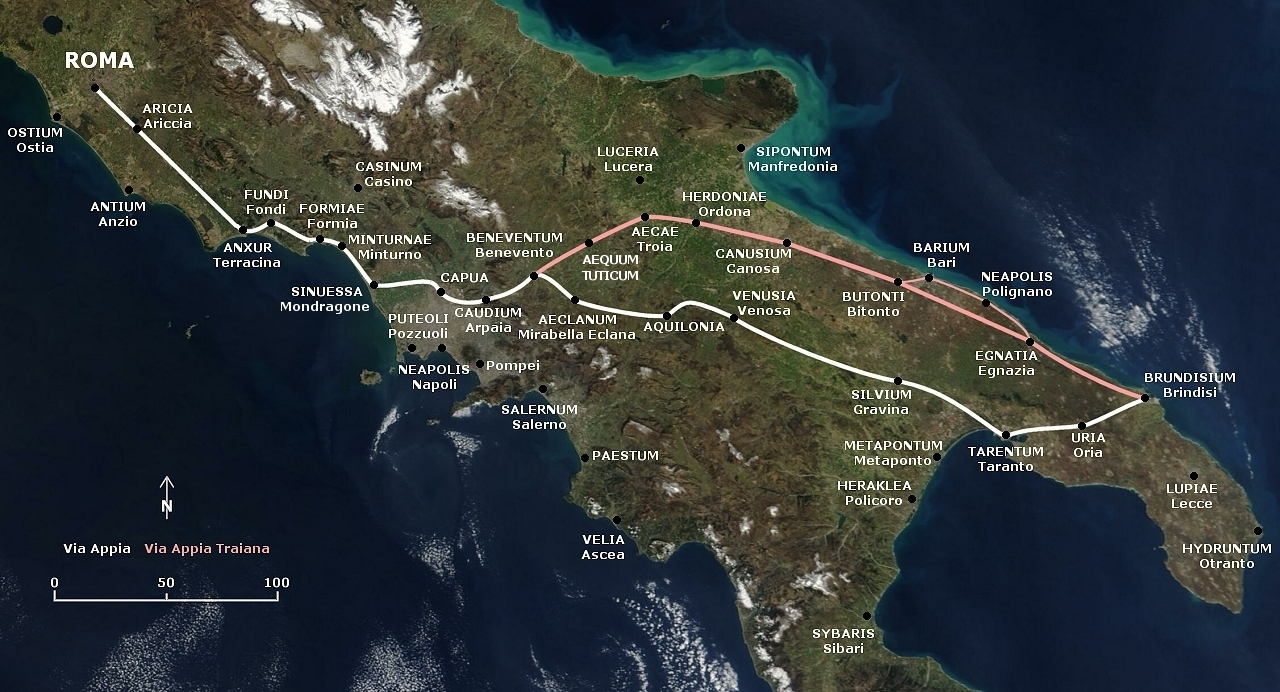
Tracé de la via Traiana en rouge.

Pendant six ans, de 107 à 113, Trajan reste à Rome. Sa politique est alors marquée par son paternalisme et est davantage concentrée sur l’Italie. Nerva a déjà donné à l’Italie une place particulière au sein de l’Empire, comme l’attestent les monnaies de l’époque. Trajan poursuit cette politique. Au travers d’un édit, Trajan force les candidats aux fonctions sénatoriales à investir au moins le tiers de leurs biens sur le sol italien,,.
Comme son prédécesseur, Trajan s’attelle à améliorer le réseau routier italien : entre 108 et 114, les travaux de la via Traiana qui relie Beneventum à Brundisium sont achevés, vraisemblablement sous les ordres du curateur des voies Quintus Pompeius Falco, permettant d’alléger le trafic sur la via Appia qui dessert aussi Brundisium. Le point de départ de la via Traiana est marqué par un arc de triomphe dont les reliefs ne laissent aucun doute sur le programme de restauration de l'Italie qu'engage l’empereur,. Cette voie permet de relier plus rapidement Rome au port de Brundisium, lieu de départ pour la Grèce et l'Orient, et cela à la veille des guerres parthiques. En outre, les délais de voyage ont été nettement améliorés dans de nombreuses régions d’Italie notamment grâce au développement de régions comme l’est des Pouilles et la Calabre.

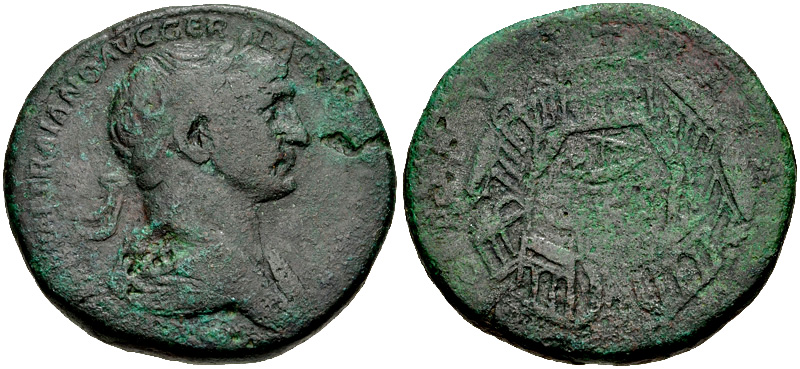
Sesterce (circa 106-111) - représentant le bassin du Port de Trajan, entouré par des entrepôts et des navires au centre.

En l'an 103, Trajan fait construire au nord d’Ostie un autre port plus à l'intérieur, un bassin hexagonal communiquant par des canaux avec le port de Claude, avec le Tibre directement, et avec la mer. L’accès de nouveau port dépend moins des conditions climatiques pour assurer l’approvisionnement de Rome en blé, en matériaux de construction et en marbre.
Il fait agrandir également les ports d’Ancône, de Centumcellae et de Terracina. Ce rôle prépondérant donné à l’Italie et les actions politiques de Trajan allant dans ce sens se retrouvent sur les sujets figurant sur les pièces de monnaie frappées durant cette période. Ces pièces sont estampillées de la devise « Restauration de l’Italie » (Italia rest[ituta]).

##### Embellissement de la capitale

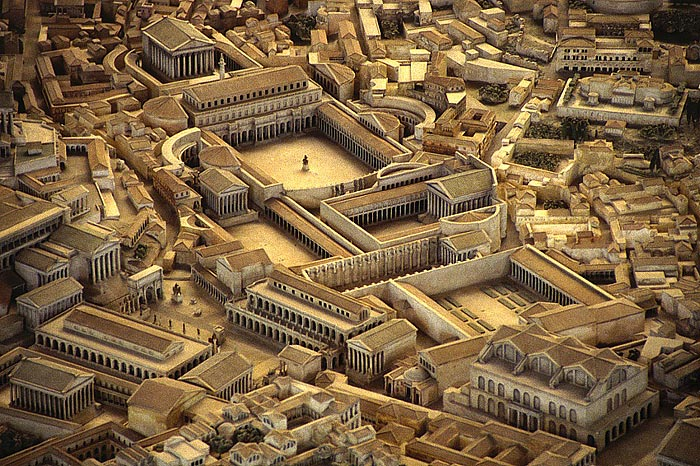
Le Forum de Trajan sur la maquette d'Italo Gismondi (1887-1974).

Peu de temps après le début de son règne, Trajan se lance dans un vaste programme d’urbanisation pour embellir la capitale, pour le bénéfice du peuple et pour sa propre gloire et postérité. Il consacre beaucoup d’attention à l’entretien et à la réhabilitation, des infrastructures civiles. Par exemple, il fait rénover et agrandir le système d’approvisionnement en eau. L’Aqua Traiana, aqueduc achevé en 109, fait près de soixante kilomètres de long et conduit l’eau depuis la région du lac de Bracciano au nord de Rome jusqu’au quartier de la rive droite du Tibre à Rome. Il apporte ainsi l’eau dans un quartier pauvre de la ville,.
Toujours en l’an 109, il fait bâtir des thermes aux dimensions longtemps inégalées, près du Colisée, du Ludus Magnus et des thermes de Titus qui sont quatre fois plus petits. Ces thermes sont construits en grande partie sur les ruines de la Domus Aurea de Néron. Trajan restitue ainsi à l’intérêt public des bâtiments privés et renforce par opposition au « mauvais » empereur Néron son image d’Optimus Princeps. Pour l’inauguration des thermes en 112, cent dix-sept jours de jeux sont organisés durant lesquels combattent 8 000 gladiateurs et se produisent 10 000 animaux sauvages, des jeux démesurés qui rappellent les naumachies au temps d’Auguste. Seul le calendrier des Fastes d'Ostie nous apprend que Trajan inaugura en 109 une naumachie, donc un bassin destiné à des combats navals qui durent du 19 au 24 novembre 109. Cet édifice est retrouvé au XVIIIe siècle dans la plaine du Vatican. Des fouilles ultérieures ont permis d'en repérer le plan, en forme de rectangle orienté nord-sud, arrondi aux angles, large de 120 mètres et long pour ce qui est repéré d'au moins 300 mètres.

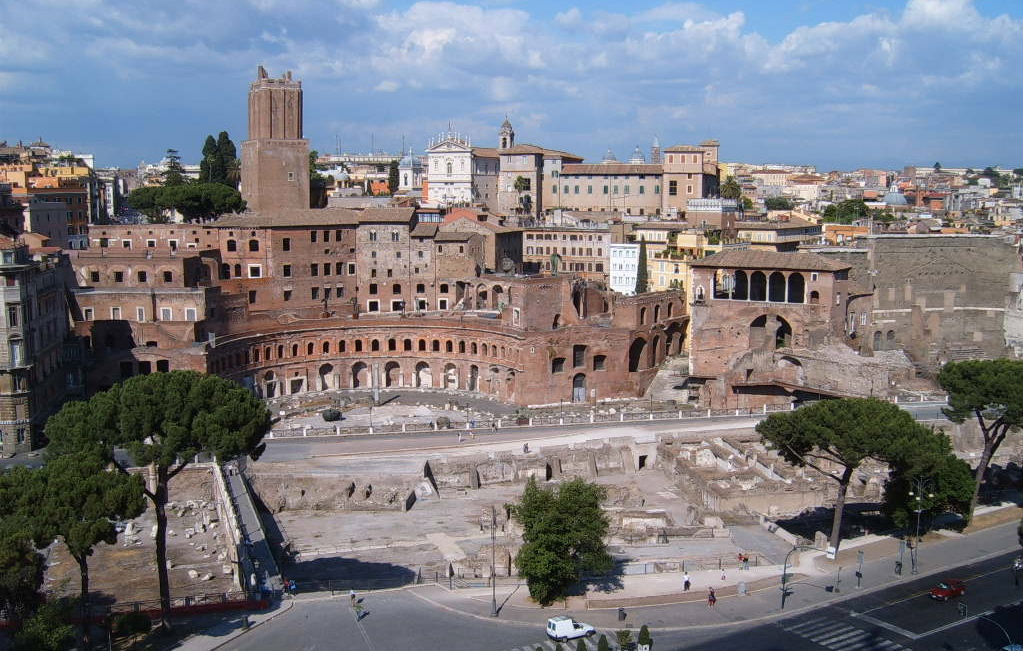
Vue aérienne des ruines du forum et des marchés de Trajan.

Le plus grand complexe monumental dont il entreprend la construction reste cependant le forum de Trajan, construit entre 107 et 113 sous la direction de l’architecte Apollodore de Damas. Ce forum dépasse tous les autres par ses dimensions : 300 mètres de long et 185 mètres de large. Contrairement aux autres fora romains, la place centrale du forum n’est pas dédiée à un dieu vengeur ou protecteur. Les sujets évoqués dans les reliefs et statuaires concernent le Sénat et l’armée, considérés comme les deux principaux piliers de l’Empire, ainsi que les préoccupations du peuple.
La prédominance sur les peuples barbares est quant à elle représentée par la colonne Trajane qui, sur une frise de près de 200 mètres, décrit au travers de scènes détaillées réparties en deux grandes sections les deux guerres daces. Le forum est lié aux marchés de Trajan, quartier de négoce autonome, qui demeure le plus grand bâtiment romain civil encore debout.

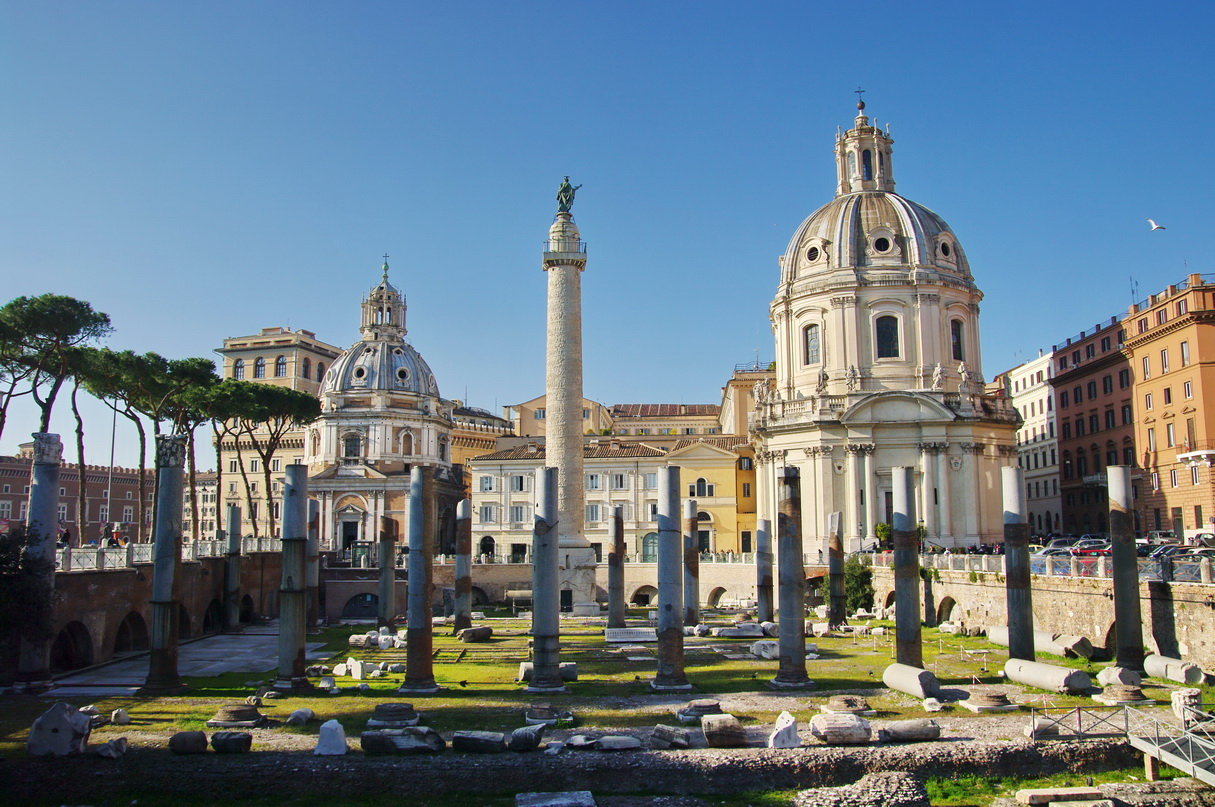
Athenæum, forum de Trajan, Église Santa Maria di Loreto et colonne Trajane (Rome, Latium, Italie).

Après un nouvel incendie du Circus Maximus sous le règne de Domitien, l'empereur Trajan fait reconstruire l'édifice et agrandit les gradins ainsi que la loge impériale. Il porte le nombre de spectateurs, grâce à des travaux d’agrandissement et l'ajout de 5 000 places, à près de 150 ou 250 000.
Trajan recrute une garde à cheval attachée à l'empereur, les Equites Singulares Augusti. Auguste avait déjà créé une unité similaire, connue sous le nom de Batavi (ou Germani Corporis Custodes), mais l'avait dissoute après le désastre de Varus en 9. Elle avait été reconstituée par Tibère en 14 et à nouveau dissoute par Galba en 68. Ils sont recrutés à partir de la cavalerie auxiliaire des provinces. Ils doivent dans un premier temps 27 à 29 ans de service. Ils sont organisés et équipés comme une unité de cavalerie (ala) régulière, constituant un numerus de 500 hommes et sont logés dans leur propre camp sur le Caelius. Leur commandement est assuré par un tribun, lui-même sous l'autorité du préfet du prétoire. L'unité est divisée en turmes, probablement forte d'environ trente hommes, chacune dirigée par un décurion avec un duplicarius et un sesquiplicarius comme adjoints, le décurion senior est désigné decurio princeps.

##### Politique sociale

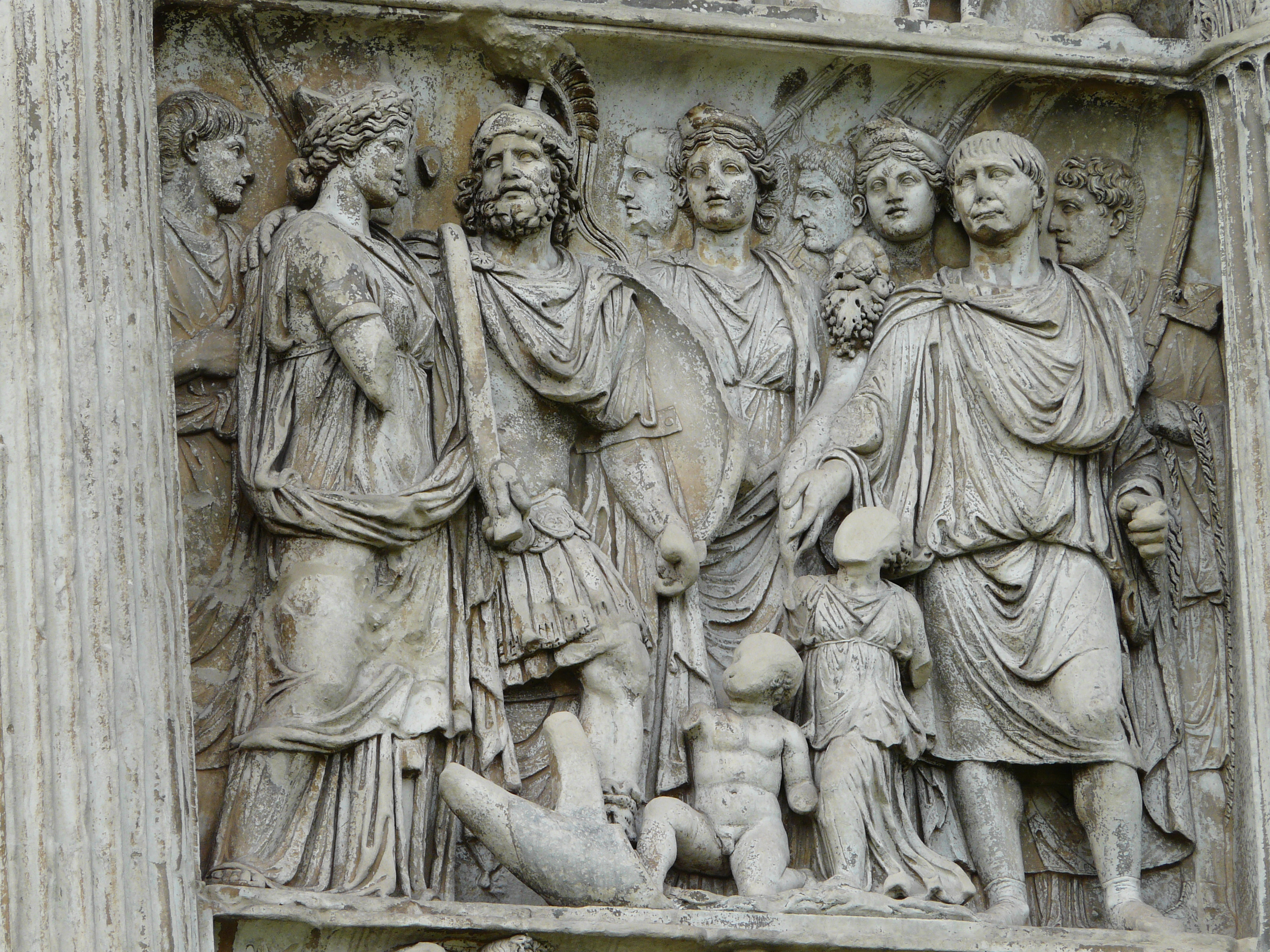
Détail de l'arc de Bénévent : le panneau avec l'empereur, les alimenta et la naissance de la proles Romana.

Sa politique sociale est marquée par l’institution des « alimenta », une aide alimentaire mise en place peu après 99 et destinée aux enfants des citoyens italiens les plus pauvres. Trajan reprend ainsi une initiative de Nerva et l’exemple déjà donné par de riches particuliers mais à une plus grande échelle,. L'argent de cette aide provient des intérêts, au maximum de cinq pour cent, des prêts perpétuels de l'État accordé à des propriétaires italiens,.
Cette aide alimentaire bénéficie probablement à des centaines de milliers de filles et de garçons sous la forme d’un soutien pécuniaire mensuel. À Rome, en 100, Trajan accorde à près de 5 000 orphelins une distribution gratuite de grain. Une plaque de bronze de Veleia décrit les modalités de cette aide alimentaire. Pour cette ville par exemple, 300 enfants en bénéficiaient : 264 garçons touchent seize sesterces par mois et trente-six filles touchent douze sesterces par mois. Plus de cinquante villes sont concernées par cette mesure impériale.
L’aide alimentaire fait partie d’une politique globale de gestion de crise économique, c’est une aide aux pauvres qui permet d’asseoir la réputation d’un empereur qui se montre soucieux du bien-être de son peuple, trait du prince qui perdure jusqu’au troisième siècle.

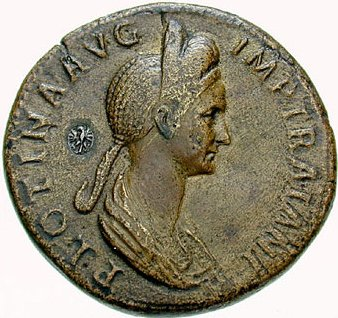
Sesterce avec un portrait de Plotine.

Par ailleurs, au début de son principat, Trajan annule les dettes envers le fisc et supprime la taxe sur les successions pour les héritiers directs, ce qui n'améliore pas la situation économique de l'Empire. Mais l'or dace rapporté à Rome dès 102, ainsi que l'exploitation des mines de la province, soulage le trésor de Rome.
Selon l'historien Gérard Minaud, auteur d'un ouvrage biographique sur douze impératrices romaines, c'est sous l'influence de son épouse que Trajan modifie la fiscalité pour la rendre plus équitable, prend des mesures pour une meilleure éducation, aider les pauvres, et établir la tolérance dans la société romaine.

##### Politique provinciale
L'empereur donne une plus grande autonomie fiscale aux provinces : la perception de la plupart des impôts indirects, à l'exception des douanes, est maintenant confiée à des conductores de l’administration provinciale, c'est-à-dire de riches particuliers responsables des sommes dues.
L'institution des curateurs de cité est créée soit par Domitien, soit par Trajan. Ils sont en tout cas attestés pour la première fois sous le règne de ce dernier mais restent peu nombreux jusqu'au règne d'Antonin le Pieux. Sous Trajan, le recours à cette institution semble rester exceptionnel. Ils sont surtout attestés en Italie puis dans les provinces sénatoriales. En Orient, Trajan nomme des sénateurs prétoriens et consulaires avec pour mission de remettre en ordre la situation des cités. Les titres qu'ils portent sont assez variés mais les historiens modernes les qualifient habituellement de « correcteurs ». Ils peuvent avoir à charge la gestion de cités libres d'une province telle que l'Achaïe ou d'une subdivision de province comme le diocèse de Pergame. Les cités concernées sont autonomes et donc hors de la gestion directe du gouverneur de la province, et les nominations de correcteurs se font à titre exceptionnel, donc sans mise en cause du statut privilégié des cités. Les correcteurs ont des pouvoirs similaires à ceux des curateurs de cités, et au moins dans certains cas des pouvoirs judiciaires que n'ont pas les curateurs de cités.
Trajan tente d’accélérer le développement intérieur de l’Empire en multipliant le nombre de villes : en effet, celles-ci constituant dans l’État romain la plus petite unité administrative, leur multiplication facilite l’exercice du pouvoir. Ces villes conservent une certaine autonomie en matière de collecte d’impôts et de recrutement. La plupart de celles fondées sous Trajan se trouvent sur des frontières ou dans des zones récemment contrôlées par Rome, en Germanie inférieure, au nord de la Germanie supérieure, le long du moyen et bas Danube, en Pannonie, en Mésie, en Dacie, en Thrace et enfin en Numidie,.
À l'époque trajane, il existe deux types de « colonies romaines ». Elles sont fondées par déduction (deductio), c'est-à-dire par un acte de création juridique et religieux. Le premier type est celui dit « de peuplement ». La colonie est fondée ex nihilo ou par ajout de colons dans une ville préexistante, en y installant des citoyens romains, souvent des vétérans de la campagne militaire ayant permis d'annexer la région où se trouve la colonie. Le deuxième type est la colonie dite « honoraire ». C'est une cité à laquelle l'empereur donne le titre de colonie et le cadre institutionnel correspondant, sans pour autant y installer des colons. Cela constitue une promotion pour la cité et ses habitants. Le statut colonial honoraire se diffuse surtout à partir des Antonins et est attribué à des cités ayant auparavant reçu le statut de municipe. « L’obtention du statut colonial a pour résultat l’identification totale au modèle romain dans les institutions et les cultes de la cité ».
De nombreuses fondations de colonies de peuplement ainsi que de promotions de villes et cités ont lieu dans l'Occident romain, y compris les Balkans, jusqu'au règne de Trajan. Ses successeurs et lui concèdent aussi la dignité civique, notamment en Germanie, ce qui reste rare.

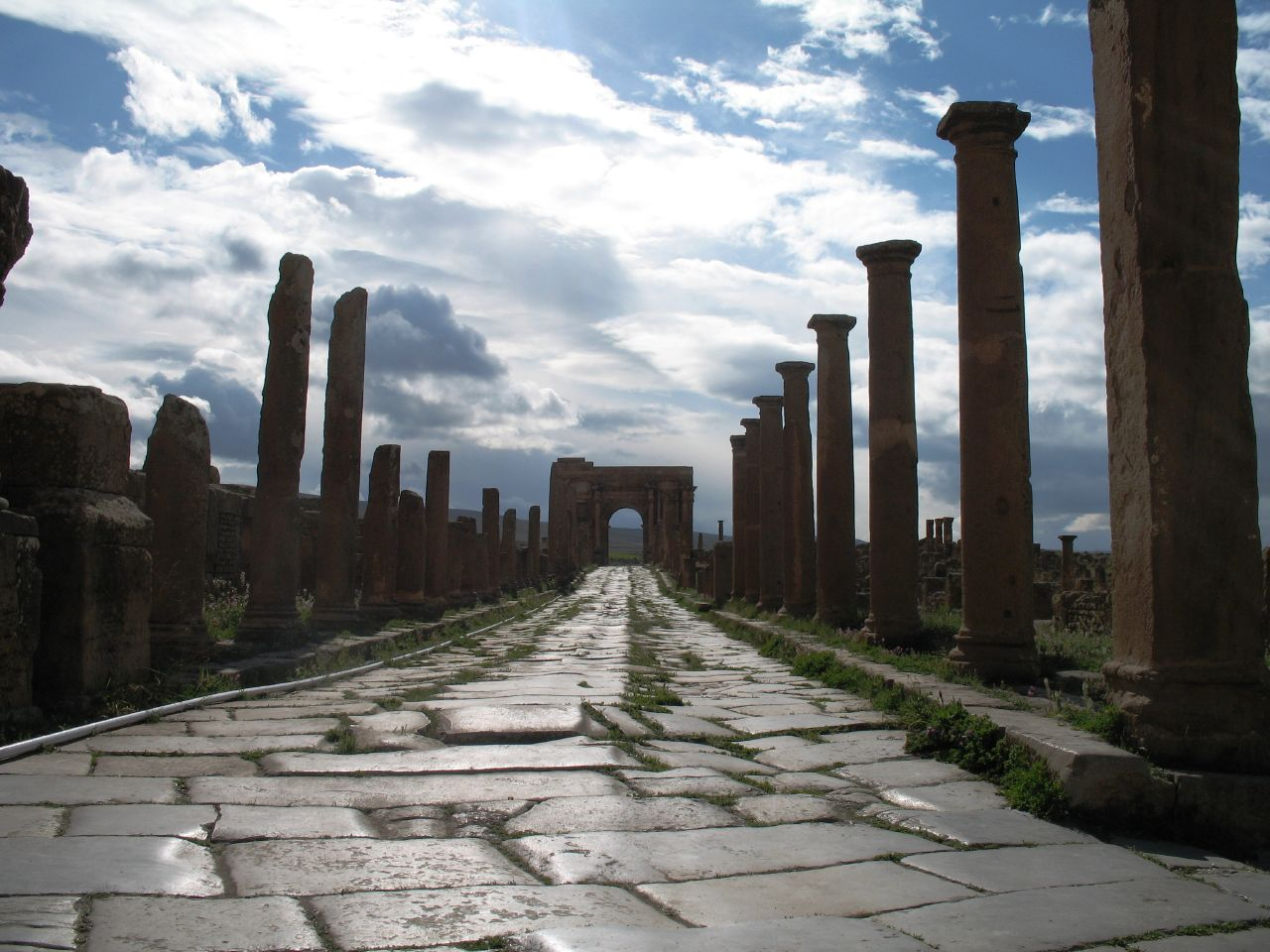
L'Arc dit de Trajan, IIIe siècle, à Thamugadi, aujourd'hui Timgad.

###### En Occident méridional
En Afrique romaine, la conquête du pays, de la mer au désert, se termine sous Trajan, hormis les Maurétanies. Trajan renforce globalement le limes africain par des forts. La Numidie méridionale est définitivement occupée militairement et la frontière est établie au sud de l'Aurès. En Numidie, le gouverneur Lucius Munatius Gallus est chargé d’établir à Thamugadi la Colonia Marciana Traiana en y installant les vétérans de la legio III Augusta vers 115-117,. La ville devient vite l'une des plus importantes d’Afrique du Nord. L'empereur établit un groupe de vétérans aux côtés d'une communauté numide à Tébessa. C'est le dernier empereur à déduire des colonies dans la région.
Sous le règne de Trajan puis de ses successeurs, Leptis Magna, Hadrumetum et peut-être Leptis Minus se romanisent et prospèrent rapidement. Leur statut est relevé à celui de colonies honoraires ou de municipes,. Il promeut aussi des villes de la confédération cirtérenne, hormis Cirta, sans rompre le lien avec cette cité. La politique africaine menée par Trajan est « hardie et dynamique », et on peut parler d'une « romanisation sélective et autoritaire » afin de répondre à des objectifs stratégiques.
Les provinces hispaniques sont politiquement et économiquement stables depuis la fin du Ier siècle av. J.-C. et vivent sous une paix profonde d'Auguste à Marc Aurèle. Bien que la famille de Trajan soit établie en Bétique, il ne semble pas que les Hispaniques se voient accorder de nombreux privilèges par l'empereur.

###### En Occident septentrional
- Province impériale.
- Province sénatoriale.
- Province conquise.
- Province créée ou subdivisée.
- Territoires clients.

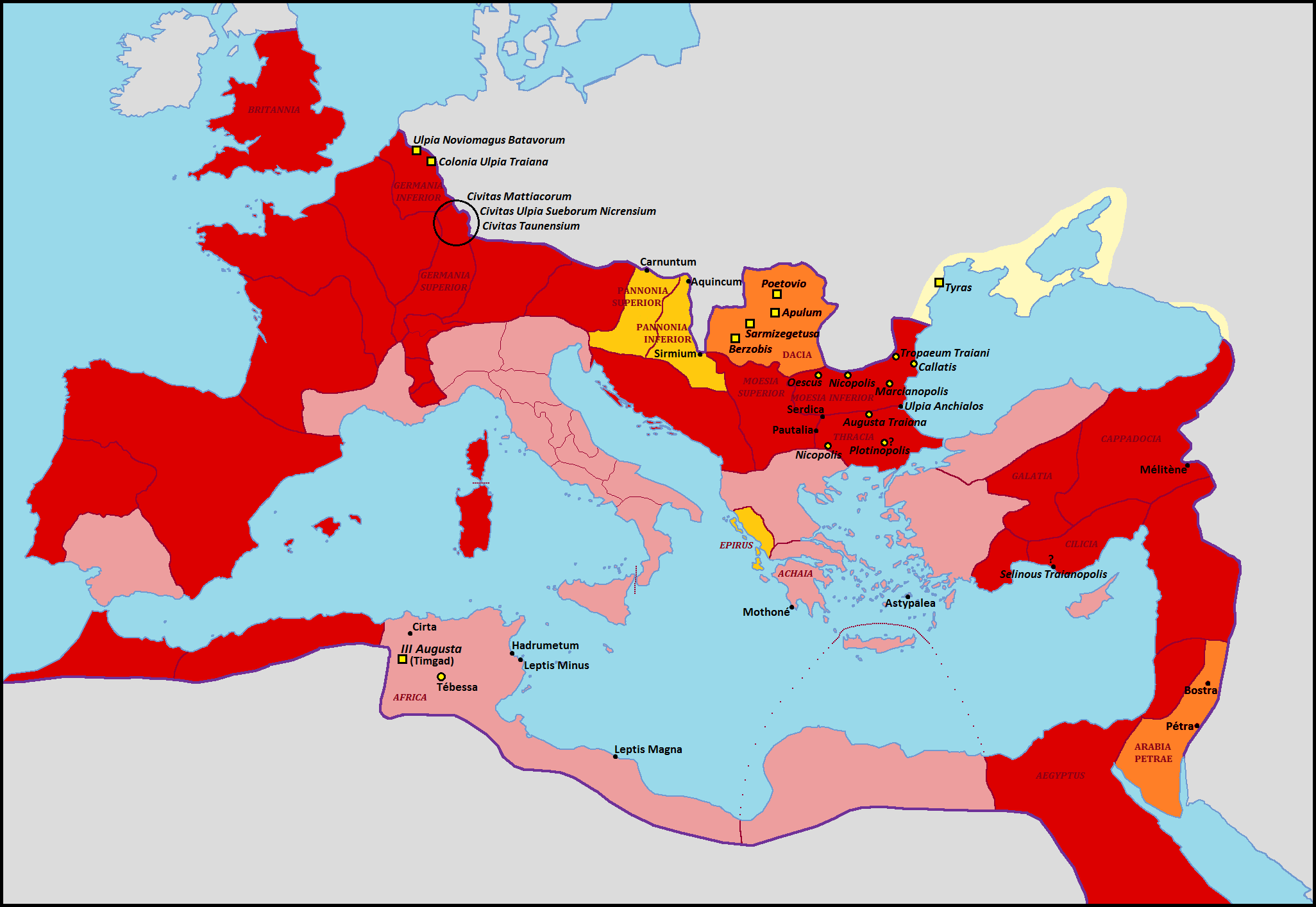
Carte illustrant la politique provinciale de Trajan, avec les colonies déduites (point jaune) et les villes promues (point noir). Illustratif et non exhaustif.

En Bretagne, il organise les zones déjà conquises, consolide la frontière et établit des camps fortifiés qui préfigurent les réalisations du mur d'Hadrien. En effet, vers l'an 100, les forces romaines semblent défendre la frontière septentrionale au niveau du futur mur. Pendant son principat, la situation militaire y reste stable mais son successeur est confronté à des troubles dès le début de son règne.
En Germanie inférieure, Trajan fonde la Colonia Ulpia Traiana par déduction de vétérans ou encore Ulpia Noviomagus Batavorum qui devient la capitale des Bataves. Afin de s'assurer de leur allégeance, les auxiliaires Bataves sont incorporées dans la cavalerie de l’armée impériale,.
En Germanie supérieure, le redéploiement des forces le long du limes donne naissance à l'organisation civique de la province. Dans la région située entre le Rhin, le Neckar et le Main, est créée la Civitas Mattiacorum avec Aquae Mattiacorum comme capitale, la Civitas Ulpia Sueborum Nicrensium avec Lopodunum comme ville principale et la Civitas Taunensium avec Nida pour capitale,.

###### Dans les Balkans
En Pannonie, les soldats de la legio XIII Gemina, qui ont participé à une des deux guerres daciques, fondent la Colonia Ulpia Traiana Poetovio. La Pannonie est divisée en deux provinces, sans doute en 106 dès la fin des guerres daciques : Carnuntum devient la capitale de la province supérieure tandis qu'Aquincum est celle de la province inférieure. Sirmium, jusque-là en Mésie, est rattachée à la Pannonie inférieure.
En Dacie, Colonia Ulpia Traiana Augusta Sarmizegetusa Dacica est fondée par déduction de vétérans. Des légions sont installées à Berzobis et à Apulum et des garnisons sont placées dans les plaines du Banat et de Valachie. Trajan établit une nouvelle organisation pour l'extraction des minerais de la région du Danube, concédant des baux à des entrepreneurs. Cela assure une production locale de très haut niveau pendant plus d'un siècle.
En Mésie, l'empereur fonde un certain nombre de villes ex nihilo. C'est le cas de Nicopolis ad Istrum, de Marcianopolis et de Tropaeum Traiani. Cette dernière est fondée en 109 en tant que vicus pour des vétérans près du champ de la bataille d'Adamclisi où les Daces et leurs alliés ont été vaincus lors de la première guerre dacique. Les deux autres villes ont directement le statut de cités. Nicopolis est fondée dès 102 au lendemain d'une autre victoire contre les Daces. Oescus, jusque-là un grand camp romain, devient une colonie, Colonia Ulpia Oescus, après 112. De plus, c'est sans doute durant le règne de Trajan qu'est mis en place le culte impérial en Mésie inférieure.
Sur la côte occidentale de la mer Noire, dans la province de Mésie inférieure, Trajan forme un conventus juridici à Callatis, dans une zone jusque-là peu contrôlée par Rome. L'empereur encourage la colonisation, soucieux de peupler une région déserte à cette époque et nécessaire pour le développement des garnisons romaines situées sur le Bas-Danube. Tyras, beaucoup plus au nord sur la côte, reçoit sans doute une garnison romaine à la suite des guerres daciques.

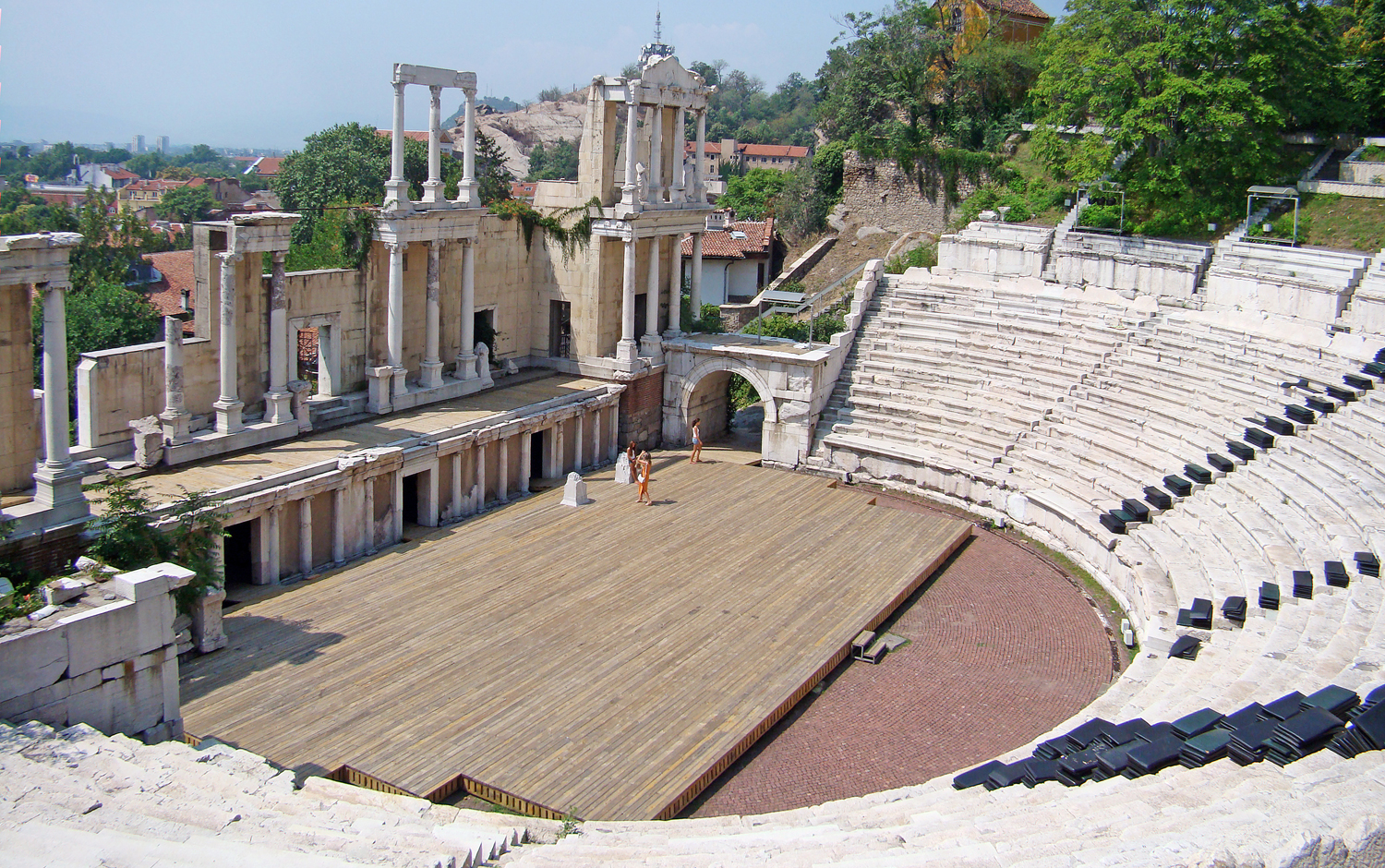
Le théâtre romain de Plovdiv, construit sous le règne de Trajan.

En Thrace, Trajan transfère en grande partie l’administration de la province aux villes nouvellement créées, supprimant les districts hérités de l'ancien royaume, à l'image de l'organisation de la province hellénistique d'Asie,. Parmi les villes créées sous Trajan, on peut citer Nicopolis ad Nestum, Ulpia Parthicopolis dans la basse vallée du Strymon, Augusta Traiana et Plotinopolis, dont la localisation n'est pas sûre. L'empereur promeut sans doute les villes de Serdica et Pautalia au rang de cité, ces deux villes prennent en tout cas l'épithète « Ulpia », tout comme Ulpia Anchialos,. Il s'agit d'une réforme générale, puisque la province change de statut sous l'empereur, devenant une province impériale sous la garde d'un légat d'Auguste propréteur alors que c'était une province confiée à un procurateur depuis l'annexion du royaume client sous Claude. Cela montre l'accélération de l'intégration de la province dans l'Empire,.
La création de la province proprétorienne d'Épire est parfois placée à la fin du règne de Néron, et plus souvent sous le règne de Trajan. Elle aurait en effet été fondée peu après l'an 108. En Achaïe, Mothoné de Messénie devient une cité libre sur décision de l'empereur. L'île Astypalea, dans la mer Égée, recouvre la liberté, rétablissant là un privilège aboli au Ier siècle.

###### En Orient

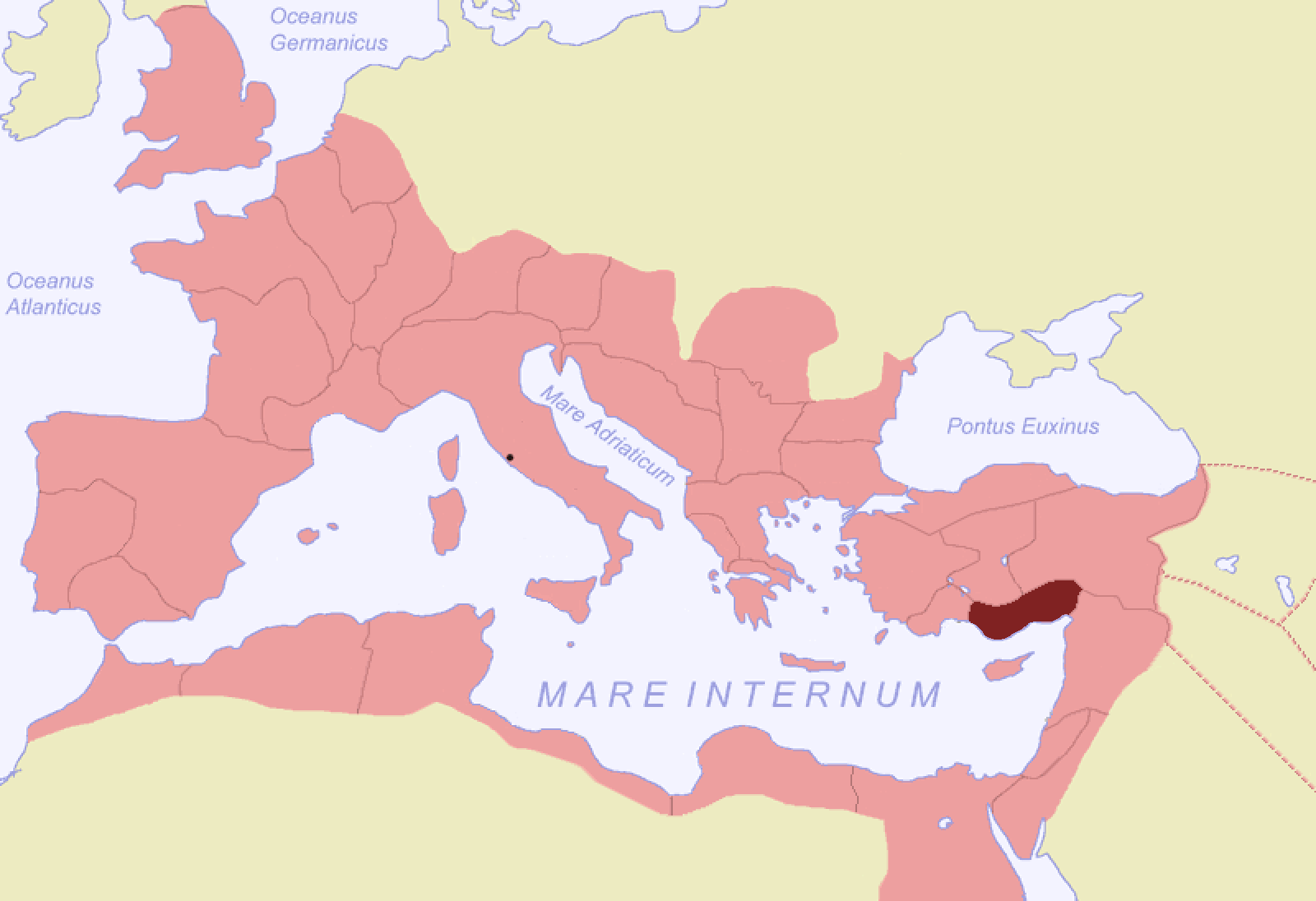
La Cilicie en tant que province de l'Empire romain.

En Cappadoce, il promeut Mélitène au rang de cité tandis qu'il favorise Selinous Traianopolis en Cilicie Trachée. En 114, le Pont Polémoniaque ainsi que celui Galatique, difficiles à administrer depuis Ancyre, sont détachés de la Galatie et sont rattachés à la Cappadoce. Trajan compense cette perte de débouché maritime en rattachant plusieurs cités côtières à la Galatie, dont Sinope et Amisos. L'annexion de l'Arménie en 114 amène l’empereur à rattacher cette région à la Cappadoce, un procurateur étant nommé en Arménie pour l'administration fiscale du nouveau district.
Dans l'Arabie Pétrée nouvellement conquise, Trajan fait tracer une route entre 107/111 et 114/115, la Via Nova Traiana, qui évite le désert et permet de rejoindre la mer Rouge depuis la province de Syrie. Les villes indigènes de Pétra et Bostra ont reçu le rang de cités. L'empereur renomme Bosra, alors appelée Bostra, en Nea Traiane Bostra, ou « Nouvelle Bostra de Trajan » et Pétra reçoit le titre honorifique de métropole (metropolis) au même moment,,. Aulus Cornelius Palma engage des travaux dans sa province de Syrie et dans les terres nouvellement annexées. Par ses soins, Canatha, ainsi que d'autres cités, fait l'objet d'importants travaux d'adduction d'eau, grâce à des captages réalisés dans la montagne proche,,. Une voie romaine reliant Pétra à Gérasa paraît dater de l'époque de l'annexion, tout comme la construction ou la réfection d'un aqueduc à Pétra. Le grand cardo de Gérasa semble être du début du règne, tandis que la porte nord date de la fin du principat de Trajan.
En Égypte, il fait étendre la surface des terres cultivables et rétablit l'approvisionnement en impôt des caisses de Rome. Certains historiens attribuent à Trajan la construction, ou au moins l'agrandissement, de la forteresse de Babylone en Égypte. L'empereur ordonne en tout cas la construction d'un canal reliant la mer Rouge au Nil. Eutrope dit même qu'« il pénétra jusqu’aux confins de l’Inde et jusqu’à la mer Rouge » et il« établit sur la mer Rouge une flotte, pour porter le ravage sur les frontières de l’inde» (usque ad Indiae fines et mare Rubrum accessit […] in mari Rubro classem instituit, ut per eam Indiae fines vastaret.)

##### Politique économique et financière

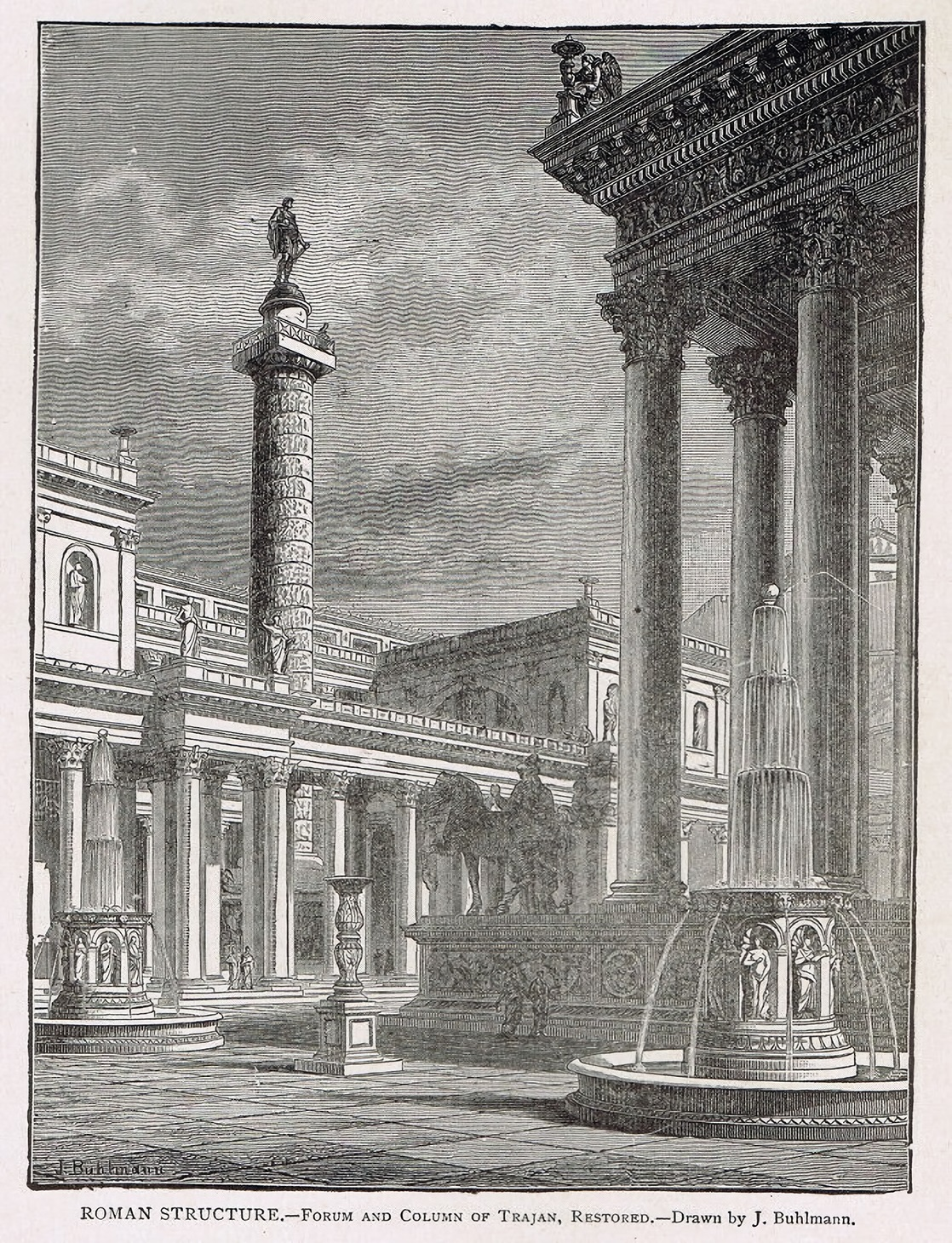
Dessin d'une vue reconstituée des abords de la colonne Trajane, encyclopédie allemande éditée par Joseph Kürschner, 1891.

En 107, Trajan dévalue la monnaie romaine. Il diminue la pureté d'argent du denier de 93,5 % à 89 % - le poids réel de l'argent passant de 3,04 g à 2,88 g. Cette dévaluation, couplée à l'énorme quantité d'or et d'argent rapportée des guerres daciques, autorise l'empereur à produire une plus grande quantité de deniers que ses prédécesseurs. De plus, il abaisse aussi la valeur de l'or de l'ordre de 15 % à 25 % grâce au considérable butin en or ainsi qu'aux nouvelles mines, et il rétablit un cours plus normal entre l’argent et l’or.
Les dépenses sous son règne sont considérables : des campagnes militaires avec douze à quatorze légions et de très nombreuses troupes auxiliaires engagées, de grandioses constructions de monuments, l'organisation de nombreux jeux pour le peuple de Rome, le financement des alimenta et l'aménagement de routes en provinces. S'ajoutent à cela la diminution de certaines recettes, en raison, notamment, de l’allégement de la taxe sur les successions et de la suppression d'une partie des dettes revenant au fisc,.
Certes, le butin de la guerre de Dacie est colossal, ainsi que le revenu des nouvelles mines d'or de cette province, mais Trajan n’enrichit pas le Trésor par la confiscation des biens des exilés et autres condamnés comme ses prédécesseurs julio-claudiens ou flaviens. De plus, le bilan humain des guerres de Trajan est lourd, certaines régions telle l'Hispanie se trouvant partiellement dépeuplées d'hommes dans la force de l'âge ; l'Orient souffre des préparatifs des guerres parthiques et est dévasté par la grande révolte judéo-parthe,. Ainsi, à la fin du règne, la situation économique de l’Empire n'est guère florissante.

##### Trajan et les chrétiens
Trajan a une attitude ambiguë envers les chrétiens, préconisant dans certains cas leur arrestation et leur condamnation pour leur foi. Sa politique religieuse consiste également à encourager l'apostasie dans les communautés chrétiennes et à se moquer des martyrs.
C'est en outre sous son règne qu'a lieu la persécution des chrétiens à Antioche, et qui se solde notamment par le martyre d'Ignace d'Antioche.
La correspondance entre Pline le Jeune et Trajan concernant les chrétiens est précieuse car il s’agit d’une des rares sources à caractère officiel qui ne soit pas d’origine chrétienne.
Pline, s’adressant à l’empereur, demande des conseils sur des problèmes sensibles qu’il rencontre dans son gouvernement de la province. Concernant les chrétiens, contre lesquels Pline a reçu des dénonciations anonymes, il se demande quelle attitude adopter et ce qui doit être puni : le fait d’être chrétien (nomen Christianum) ou les crimes qui y sont associés (flagitia cohaerentia nomini). Pline cherche à savoir également jusqu’où doit aller le travail d’enquête et les interrogatoires qui fournissent les preuves (quatenus quaeri soleat).
Dans sa réponse, l’empereur reste ambigu et n’adopte pas de positionnement clair. Selon lui, un chrétien ne peut être recherché et poursuivi uniquement en raison de sa foi (conquirendi non sunt). Par contre, il considère qu'il faut les punir s'ils ont été dénoncés de manière non anonyme. En revanche, si, convaincus de christianisme, ils acceptent de sacrifier au génie de l’empereur, ils doivent être pardonnés.

#### Politique dynastique

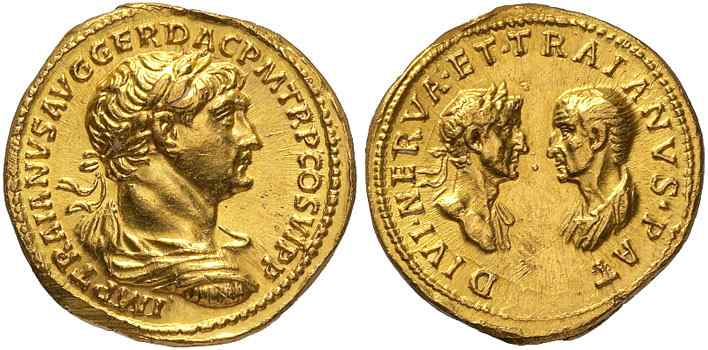
Aureus, vers 115. À droite, le père naturel de Trajan, Marcus Ulpius Traianus et à gauche, son père adoptif, Nerva.

Trajan est déjà marié avant son adoption, depuis 75/76, avec Pompeia Plotina dite Plotine. Elle reçoit le titre d’Augusta en 105. Ce mariage ne donne naissance à aucun héritier. Pour autant, Trajan n’a jamais semblé vouloir divorcer, Plotine étant riche et instruite,. En 100, Trajan espère toujours avoir un héritier biologique de Plotine.
La sœur de Trajan, Ulpia Marciana, décédée le 29 août 112, est divinisée peu après sa mort sur décision du Sénat. Dans le même temps, sa fille, Salonina Matidia, reçoit à son tour le titre d’Augusta. Entre mai 113 et 114, le père de Trajan est également déifié, faisant de Trajan le fils de deux pères déifiés, cas unique dans l’histoire de l’Empire romain.

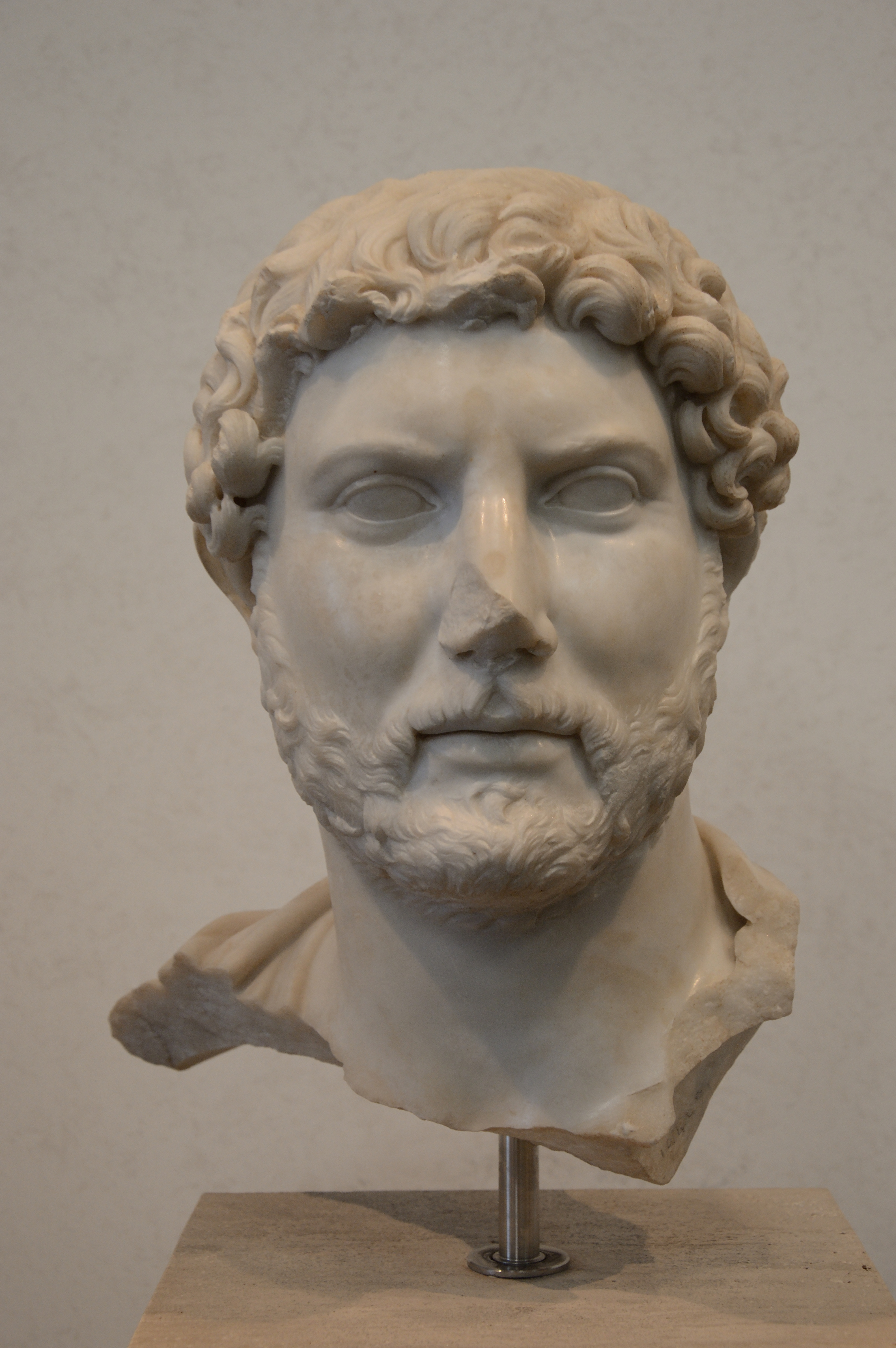
Portrait d'Hadrien.

Salonina Matidia et ses filles Vibia Sabina et Matidia la Jeune jouent un rôle important dans la politique dynastique de Trajan. Sabine se marie en 100 à Hadrien, faisant de lui le plus proche parent mâle de Trajan, et donc le candidat idéal à la succession. Depuis qu’il a dix ans, Hadrien a été placé sous la tutelle de Trajan et de Publius Acilius Attianus. Mais il faut attendre la mort de Trajan pour que celui-ci, directement ou par l’intermédiaire de Plotine et d'Attianus, l’adopte. Bien qu'il reste des doutes sur la réalité de cette adoption, Trajan a désigné, à l'attention générale mais de manière informelle, son petit-neveu comme successeur.
Hadrien est deux fois lié à Trajan : une de ses arrière-grands-mères est la tante de Trajan, et il a donc épousé la petite-nièce de l'empereur en 100. Il est fait questeur de l'empereur dès 101, à l'âge minimal légal, puis il participe à la première guerre dacique où il est décoré ; il est ensuite tribun de la plèbe en 105 puis préteur avant l'âge, alors qu'il est absent de Rome. Trajan le met ensuite à la tête d'une légion lors de la deuxième guerre dacique et il devient consul suffect dès 108, une nouvelle fois avant l'âge. Après la mort de Lucius Licinius Sura cette même année, c'est lui qui écrit les discours de l'empereur, et il est à nouveau aux côtés de Trajan dans les campagnes parthiques, ce dernier lui laissant le commandement de la puissante armée d'Orient peu avant de décéder.

#### Guerre contre les Parthes

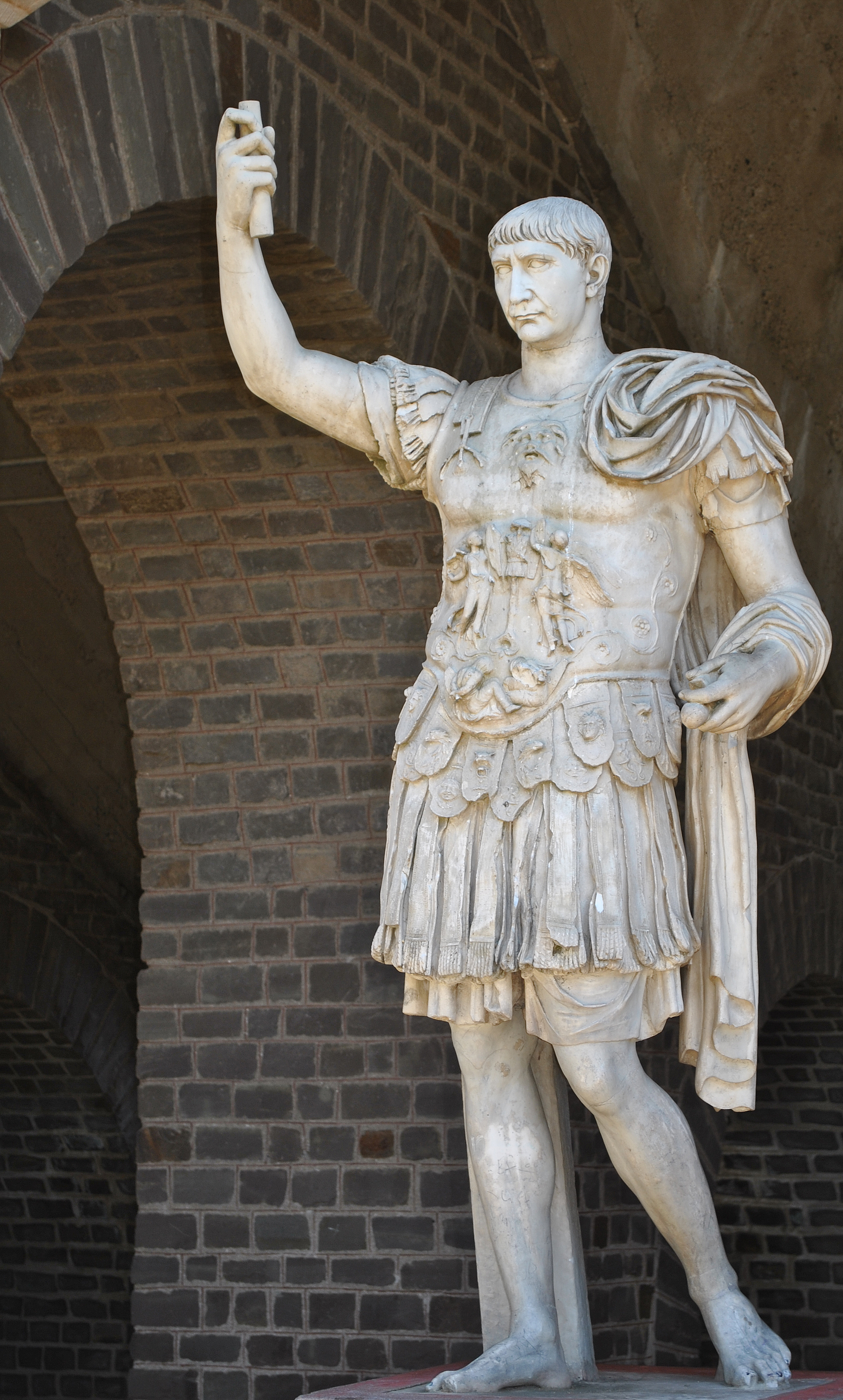
Trajan en imperator, dans l'amphithéâtre de Xanten, anciennement la Colonia Ulpia Traiana.

##### Casus belli
Depuis des décennies, la mise en place d’un roi en Arménie conduit à de graves tensions entre Rome et les Parthes. La Grande-Arménie est considérée comme un royaume client de Rome, bien que les Parthes en revendiquent le contrôle. Déjà sous Auguste, les premiers conflits armés opposaient les Romains aux Parthes pour la suprématie sur l’Arménie. À la suite de la guerre de 63, un roi arménien, Tiridate, est confirmé sur son trône par Rome.
Mais Chosroès, roi parthe, tente d’étendre son influence sur l’Arménie, et en 113 renverse et remplace le roi arménien Axidarès sans le consentement de Trajan. Ce faisant, il offre aux Romains une occasion de déclaration de guerre, en bafouant le traité de Rhandeia, ou plutôt un prétexte, comme le dit Dion Cassius pour qui la véritable motivation de Trajan n’est autre que la recherche de la gloire et la volonté d’imiter Alexandre le Grand (sogenante Alexander-imitatio).
Cette évaluation critique de la politique expansionniste de Trajan montre que la déclaration de guerre ne fait pas l’unanimité à Rome. Le fait que Trajan a planifié la conquête de l’Arménie et de la Mésopotamie dès 111 n’est pas prouvé mais cette hypothèse paraît, pour de nombreux historiens, assez raisonnable. Parmi les raisons de cette guerre, on peut avancer des motifs économiques (contrôle des routes commerciales qui traversent la Mésopotamie) et des considérations militaires (sécurisation des frontières orientales),,.

##### Conquête de l’Arménie et de la Mésopotamie
Les seules sources antiques abordant ce conflit sont quelques résumés et explications de textes de Dion Cassius et des fragments de l’œuvre de l’historien Arrien. Les autres sources, pièces de monnaie et inscriptions, livrent des informations souvent incertaines.
Trajan quitte Rome à l’automne 113 et parvient à Antioche, en Syrie, au printemps 114. Le nouveau roi arménien Parthamasiris, frère du roi déposé Axidarès, vient à la rencontre de Trajan et demande à l’empereur de le confirmer sur le trône d’Arménie. Mais Trajan refuse et annonce que l’Arménie devient province romaine à la tête de laquelle il place un gouverneur romain,. Peu après le départ de Trajan, Parthamsiris est assassiné dans des circonstances mystérieuses, même si Eutrope affirme que Trajan l'a tué ( "Il recouvra l’Arménie occupée par les Parthes et tua Parthamasire" | quam occupaverant Parthi, recepit, Parthomasire occiso|) Trajan met à profit les mois qui suivent pour s’assurer le contrôle militaire de la nouvelle province, et y parvient à la fin de 114. L'État d'Osroène fait acte de soumission à Rome et Trajan en profite pour soumettre des peuples du Caucase, notamment les Albaniens, puis il envoie Lusius Quietus contre les Mardes à l'est du lac de Van,,. Il donna un roi aux Albaniens ; il reçut la soumission du roi des Ibères, des Sauromates, du Bosphore Cimmérien, de l’Osdroène et de Colchos, il soumit le pays des Carduènes et des Marcomèdes (Albanis regem dedit; Iberorum regem, et Sauromatarum, et Bosphoranorum, et Osdroenorum, et Colchorum, in fidem accepit; Carduenos, Marcomedos occupavit). Il prit également Anthemusium, grande contrée de la Perse.
Pour la conquête de l’Arménie, Trajan se voit remettre par le Sénat de nombreux honneurs parmi lesquels la remise officielle du titre d’Optimus.
Au printemps 115, Trajan se dirige vers le sud, quittant l’Arménie. Il prend les villes d'Édesse, de Nisibe et de Batnae. Puis Trajan assiége Suse et Babylone. L'Empereur crée ensuite deux nouvelles provinces sur le golfe persique avant la fin de l’année 115, la Mésopotamie est déclarée province romaine,de même pour l'Assyrie. Trajan semble avoir remporté de nombreuses victoires durant cette période car il a été acclamé quatre fois imperator. Il ne semble pourtant rencontrer quasiment aucune résistance dans cette première année de campagne. Il passe l’hiver 115-116 à Antioche où le grave tremblement de terre de 115 a failli lui coûter la vie. On trouve grâce aux écrits de Dion Cassius des détails à cet égard. Les problèmes internes en Parthie ont semble-t-il empêché Chosroès d’organiser une résistance plus acharnée,.

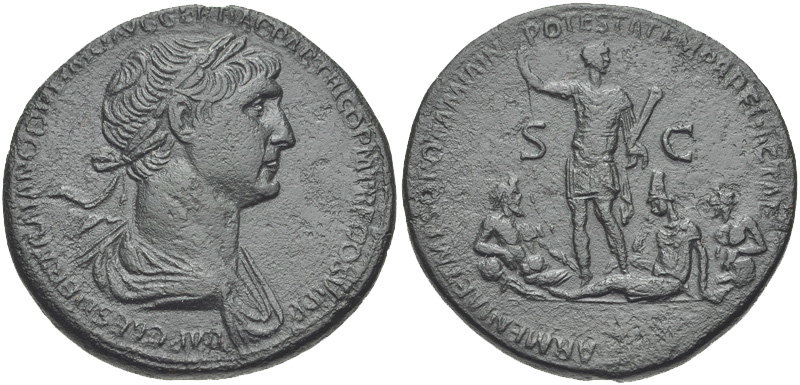
Sesterce vers 116/117 : ARMENIA ET MESOPOTAMIA IN POTESTATEM PR REDACTAE, Traianus debout, à ses pieds les figures assises de l'Arménie, de l'Euphrate et du Tigre.

En janvier 116, les troupes romaines s’emparent de Séleucie puis de Ctésiphon, capitale des Parthes,,. Chosroès parvient à fuir mais une de ses filles est capturée et envoyée à Rome. Trajan pousse plus loin son expédition jusqu’au golfe Persique,. L'État de Characène, pourtant vassal des Parthes, accueille favorablement l’empereur romain auquel il se soumet.
Vers 115-116, Trajan dut battre en retraite : les peuples soumis se soulevaient sous l'instigation des Parthes. Rome perdit l'Assyrie et l'Empereur subit un revers en Mésopotamie.
Le 20 février 116, le titre de Parthicus s’ajoute à ceux de Germanicus et de Dacicus dans la titulature de Trajan,. Les pièces de monnaie célèbrent la conquête de l’Arménie et de la Mésopotamie et la défaite des Parthes avec la devise Parthia capta,.
Sur le chemin du retour, dit-on, il s’arrête à Babylone où il visite la maison où est mort Alexandre le Grand.

##### Extension maximale de l'Empire

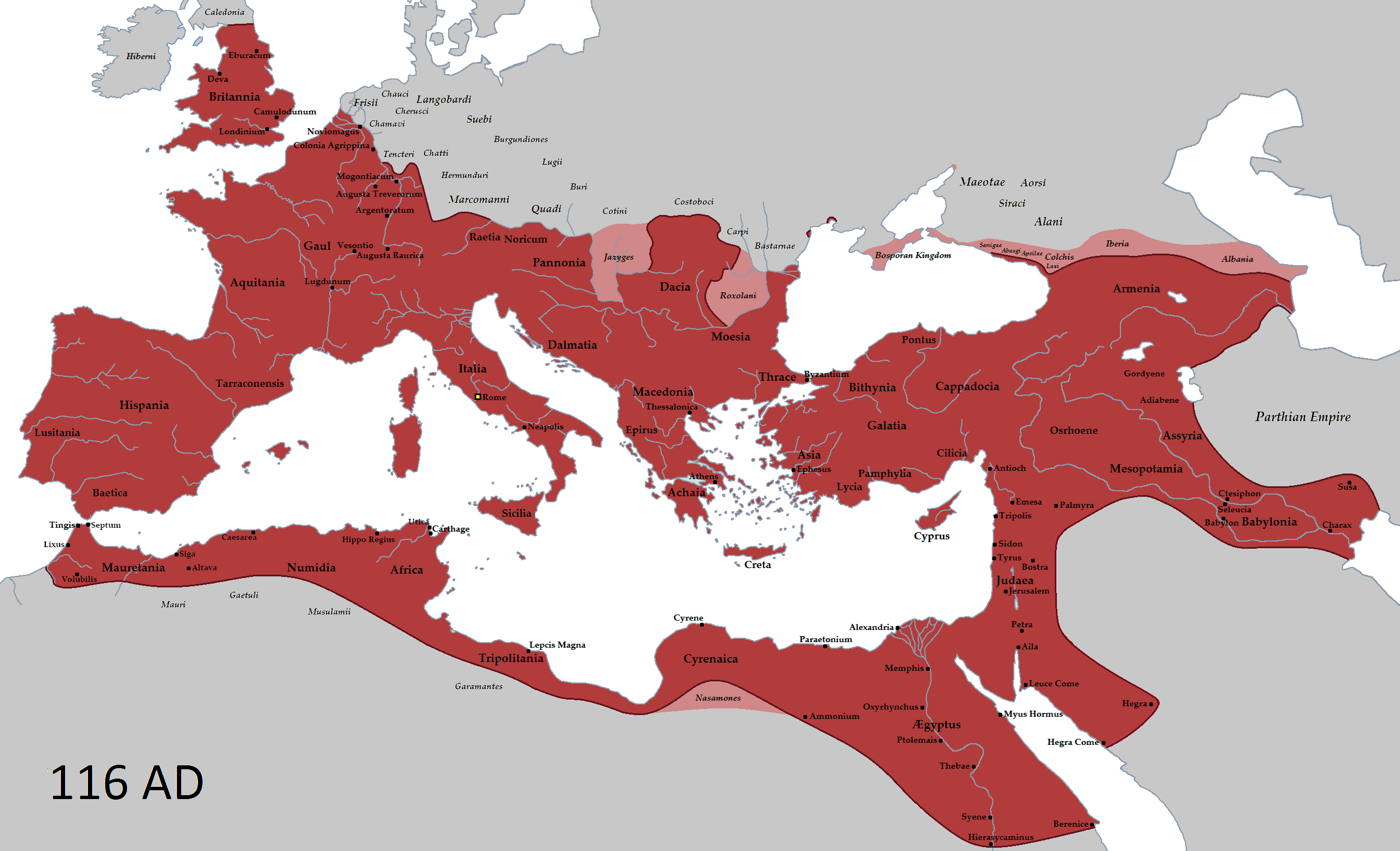
L'Empire romain à son extension maximale en 116, le sud de la Mésopotamie n'est occupé que quelques mois entre l’été et l'automne de cette année.

En 116, Trajan atteint donc le golfe Persique. Aucun empereur romain n’a été aussi loin à l’est, et aucun n’a autant étendu l’Empire. Déjà, en 106, la Dacie et l’Arabie Pétrée l'avaient agrandi. Dans les années suivantes, l’Arménie et la Mésopotamie s'ajoutent à la liste des provinces. Trajan crée peut-être une autre province, l’Assyrie. Son existence n’est attestée que dans les sources antiques, de sorte qu’elle est largement remise en question par les travaux de recherches modernes : certains l'identifient avec la Babylonie, d'autres comme étant l'Osroène ou encore l'Adiabène, et certains en nient simplement l'existence. Eutrope dit même qu'entre 115 et 116 il pénétra jusqu’aux confins de l’Inde et jusqu’à la mer Rouge et fit des ravages avec une flotte (usque ad Indiae fines et mare Rubrum accessit […] in mari Rubro classem instituit, ut per eam Indiae fines vastaret.).

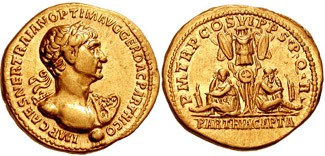
Aureus de 116 qui célèbre la conquête de Mésopotamie : IMP CAES NER TRAIAN OPTIM AUG GER DAC PARTHICO, PM TRP COS VI PP SPQR et PARTHIA CAPTA.

Avec sa politique expansionniste, Trajan va à l'encontre des recommandations d'Auguste qui avait demandé que l’Empire soit laissé dans les frontières qu’il avait à sa mort (consilium coercendi intra terminos imperii), de peur que les nouvelles conquêtes ne déséquilibrent l’économie.
Patrick Le Roux note que l'Empire « paraît avoir atteint son apogée conquérant, mais non sa plus grande extension », considérant sans doute que la Mésopotamie et l'Arménie ne sont que des occupations temporaires de l'armée romaine et non des annexions aux terres de l'Empire, même éphémères.

##### Grande révolte judéo-parthe
Alors que Trajan est encore sur les rives de l’Euphrate, une révolte juive éclate en Mésopotamie, en Syrie, à Chypre, en Judée, en Égypte et en Cyrénaïque dès 115. Le contexte et les objectifs de la rébellion sont méconnus,,. Cependant, l'empereur ne s'attendait pas à des troubles en Égypte et en Cyrénaïque, ayant pris avec lui la légion qui y stationne.

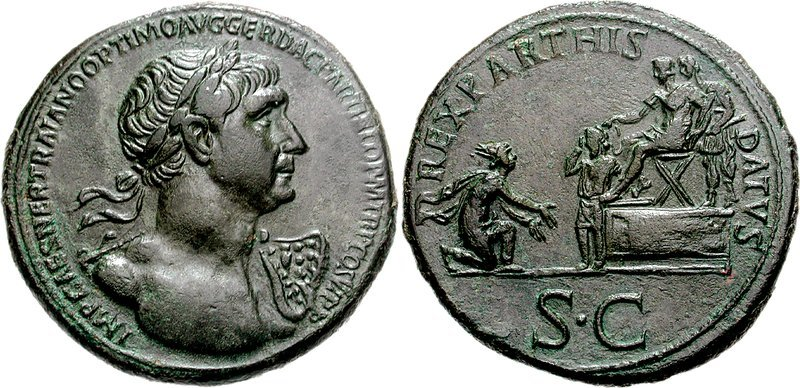
Sesterce vers 116/117 : REX PARTHIS DATVS. Trajan assis sur une estrade et Parthamaspatès de Parthie à genoux.

Une armée dirigée par un consulaire est battue, défaite qui entraîne la perte de nombreuses garnisons romaines. Par la suite, les Romains sont contraints d’évacuer le sud de la Mésopotamie. Parthamaspatès, fils autoproclamé du roi parthe, qui suit les troupes romaines jusqu’à Ctésiphon, établit un front contre les rebelles. En récompense, Trajan le couronne roi des Parthes à Ctésiphon avec le titre de Rex Parthiis Datus (« roi donné aux Parthes »), renonçant par là même à son projet d’intégration complète de la Mésopotamie dans l’Empire. La population rejette ce roi vassal de Rome, mais Trajan ne dispose plus d’aucune troupe pour repousser une éventuelle contre-offensive des Parthes,, tous ses effectifs étant mobilisés par la rébellion juive. Parthamaspatès est renversé l’année suivante par Chosroès qui reprend son trône.
Lusius Quietus est chargé de réprimer l'insurrection dans le nord de la Mésopotamie, ce qu'il fait avec une dureté qui doit singulièrement marquer les esprits du temps pourtant accoutumés à la violence guerrière,. Il dirige le massacre des Juifs et des Parthes de Babylone et il s'empare des importantes cités syriennes révoltées de Nisibe et d'Édesse, capitale de l'État client traître d'Osroène, qu'il fait raser jusqu'aux fondations, et dont il fait mettre à mort le roi, Abgar VII. De plus, il mène de brillantes actions à l'arrière-garde de l'armée, permettant ainsi aux légions de repasser l'Euphrate sans risque en 116,.
Quintus Marcius Turbo est quant à lui chargé de reprendre le contrôle de l'Égypte et de la Cyrénaïque,,,. De grandes révoltes des Juifs y ont éclaté et ont abouti à la mise à sac de villes et au massacre de citoyens romains, parmi lesquels un grand nombre de Grecs. L'approvisionnement en céréales provenant de l'Égypte est menacé et les autorités locales sont dans l'incapacité de mater la rébellion. Turbo réduit la révolte juive et reprend le contrôle de l'Égypte, de la Cyrénaïque,, et de Chypre, à la suite d'une longue répression qui fait couler le sang en abondance de part et d'autre,.
L'ensemble de ces révoltes juives de 115-117 est connu dans l'histoire sous le nom de guerre de Kitos, ainsi nommée en référence à Lusius Quietus. Chypre est définitivement privée de toute présence juive, tout comme certaines zones d'Égypte, mais il reste par exemple une forte communauté juive à Alexandrie après la répression.
En plus de la révolte juive, plusieurs soulèvements apparaissent dans les provinces nouvellement conquises et, en Arménie par exemple, Trajan doit céder temporairement des territoires pour pouvoir reposer ses troupes. Des soulèvements sont signalés jusqu’en Dacie, à la suite du soulèvement provoqué par les attaques répétées des Sarmates Roxolans et Iazyges ainsi que des Daces libres. Trajan y envoie quelques troupes avec à leur tête Caius Iulius Quadratus Bassus à l'été en 117 pour faire face au péril dace, en tant que légat de la legio XIIII Gemina,.
Une fois que les troupes romaines semblent avoir la maîtrise de tous les théâtres d’opérations, Trajan reprend sa stratégie initiale. Il se déplace vers le nord et assiège la ville fortifiée d’Hatra. Malgré des efforts importants, le siège échoue en raison de conditions très défavorables aux assiégeants : climat désertique, problème de réapprovisionnement. De plus, la santé de Trajan décline et il est contraint de se retirer. Son état de santé continuant à se détériorer, il décide de rentrer à Rome. Ce retour précipité rend nécessaire l’organisation d’une seconde campagne en Orient. Le contrôle de la Mésopotamie est perdu,.
Dans cette situation, Trajan n’a pas d’autre choix que de mettre Hadrien en avant et le nomme gouverneur de Syrie où les troupes engagées dans la guerre contre les Parthes sont stationnées.

#### Décès

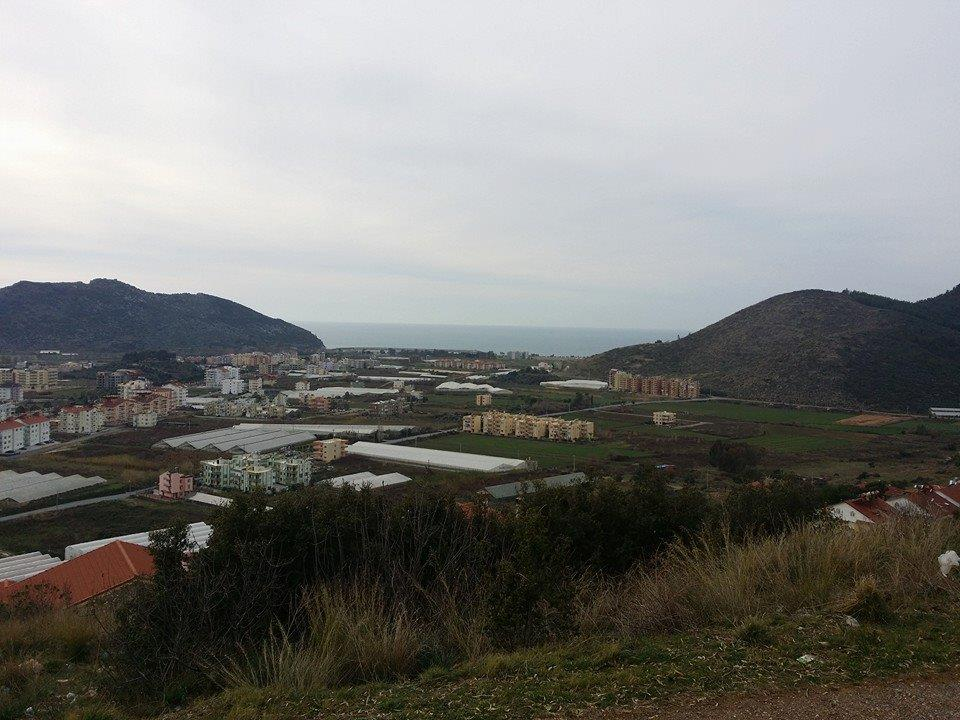
Gazipaşa, Turquie (Selinus).

Trajan décède le 8 ou le 9 août 117 à Selinus (Cilicie), sur le chemin de retour pour Rome, des suites d’une grave maladie. Considérablement affaibli par sa dernière campagne, un accident vasculaire cérébral le rend hémiplégique. Il succombe quelques jours plus tard des suites de graves complications respiratoires. Les symptômes de la maladie semblent correspondre à des conséquences du paludisme. Eutrope parle « d’un flux de ventre » pour décrire les causes de son décès (profluvio ventris extinctus est).
Il est dit qu’il a finalement adopté Hadrien sur son lit de mort. Les circonstances opaques de cette adoption ont entrainé de nombreuses spéculations et controverses. Dion Cassius prétend qu’Hadrien n’a jamais été adopté, mais qu’il s’agit d’une manœuvre de l’impératrice Plotine et du préfet du prétoire Publius Acilius Attianus,. Les historiens modernes sont eux-mêmes divisés sur la réalité de cette adoption.

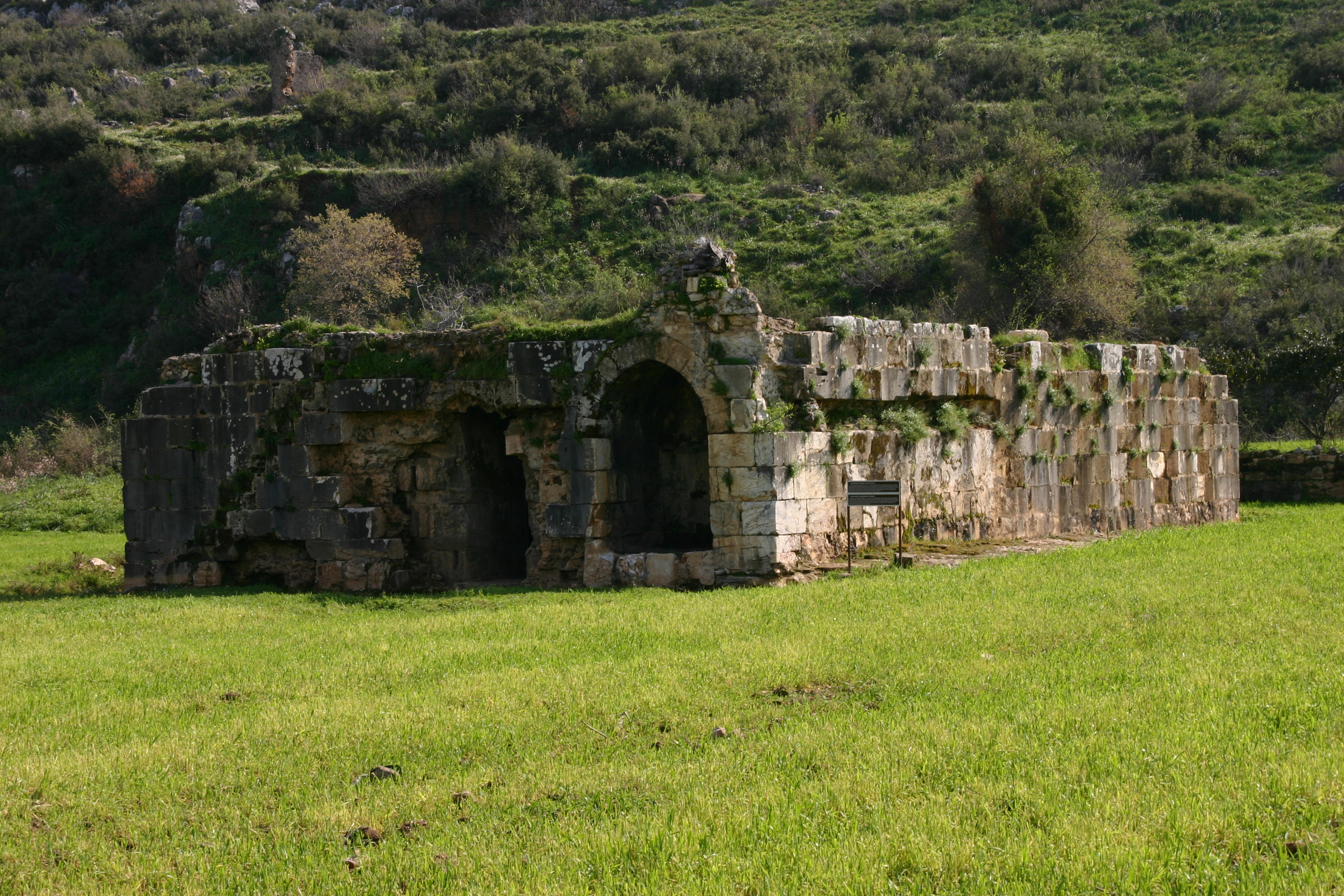
Le « cénotaphe de Trajan », le soi-disant Şekerhane Köşkü, de l'empereur Trajan, Sélinonte, Cilicie, Turquie.

Le corps de Trajan est transféré sur ordre d’Hadrien à Séleucie de Piérie et incinéré. Ses cendres sont ensuite ramenées à Rome et placées dans la base de la colonne Trajane, bien que les funérailles d’un empereur dans l’enceinte de la ville, à l’intérieur du pomœrium, soient inhabituelles : Trajan reste, jusqu’à l’antiquité tardive, le seul empereur à être enterré dans les limites de la ville.
Trajan devait être à Rome en janvier 118, pour participer aux cérémonies de ses vingt ans de règne en tant qu'Empereur Auguste : mais le sort en décida autrement, et les fêtes et autres cérémonies furent annulées. Au départ, la colonne Trajane n'était pas destinée à recevoir les cendres de Trajan : après la décision de la plèbe et des sénateurs de transférer les cendres de Trajan sous la colonne, des travaux furent entrepris pour aménager une niche pour recevoir l'urne en or avec les cendres de l'empereur. La cérémonie d'inhumation eut lieu quelques mois plus tard, en présence d'Hadrien, le nouvel empereur, et de Plotine, la veuve de Trajan. Celle-ci sera inhumée avec son époux vers 127/128.

#### Avènement d'Hadrien

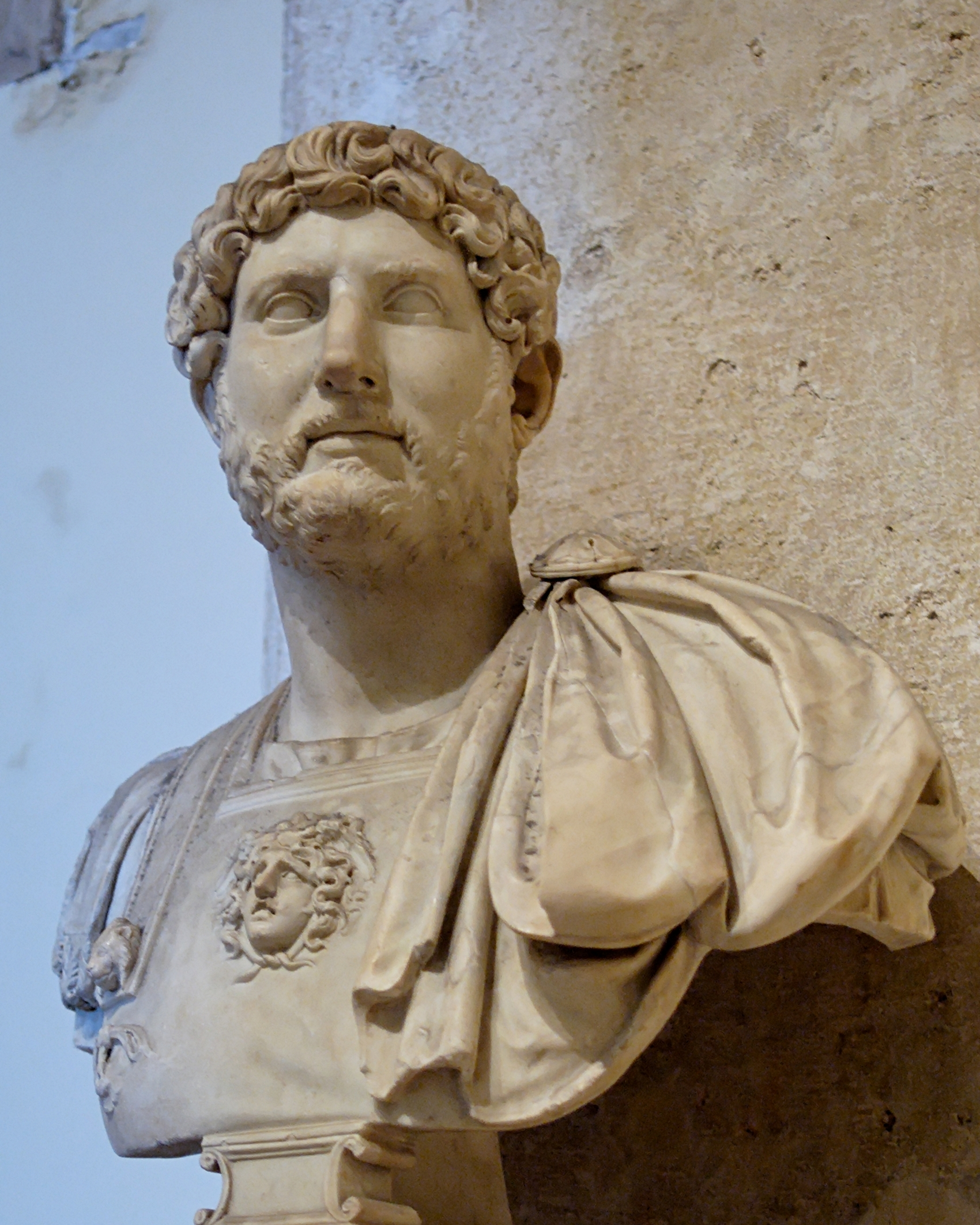
Buste de l'empereur Hadrien (117 - 138).

Hadrien reçoit la nouvelle de la mort de Trajan le 9 août en Syrie. Deux jours plus tard, il est acclamé empereur romain par les troupes de Syrie.
La passation de pouvoir ne s’effectue pas dans la plus grande sérénité et Hadrien se sent menacé, semble-t-il, par les ambitions de quatre anciens consuls. Publius Acilius Attianus s'attache à établir et consolider l'autorité d'Hadrien à Rome, en allant peut-être jusqu’à l’élimination physique de ses opposants. Il recommande la mort du préfet de Rome et de plusieurs exilés, il est sans doute le commanditaire de l'assassinat de Frugi Crassus, un banni qui a quitté son île d'exil sans autorisation, et peut-être de ceux d'Aulus Cornelius Palma (consul en 99 et 109), Lucius Publilius Celsus (consul en 113), Caius Avidius Nigrinus (consul en 110 et gouverneur de la Dacie) et Lusius Quietus (l'un des principaux généraux de Trajan et gouverneur de Judée),,, suspectés d'avoir attenté à la vie du nouvel empereur ou d'aspirer au trône. Ces exécutions ont lieu sur ordre du Sénat,. Hadrien, alors en Syrie, nie avoir ordonné les exécutions de ces quatre sénateurs influents du règne précédent,,.
De retour à Rome, il organise le triomphe posthume de son prédécesseur. Le Sénat décide la divinisation de Trajan, son nom officiel devient : Divus Traianus Parthicus. Il est le premier empereur auquel on ajoute le titre de « divin » dans la titulature.

#### Changement de politique
À la mort de Trajan, la Grande-Arménie est de nouveau sous contrôle romain, hormis la partie cédée par l’empereur. En Mésopotamie, Lusius Quietus a repris la situation en main : il maîtrise les points-clés et isole la résistance en petites poches. Cependant, au sud, le roi vassal Parthamaspatès n’a pu se maintenir sur le trône sans le soutien des troupes romaines. Les derniers soulèvements des Juifs d’Orient sont réprimés par Quintus Marcius Turbo en Égypte et par le général maure Quietus en Judée avant son rappel et sa mise à mort. Turbo mène campagne contre un soulèvement en Maurétanie qui fait suite à cette exécution,, puis combat le soulèvement de la Dacie et reprend le contrôle de la province, après la mort sur place de Caius Iulius Quadratus Bassus, envoyé par Trajan.

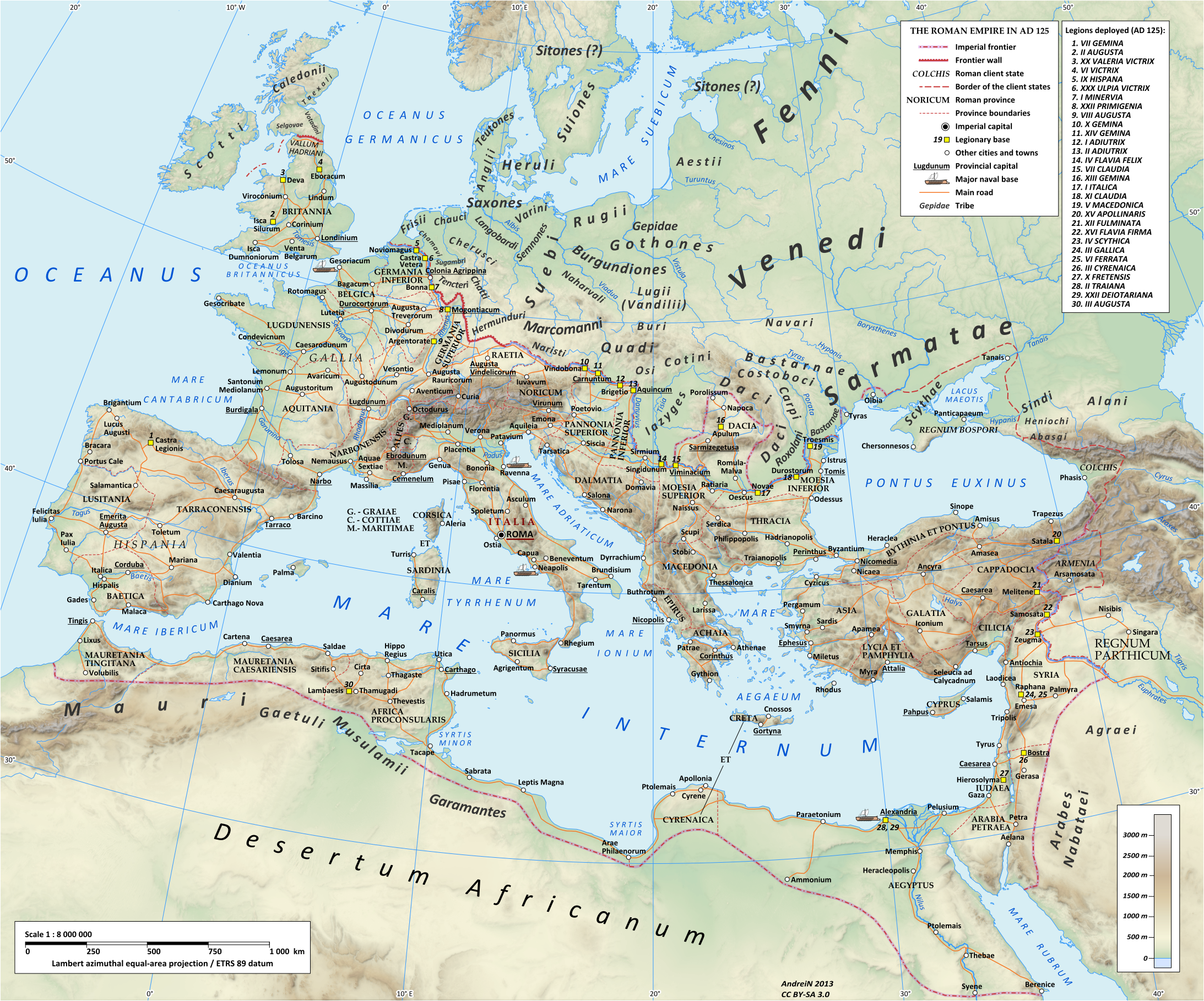
Carte de l'Empire romain en 125, avec le déploiement des légions décidé par Hadrien.

Au début de son règne, Hadrien ne poursuit pas la politique expansionniste de Trajan et renonce à tous les territoires nouvellement conquis entre le Tigre et l’Euphrate. Il préfère chercher à stabiliser la situation dans l’Empire et à propager la Pax Romana dans la zone comprise entre la Bretagne, où des troubles éclatent, et la Syrie, entre les Balkans et l’Afrique du Nord. Hadrien préfère la sécurité armée des frontières de l'Empire aux grandes campagnes militaires onéreuses. Il fait la paix avec les Parthes et la frontière entre les deux empires retrouve son tracé de 113. On ignore si cette décision marque un changement radical de politique par rapport à son prédécesseur ou bien si Trajan avait, peu avant sa mort, émis le souhait qu’une paix de compromis soit conclue avec les Parthes pour ne garder que les conquêtes récentes. La province de Dacie sera quant à elle définitivement abandonnée en 271, quand l’empereur Aurélien ordonne l’évacuation et le retrait des troupes romaines au sud du Danube.
Hadrien réoriente également la politique intérieure. Contrairement à son prédécesseur, ce n'est pas l’Italie qui se trouve au cœur de ses attentions, mais les provinces. Ses nombreux voyages lui donnent une connaissance plus large des problèmes locaux des provinciaux,. Cette politique se reflète dans les sujets figurant sur les pièces de monnaie, où les provinces apparaissent maintenant autant que l’Italie,.
À l'instar de ses deux prédécesseurs, il respecte le Sénat, mais sa politique plus novatrice créé des dissensions avec les sénateurs. Hadrien gouverne en « autocrate éclairé, parfois dogmatique en ses paroles et provocant en ses réalisations », alors que Trajan a régné en « pragmatique traditionaliste ». Après les grandes dépenses du règne précédent, la politique financière d'Hadrien est beaucoup plus stricte que celle de son prédécesseur.

## Noms et titres

### Noms successifs
- 53, naît MARCVS•VLPIVS•TRAIANVS
- 97, adopté par Nerva et prend le titre de Germanicus : CAESAR•DIVI•NERVAE•FILIVS•NERVA•TRAIANVS•GERMANICVS
- 98, accède à l'Empire : IMPERATOR•CAESAR•DIVI•NERVAE•FILIVS•NERVA•TRAIANVS•AVGVSTVS•GERMANICVS
- 102, prend le titre de Dacicus : IMPERATOR•CAESAR•DIVI•NERVAE•FILIVS•NERVA•TRAIANVS•AVGVSTVS•GERMANICVS•DACICVS
- 114, le Sénat lui décerne le titre d’Optimus : IMPERATOR•CAESAR•DIVI•NERVAE•FILIVS•NERVA•TRAIANVS•OPTIMVS•AVGVSTVS•GERMANICVS•DACICVS
- 116, prend le titre de Parthicus : IMPERATOR•CAESAR•DIVI•NERVAE•FILIVS•NERVA•TRAIANVS•OPTIMVS•AVGVSTVS•GERMANICVS•DACICVS•PARTHICVS

### Titres et magistratures
- Consul en 91, 98, 100, 101, 103 et 112 ;
- Pater patriae en 98 ;
- Pontifex maximus en 98 ;
- Acclamé Imperator en 98, 101, 102, 105, 106, 113, 117 ;
- Détient la puissance tribunicienne à partir du 27 octobre 97, renouvelée en octobre 98, en octobre 99 et annuellement le 10 décembre jusqu'en 117.

### Dernière titulature
À sa mort en 117 sa titulature est :
IMPERATOR•CAESAR•DIVI•NERVAE•FILIVS•NERVA•TRAIANVS•OPTIMVS•AVGVSTVS•GERMANICVS•DACICVS•PARTHICVS, PONTIFEX•MAXIMVS, TRIBVNICIAE•POTESTATIS•XXI, IMPERATOR•XIII, CONSVL•VI, PATER•PATRIAE
Trajan est divinisé par le Sénat. Il est le premier empereur qui reçoit le surnom « Parthicus » et, après sa mort, on le nomme toujours « Divus Traianus Parthicus », alors que tous les autres empereurs perdent leur surnom de victoire après l'apothéose. La postérité a « oublié » l'échec final.

## Postérité

### Données

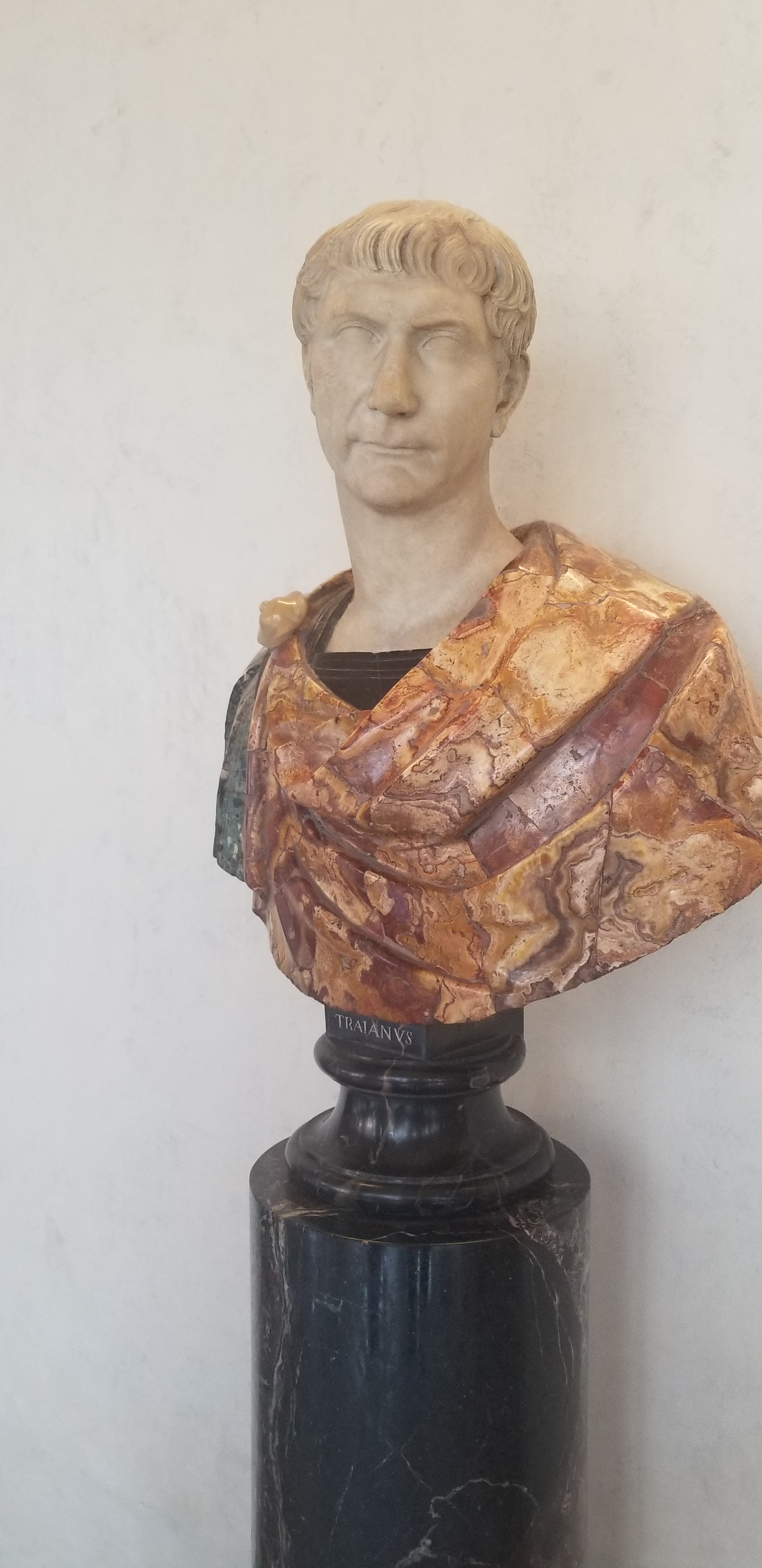
Buste de l'empereur romain Trajan exposé à la Galerie des Offices de Florence.

La période de près d'un siècle s'étendant du règne d'Auguste à ceux des Flaviens est couverte par de nombreux ouvrages historiques comme les biographies impériales de Suétone ou les Annales et Histoires de Tacite. Ces récits sont complétés par d'autres ouvrages, tels que la Géographie de Strabon ou l'Histoire naturelle de Pline l'Ancien. En revanche, pour le règne de Trajan, il ne reste plus que des fragments de l'Histoire Romaine (livres LXVIII et LXIX) de Dion Cassius, sénateur du IIIe siècle, qui utilise les archives sénatoriales et impériales de l'époque et une grande partie ne nous est parvenue que via des résumés de l'époque byzantine (surtout de Xiphilin), parfois obscurs et très incomplets,. Edward Gibbon se lamenta sur ce manque de sources, contraires à la réputation de l'empereur :

« Quand l'histoire nous a fatigué du récit des crimes et des fureurs de Néron, combien devons regretter de n'avoir, pour connaître les actions brillantes de Trajan, que le récit obscur d'un abrégé ou la lumière douteuse d'un panégyrique ! »

Les Lettres de Pline le Jeune nous apportent de nombreuses informations sur des événements du règne de Trajan et de ses prédécesseurs, qu'il s'agisse d'une correspondance réelle ou d'une fiction littéraire. Entre 109 et 113, Pline est nommé gouverneur de la province du Pont-Bithynie en Asie Mineure, avec peut-être pour mission de préparer l'offensive contre les Parthes. Durant cette période, il échange avec Trajan une correspondance régulière qui constitue une source unique d'information sur l'administration des provinces romaines et sur la vie dans les provinces de culture grecque. Trajan réorganisa l'armée romaine, la constitutio Traiani selon Végèce. Le traité militaire De munitionibus castrorum aurait pu avoir été écrit sous Trajan (peut être même dédicacé pour lui) et fournirait un état des lieux de l'armée sous l'empereur.
Peu d'informations sont disponibles dans les bréviaires du IVe siècle, et les biographies de Marius Maximus où Trajan apparaît sont perdues. Pour Maximus, une grande partie de son contenu est connu car il est surtout utilisé et cité dans le recueil controversé qu'est l'Histoire Auguste, surtout dans les premières vies, considérés comme les meilleures. Pourtant, l'Histoire Auguste se prétend continuatrice de Suétone, parfois en le pastichant, mais n'aborde ni Nerva, ni Trajan. On ne sait pas si c'est une perte involontaire lors de la transmission du texte ou une facétie de l'auteur anonyme pour tromper le lecteur, ce qu'il fait constamment dans l'œuvre. Ces sources littéraires lacunaires sont heureusement complétées par de nombreuses découvertes archéologiques, épigraphiques et numismatiques.
Des fragments des fastes d'Ostie couvrent notamment les années 108 à 113, comprises entre la fin victorieuse des guerres daciques et le début de la guerre parthique, période du règne de Trajan non couverte par les sources littéraires antiques. Ces fragments ont permis de compléter les fastes, dont les listes consulaires, mais contiennent aussi une chronique des événements considérables des années 108-109 et 112-113 ainsi que des renseignements sur la famille impériale et les jeux et fêtes donnés par Trajan.

### Historiens antiques

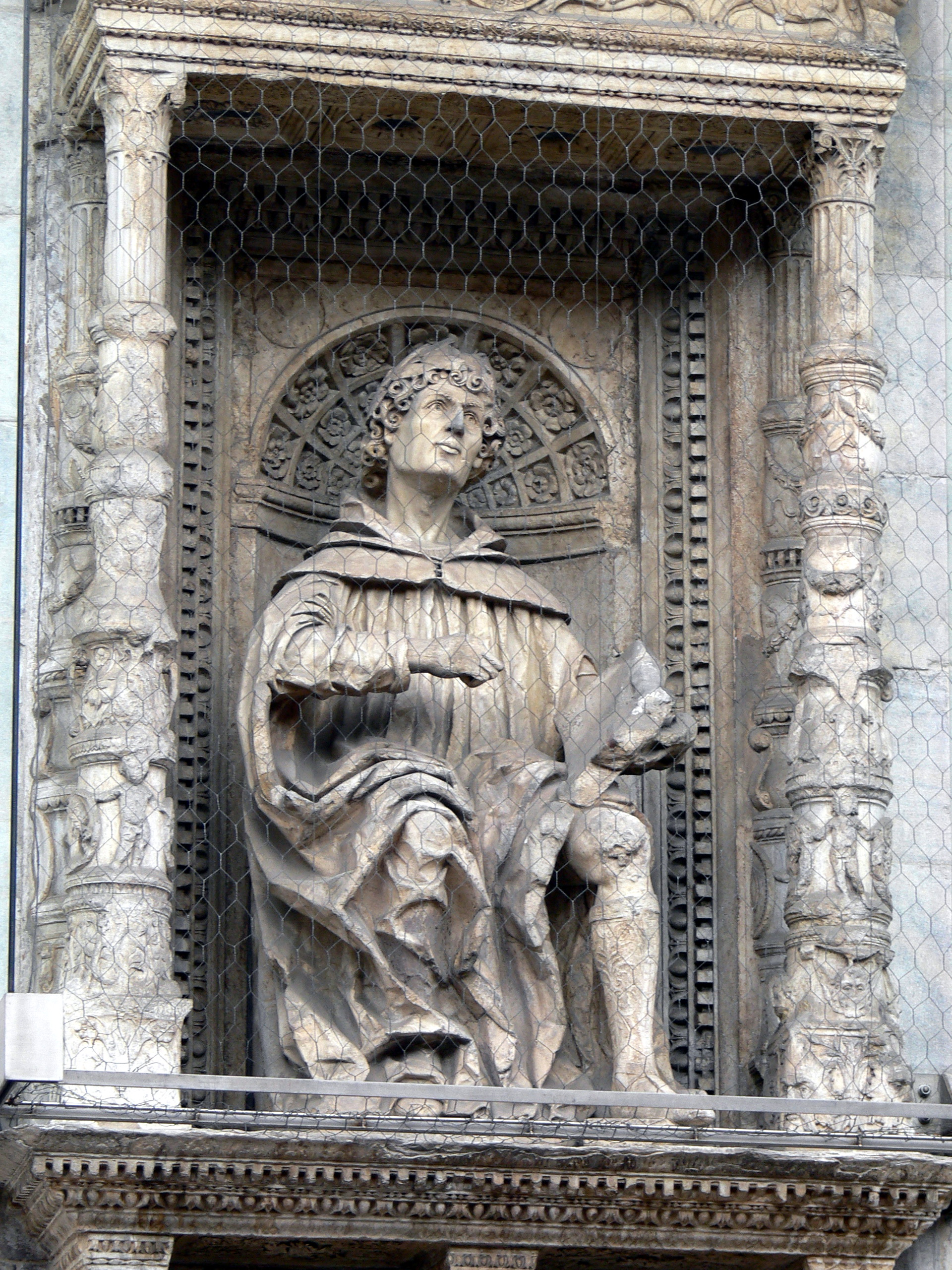
Statue de Pline le Jeune sur la façade de la cathédrale de Santa Maria Maggiore à Côme en Italie.

Dans les conflits entre les empereurs et le Sénat, les historiens antiques se placent très souvent du côté du second, car nombre d’entre eux appartiennent à l’ordre sénatorial ou subissent l’influence d'un des membres du Sénat. Les bonnes relations qu’entretient Trajan avec le Sénat ont donc largement influé sur ce qu’on retient de son règne.
L’image de Trajan a longtemps été largement inspirée par ce qu’en dit Pline le Jeune dans son gratiarum actio, c'est-à-dire le Panégyrique de Trajan, discours écrit pour remercier l’empereur de l’avoir nommé consul suffect pour la fin de l’année 100. Il y décrit Trajan comme l’exemple du souverain idéal, qu’il contraste avec le règne de Domitien, et émet l'idée d'un Optimus Princeps,. Il est de tradition de remercier le princeps l’année où l’on est nommé consul ; ainsi, ce panégyrique, qui n'a pas vocation à être réaliste, est par nature une source partiale, et donc difficilement utilisable par les historiens,.
Parmi les discours retrouvés du philosophe et rhéteur grec Dion de Pruse, quatre portent sur la royauté et constituent donc des éloges indirects de Trajan.
Suétone déjà prophétise une époque heureuse après la mort de Domitien et, selon Tacite, les règnes de Nerva et Trajan marquent le début d’une ère heureuse (beatissimum saeculum). Les références directes à Trajan dans les œuvres de Tacite sont rares. Néanmoins, il insiste sur le contraste entre les règnes de Domitien et de Nerva, le second se montrant d’après lui capable de concilier le principat et la liberté, et ajoute que Trajan « accroît chaque jour le bonheur de l’époque ». Pour Tacite, les règnes de Nerva et Trajan marquent un retour des libertés d’expression et de pensée. Cependant, ces deux auteurs, contemporains de Trajan et Hadrien, noircissent les dynasties passées pour mettre en lumière la dynastie présente, celle des « Antonins »,,.
L’idée selon laquelle Trajan est le meilleur, le plus juste et le plus accompli des princes dans les domaines social et guerrier conserve une telle force que même ses échecs face aux Parthes à la fin de son règne ne peuvent assombrir son image. Depuis 114, Trajan porte le titre d’« Optimus ». Aucun empereur n’a été aussi proche du souverain idéal tel que défini par les sénateurs selon les idéaux républicains, mais aussi par les intellectuels. Cet idéal rassemble des vertus (virtutes) telles que la clementia, la justitia et la pietas (le respect envers les dieux). L’image qui est restée de Trajan est marquée par le fait qu’aucun empereur romain avant lui n’a été aussi loin à l’Est ni n’a ajouté autant de nouveaux territoires à l’Empire. Trajan se rapproche ainsi des anciens généraux de la République qui mettent en œuvre l’efficacité de l’armée romaine dans une visée délibérément expansionniste.
De Dion Cassius, sénateur de l'époque des Sévères, il nous reste des abrégés dont un où est dressé un long portrait laudatif de l'empereur :

« Il dépense beaucoup pour la guerre, beaucoup aussi pour des travaux pendant la paix ; mais les dépenses les plus nombreuses et les plus nécessaires ont pour objet la réparation des routes, des ports et des édifices publics, sans que, pour aucun de ces ouvrages, il verse jamais le sang. Il a naturellement tant de grandeur dans ses conceptions et dans ses pensées, qu'ayant relevé le Cirque de ses ruines, plus beau et plus magnifique, il y met une inscription portant qu'il l'a rebâti de la sorte pour qu'il puisse contenir le peuple romain. Il souhaite plutôt se faire aimer par cette conduite que de se faire rendre des honneurs. Il met de la douceur dans ses rapports avec le peuple, et de la dignité dans ses entretiens avec le Sénat ; chéri de tous, et redoutable seulement aux ennemis. Il prend part aux chasses des citoyens, à leurs festins, à leurs travaux et à leurs projets, comme aussi à leurs distractions ; souvent même il occupe la quatrième place dans leur litière, et il ne craint pas d'entrer sans garde dans leur maison. Sans avoir la science parfaite de l'éloquence, il en connaît les procédés et les met en pratique. Il n'y a rien où il n'excelle. Je sais bien qu'il a la passion des jeunes garçons et du vin : si ces penchants lui ont fait faire ou souffrir quelque chose de honteux ou de mauvais, il en eût été blâmé ; mais il peut boire jusqu'à satiété, sans cependant perdre rien de sa raison, et, dans ses amusements, jamais il ne blesse personne. S'il aime la guerre, il se contente de remporter des succès, d'abattre un ennemi implacable et d'accroître ses propres États. Car, jamais sous lui, ainsi qu'il arrive ordinairement, en pareilles circonstances, les soldats ne se laissent aller à l'orgueil et à l'insolence, tant il a de fermeté dans le commandement. »

— Dion Cassius, Histoire romaine, livre LXVIII, 7, traduction Étienne Gros, éditée à Paris chez Firmin-Didot, de 1845 à 1870.

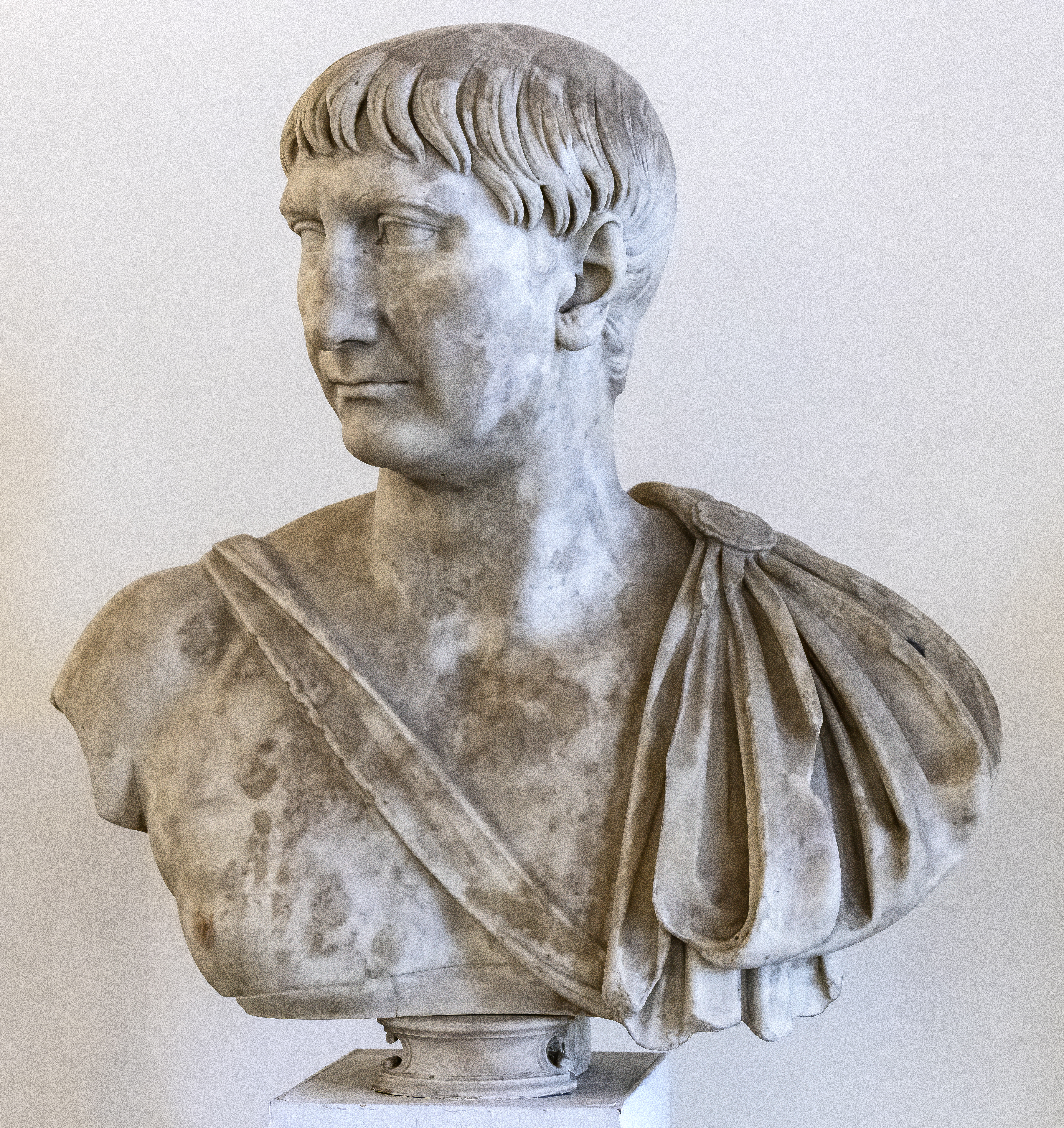
Buste de Trajan, portrait type du dixième anniversaire de règne.

Les critiques directes contre l’action de Trajan restent peu nombreuses : Fronton, qui a vécu sous les règnes de Trajan à Marc Aurèle, et qui loue par ailleurs l'habileté de Trajan pour se gagner les faveurs du peuple, est l’un des seuls à remettre en cause la politique expansionniste de Trajan, dans ses Principia Historiae. Il l’accuse notamment d’avoir sacrifié un grand nombre de soldats pour assouvir une ambition personnelle, d’avoir fait tuer un roi client de Rome au lieu de se montrer clément et de ne pas avoir secouru deux généraux dans la guerre contre les Parthes. Toutefois, ces écrits, partiellement retrouvés au XIXe siècle, n’ont eu aucune incidence sur l’image positive de Trajan.
Reprenant les thèses de divers historiens, Eugen Cizek note que l'attitude de Tacite envers Trajan est en fait nuancée, même si elle semble globalement favorable. Tacite reproche par exemple les prodigalités et le luxe dans ses œuvres à plusieurs empereurs, et l'on sait que Trajan a ordonné, pour célébrer sa victoire contre les Daces, des fêtes et des jeux bien plus somptueux que ses prédécesseurs. Il reste très mesuré sur l’ascension des Orientaux dans l’ordre sénatorial, que l'on sait encouragée par l’empereur. Il critique la limitation des honoraires des avocats à 10 000 sesterces sous Claude, mesure reprise par Trajan. Il semble approuver la politique de conciliation avec le Sénat, mais reproche peut-être à Trajan de s’être réconcilié avec des hommes ayant servi sous Domitien, et notamment ceux qui ont joué le rôle de délateurs, qu'il critique fortement dans ses œuvres. De plus, certains auteurs voient dans des critiques de Tacite sur des personnages des règnes de Julio-Claudiens des ressemblances avec des proches de Trajan.
Les critiques de Tacite semblent se cristalliser autour de trois points de la politique de Trajan : une action en Germanie trop limitée à son goût, l’absolutisme croissant de l’empereur et sa succession. À ce propos, Tacite semble opposé à l’adoption d’Hadrien. Il reproche peut-être à Trajan de choisir un membre de sa famille alors que la succession par adoption devrait permettre de désigner le meilleur des candidats qui semble être pour lui Caius Avidius Nigrinus, par ailleurs un de ses amis, qui sera mis à mort au début du règne d'Hadrien.

### De l'Antiquité tardive à la Renaissance
Durant l’Antiquité tardive, le règne de Trajan est considéré comme le meilleur qu’ait connu l’Empire romain, comme le montre cette expression d'Eutrope : « puissiez-vous être plus heureux qu’Auguste et meilleur que Trajan » (felicior Augusto, melior Trajano),. Constantin cherche à imiter Trajan, en particulier dans sa façon de se faire représenter : les portraits avec le visage imberbe et les devises sur les monnaies (optimo principi).
Aucun empereur avant Constantin n’a bénéficié d’une description aussi positive dans les écrits chrétiens que Trajan, bien qu’il ait eu envers les Chrétiens une attitude ambiguë et même violente. Ainsi, Orose défend par exemple Trajan quand il est accusé d’avoir persécuté les chrétiens en arguant que l’empereur est en fait victime d’amalgame et d’incompréhension. Une légende médiévale (XIIe siècle) nous apprend comment Trajan est vénéré pour le nombre de monuments qu’il a construits et pour ce qu’il a apporté à l’humanité. Le pape Grégoire le Grand (590-604), se rappelant les actes de justice de Trajan, aurait été saisi d’une profonde douleur à la pensée qu’un homme si vertueux soit damné. Il aurait longtemps pleuré et prié pour lui, et obtenu que Trajan rejoigne le paradis des chrétiens. Cette légende a un fort impact au Moyen Âge, aussi bien chez les historiens que chez les théologiens.
Plus tard, à partir de la Renaissance, Trajan symbolise pour les artistes le souverain juste, comme dans les œuvres de Hans Sebald Beham (Trajans Gerechtigkeit, c'est-à-dire la Justice de Trajan, 1537), Noël-Nicolas Coypel (Trajan donnant des audiences publiques, 1699), Noël Hallé (La Justice de Trajan, 1765) et Eugène Delacroix (La Justice de Trajan, 1840).

Représentations de Trajan
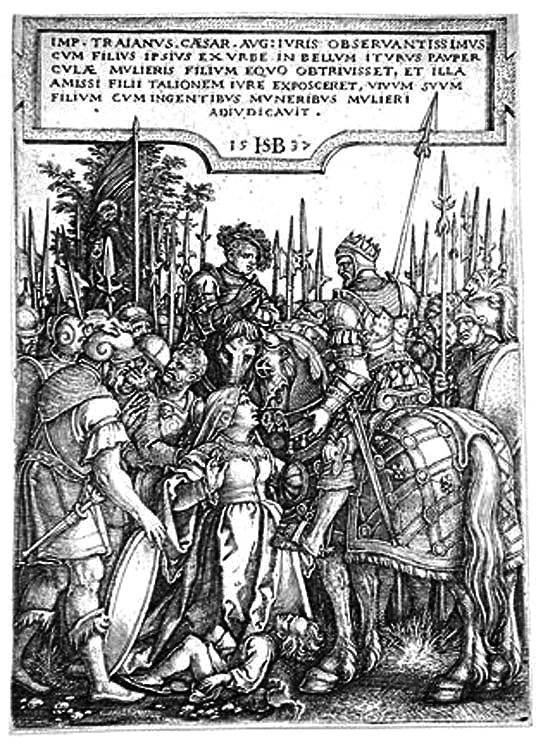
Trajans Gerechtigkeit, Hans Sebald Beham, 1537, gravure.
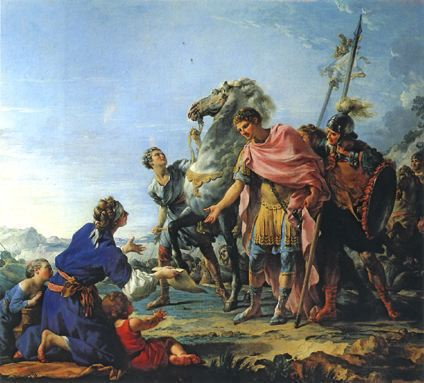
La Justice de Trajan, Noël Hallé, 1765.
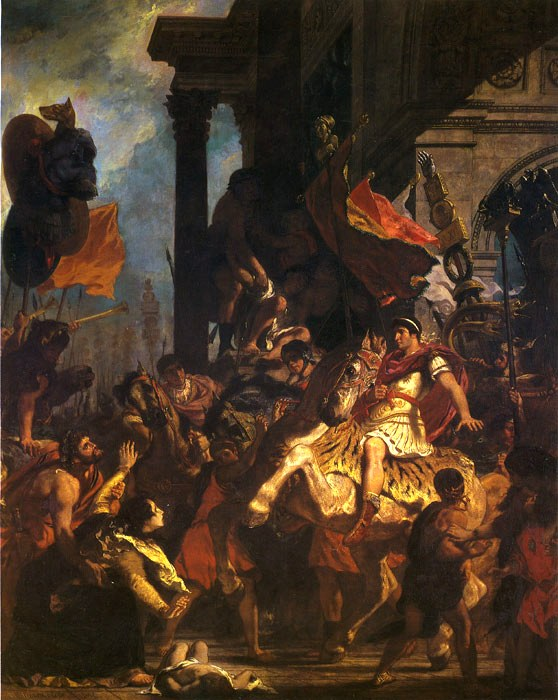
La Justice de Trajan, Eugène Delacroix, 1840, Musée des Beaux-Arts de Rouen[98].

Dans cette même idée, Trajan a été choisi pour représenter « la Justice » dans la décoration du hall d’entrée de la Cour suprême de Washington en 1930.

### Historiens duXVIeau milieu duXXesiècle

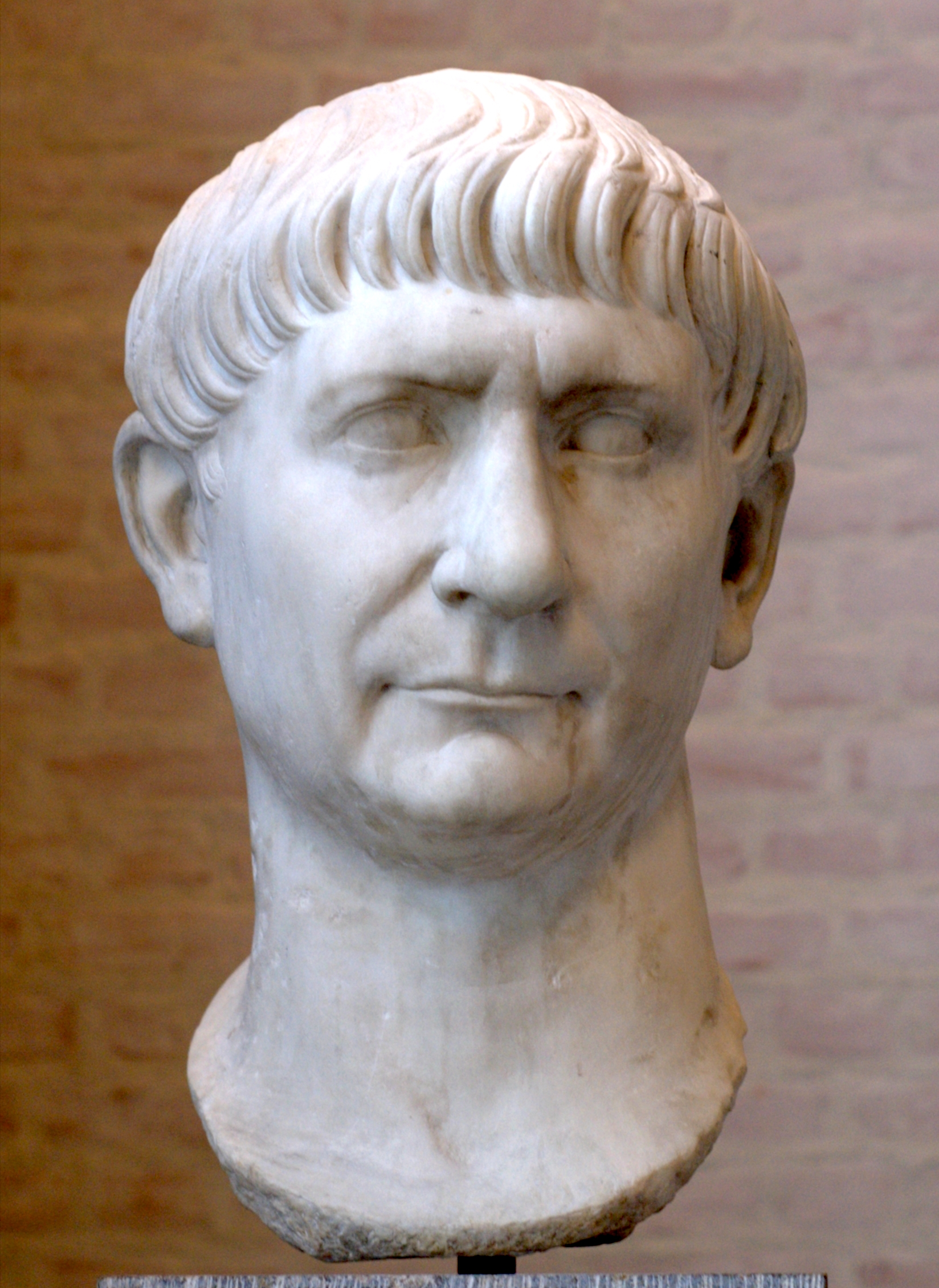
Buste de Trajan, Glyptothèque de Munich.

De nombreux travaux présentent encore Trajan comme le souverain idéal. Edward Gibbon est inspiré par la vue des ruines de la Rome antique pour écrire son ouvrage majeur, l’Histoire de la décadence et de la chute de l’Empire romain, parue à partir de 1776. Il n’est pas convaincu que l’émergence du christianisme ait été la cause principale de la ruine de l'Empire. Influencé par la période des Lumières, il décrit le IIe siècle comme une succession de « cinq bons empereurs », parmi lesquels Trajan occupe une place de premier plan,. Cette expression, inventée par le philosophe politique Nicolas Machiavel en 1503, désigne ces empereurs adoptés qui se sont acquis le respect de leur entourage grâce à leur bon gouvernement. Edward Gibbon est d'avis que leur règne est un temps où « l'Empire romain est gouverné par le pouvoir absolu, sous la direction immédiate de la sagesse et de la vertu ». L’image positive de Trajan est déterminante dans le jugement de Gibbon quand il affirme que le IIe siècle est une époque heureuse. L’œuvre de Gibbon exerce une influence considérable sur la vision qu’ont les historiens contemporains de l’Empire romain.
En 1883, Theodor Mommsen émet pourtant un jugement bien différent, accusant Trajan d’avoir cherché, à travers la campagne contre les Parthes, à assouvir « un désir inextinguible de conquête ». Malgré tout, le règne de Trajan est considéré, jusqu’à la fin du XIXe siècle, comme très positif, surtout en comparaison de celui de Domitien.
Dans le travail de Roberto Paribeni de 1927, Trajan devient une figure unique parmi tous les empereurs romains : son règne y marque l’apogée de l’Empire dans tous les domaines et la période (saeculum Traiani) la plus heureuse de l’histoire romaine. Dans ses travaux, Paribeni reprend l’image de l’Optimus Princeps que sont venues consolider de nombreuses recherches depuis des décennies. Alfred Heuß, dans l’éloge qu’il fait de Trajan dans son Histoire romaine, déclare qu’il est « l’une des grandes figures dominantes », « la parfaite incarnation humaine du terme empereur ».

### Historiens modernes
Dans la recherche biographique moderne, relativement peu d’études sur Trajan sont publiées depuis Paribeni et sa biographie en deux volumes. On retrouve des thèmes de la vie impériale dans des ouvrages de Mary Smallwood (1966), dans Die Frauen am Hofe Trajans de Hildegard Temporini-Gräfin Vitzthum (1978) ou dans Untersuchungen zu den Dakerkriegen Trajans de Karl Strobel (1984). Dans l’ouvrage d'Eugen Cizek de 1983, l’influence de Paribeni se fait encore sentir. Cizek considère le règne de Trajan comme unique et comme la période la plus heureuse pour Rome. Quant à Julian Bennett, sa biographie de l'empereur, Trajan. Optimus Princeps, publiée en 1997, conclut que le règne de Trajan reste globalement très positif, tant en politique intérieure qu’extérieure.
Dans l’étude de Karl Strobel, Kaiser Traian. Eine Epoche der Weltgeschichte, datant de 2010, Trajan n’est plus l’Optimus Princeps tel qu’il apparaît dans la tradition antique, en opposition au Pessimus Pinceps qu’est Domitien. Pour Strobel, Trajan n’a en réalité que continué la politique de Domitien en renforçant la position autocratique du princeps.
Dans des ouvrages français sur le Haut Empire romain, des historiens comme Paul Petit (1974) et Patrick Le Roux (1997) soulignent ses grandes qualités militaires et d'administrateur, le fait qu'il ait su renouer habilement avec le Sénat, sa politique sociale notamment d'aide alimentaire, mais notent une politique expansionniste non maîtrisée,.
Bon stratège, Trajan mène certes de glorieuses campagnes, mais il n'a pas laissé une empreinte aussi forte en matière militaire que des empereurs comme Auguste, Hadrien ou Septime Sévère. Ses guerres sont coûteuses, avec un lourd bilan humain, et n'aboutissent qu'à des résultats décevants : seule l'annexion, quasiment pacifique, de l'Arabie est durable et avantageuse. La Dacie pose autant de problèmes qu'elle apporte d'avantages à l'Empire, la tentative de conquérir les territoires des Parthes paraît illusoire et les provinces orientales sont dévastées par la grande révolte judéo-parthe de 115-117,. Sa politique financière est laborieuse, avec un Empire vivant au-dessus de ses moyens grâce à des revenus ponctuels, et l'Empire romain est à sa mort dans une situation économique peu florissante. Paul Petit rappelle par ailleurs « ses portraits de soudard au front bas, et […] son penchant pour le vin et les jeunes garçons ».

### Hymne roumain
Dans l'hymne national de la Roumanie, Deșteaptă-te, române! (Éveille-toi, Roumain !), Trajan est évoqué dans la deuxième strophe :
Acum ori niciodată să dăm dovezi în lume
Că-n aste mâni mai curge un sânge de roman,
Si ca-n a noastre piepturi pastram cu fala-un nume
Triumfator în lupte, un nume de Traian!
La traduction du roumain au français donne :
Maintenant ou jamais montrons au monde
Que dans ces mains coule toujours un sang romain
Et que dans nos cœurs nous gardons avec fierté un nom
Triomphant dans les batailles, le nom de Trajan !
On peut supposer que le nom de cet empereur est présent comme un hommage aux origines de la Roumanie et notamment sa langue dérivée du latin à l'instar du français, de l'italien, l'espagnol, etc.

## Culture populaire

### Jeux vidéo
- Dans le jeu vidéo Civilization VI, Trajan est le dirigeant de l'Empire romain.
- Le contenu téléchargeable Return of Rome d'Age of Empires II: DE propose d'incarner Trajan dans sa campagne romaine.